# Dreyfus-Affäre

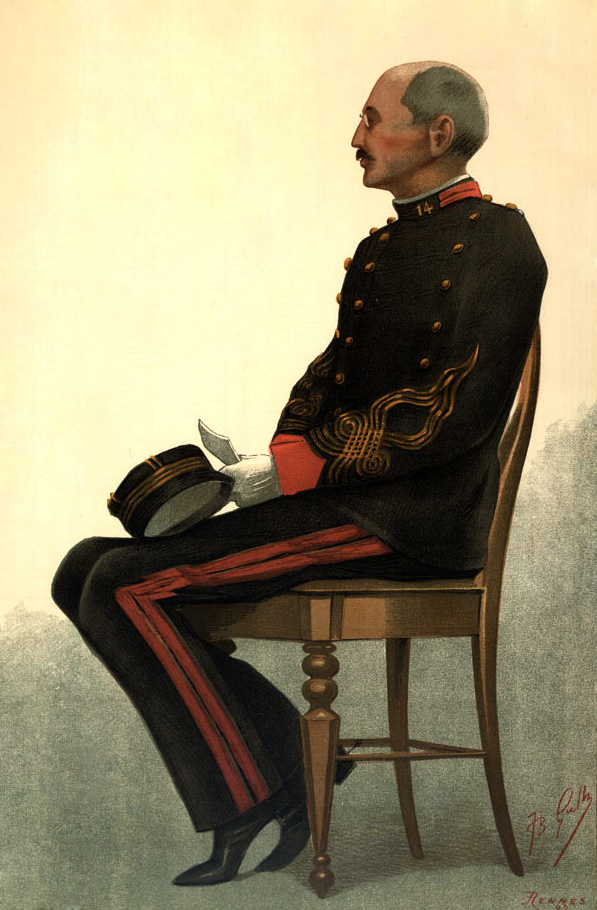
Jean Baptiste Guth, zeitgenössische Darstellung von Alfred Dreyfus während seines zweiten Prozesses vor dem Militärgericht in Rennes, Vanity Fair vom 7. September 1899

Die Dreyfus-Affäre war ein Justizskandal, der die französische Politik und Gesellschaft in den letzten Jahren des 19. Jahrhunderts tief spaltete. Er betraf die Verurteilung des jüdischen Hauptmanns Alfred Dreyfus 1894 durch ein Kriegsgericht in Paris wegen angeblichen Landesverrats zugunsten des Deutschen Kaiserreichs, die in jahrelange öffentliche Auseinandersetzungen und weitere Gerichtsverfahren mündete. Die Verurteilung des aus dem Elsass stammenden Artillerieoffiziers basierte auf rechtswidrigen Beweisen und zweifelhaften Handschriftengutachten. Für die Wiederaufnahme des Verfahrens und den Freispruch Dreyfus’ setzten sich zunächst nur Familienmitglieder und einige wenige Personen ein, denen im Verlauf des Prozesses Zweifel an der Schuld des Angeklagten gekommen waren.
Der Justizirrtum, der auch Elemente von Rechtsbeugung enthielt, weitete sich zu einem ganz Frankreich erschütternden Skandal aus. Höchste Kreise im Militär wollten die Rehabilitierung Dreyfus’ und die Verurteilung des tatsächlichen Verräters Major Ferdinand Walsin-Esterházy verhindern. Antisemitische, klerikale und monarchistische Zeitungen und Politiker hetzten Teile der Bevölkerung auf, während Menschen, die Dreyfus zu Hilfe kommen wollten, ihrerseits bedroht, verurteilt oder aus der Armee entlassen wurden. Der bedeutende naturalistische Schriftsteller und Journalist Émile Zola beispielsweise musste aus dem Land fliehen, um einer Haftstrafe zu entgehen. Er hatte 1898 mit seinem berühmt gewordenen Artikel J’accuse…! (Ich klage an …!) angeprangert, dass der eigentlich Schuldige freigesprochen wurde.
Die im Juni 1899 neu gebildete Regierung unter Pierre Waldeck-Rousseau setzte auf einen Kompromiss, nicht auf eine grundsätzliche Korrektur des Fehlurteils, um die Auseinandersetzungen in der Affäre Dreyfus zu beenden. Wenige Wochen nach seiner zweiten Verurteilung wurde Dreyfus begnadigt. Ein Amnestiegesetz garantierte gleichzeitig Straffreiheit für alle mit der Dreyfus-Affäre im Zusammenhang stehenden Rechtsbrüche. Lediglich Alfred Dreyfus war von dieser Amnestie ausgenommen, was es ihm ermöglichte, sich weiter um eine Revision des Urteils gegen sich zu bemühen. Am 12. Juli 1906 hob schließlich das zivile Oberste Berufungsgericht das Urteil gegen Dreyfus auf und rehabilitierte ihn vollständig. Dreyfus wurde wieder in die Armee aufgenommen, zum Major befördert und darüber hinaus zum Ritter der französischen Ehrenlegion ernannt. Der strafversetzte Major Marie-Georges Picquart, ehemals Leiter des französischen Auslandsnachrichtendienstes (Deuxième Bureau) und eine Schlüsselfigur bei der Rehabilitierung von Alfred Dreyfus, kehrte mit dem Rang eines Brigadegenerals in die Armee zurück.
Die Dreyfus-Affäre war nach dem Panamaskandal und parallel zur Faschoda-Krise der dritte große Skandal in dieser Phase der Dritten Republik. Mit Intrigen, Fälschungen, Ministerrücktritten und -stürzen, Gerichtsprozessen, Krawallen, Attentaten, dem Versuch eines Staatsstreiches (23. Februar 1899) und einem zunehmend offenen Antisemitismus in Teilen der Gesellschaft stürzte die Affäre das Land in eine schwere politische und moralische Krise. Insbesondere während des Kampfes um die Wiederaufnahme des Gerichtsverfahrens war die französische Gesellschaft bis in die Familien hinein tief gespalten.

## Verlauf

### Das belastende Schriftstück

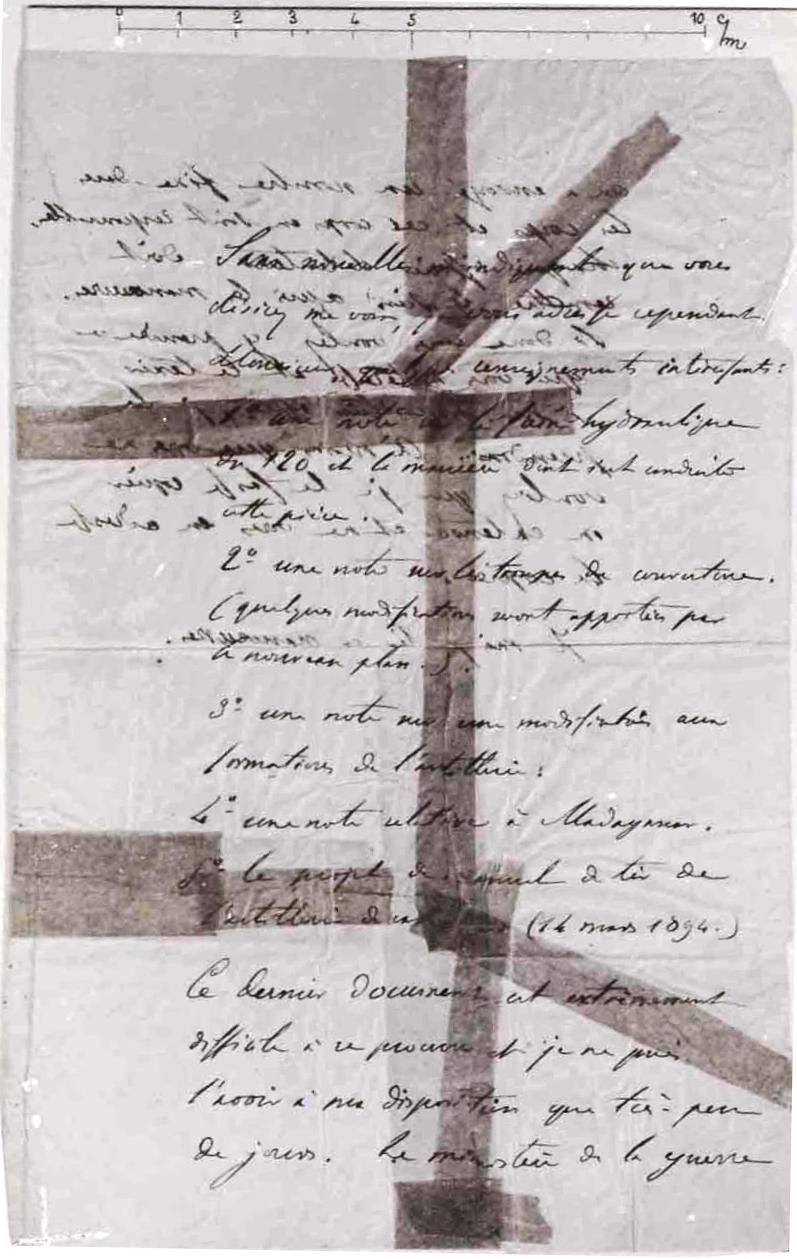
Vorderseite des wieder zusammengeklebten Bordereau

Die Putzfrau Marie Bastian spionierte von Zeit zu Zeit für den französischen Nachrichtendienst, als sie im Palais Beauharnais, der damaligen deutschen Botschaft in Paris, arbeitete. Am 25. September 1894 entwendete sie unter anderem ein zerrissenes Schreiben aus dem Papierkorb des deutschen Militärattachés Oberstleutnant Maximilian von Schwartzkoppen. Der französische Nachrichtendienst setzte den Brief wieder zusammen; es war ein nicht unterschriebenes Begleitschreiben zu einer Sendung von fünf geheimen militärischen Dokumenten:

„Mein Herr, obwohl ich ohne Nachricht von Ihnen bin, dass Sie mich zu sehen wünschen, sende ich Ihnen einige interessante Auskünfte:

1. eine Aufzeichnung über die hydraulische Bremse des 120-mm-Geschützes und über die Erfahrungen, die man mit ihm gemacht hat;

2. eine Aufzeichnung über die Bedeckungstruppen (der neue Plan wird einige Änderungen bringen)

3. eine Aufzeichnung über eine Veränderung in den Artillerieformationen

4. eine Aufzeichnung über Madagaskar

5. den Entwurf der Schießvorschrift der Feldartillerie (14. März 1894)

Dieses letzte Dokument ist äußerst schwer zu beschaffen, und ich kann es nur sehr wenige Tage zu meiner Verfügung haben. Das Kriegsministerium hat den Truppenteilen nur eine bestimmte Zahl geschickt, und die Truppenteile sind dafür verantwortlich. Jeder Empfänger unter den Offizieren muss sein Exemplar nach den Manövern zurückgeben. Wenn Sie also das, was Sie interessiert, abschreiben wollen und dann den Entwurf zu meiner Verfügung halten, werde ich ihn abholen, es sei denn, dass ich ihn ganz abschreiben lasse und Ihnen die Abschrift zuschicke.
Ich bin im Begriff, zu den Manövern abzureisen.“

Aus diesem sogenannten Bordereau, einem Verzeichnis beigefügter Dokumente, ging hervor, dass ein französischer Generalstabsoffizier dem deutschen Geheimdienst vertrauliche Informationen zugespielt hatte. Der französische Auslandsgeheimdienst leitete das Schriftstück direkt an das französische Kriegsministerium weiter.

### Verdächtigung
Von den vier Abteilungsleitern des französischen Generalstabs konnte keiner die Handschrift des Bordereau einem der ihnen unterstellten Offiziere zuordnen. Oberstleutnant Albert d’Aboville schlug deshalb vor, sich auf das mögliche Täterprofil zu konzentrieren. Er war davon überzeugt, dass nur ein Artillerieoffizier Informationen über das 120-Millimeter-Geschütz liefern konnte. Wegen der Vielfalt der verzeichneten Dokumente müsse es sich bei dem Verfasser um einen Absolventen der École supérieure de guerre handeln, der Pariser Militärhochschule, die im Anschluss an die École polytechnique und die Militärschule Saint-Cyr einigen Auserwählten eine abschließende Ausbildung bot.
Die Begrenzung auf diese Personengruppe engte den Kreis der Verdächtigen erheblich ein. Albert d’Aboville kam schließlich gemeinsam mit Oberst Pierre-Elie Fabre zu dem Schluss, dass die Handschrift derjenigen des Artillerie-Hauptmanns Dreyfus ähnele. Der Schreiber des Bordereau hatte allerdings in der letzten Zeile erwähnt, dass er zu einem Manöver aufbreche. Dreyfus hatte bislang niemals an einem Manöver teilgenommen. Diesen Umstand ignorierten beide.
Der 1859 geborene Alfred Dreyfus entstammte einer Industriellenfamilie aus dem Elsass. Als 1871 nach dem Deutsch-Französischen Krieg seine Geburtsregion an Deutschland fiel, hatten sich seine Eltern für die Beibehaltung der französischen Staatsbürgerschaft entschieden und waren mit Teilen der Familie nach Paris umgesiedelt. Seinen Dienst im Generalstab, wo er der erste und einzige Jude war, hatte Dreyfus am 1. Januar 1893 begonnen. Die École supérieure de guerre hatte er als einer der Besten seines Jahrgangs abgeschlossen, obwohl er bei seiner mündlichen Abschlussprüfung von seinem Prüfer General Pierre de Bonnefond schlechte Noten erhalten hatte. Der General begründete dies damit, dass Juden im Generalstab unerwünscht seien. Dreyfus war es nicht gelungen, im Generalstab Freunde zu gewinnen. Sein Vorgesetzter Oberst Pierre Fabre hatte ihm in einem Gutachten zwar Intelligenz und Begabung bescheinigt, aber auch Arroganz, mangelhaftes Verhalten und Charakterfehler, schrieb der Schriftsteller Louis Begley 2009. Hannah Arendt bezeichnet Dreyfus als jüdischen Parvenü, der Kameraden gegenüber mit Geld geprotzt und einen Teil davon mit Mätressen durchgebracht habe, während sein Biograf Vincent Duclert ihn als Ehrenmann und Patrioten beschreibt.

### Verhaftung

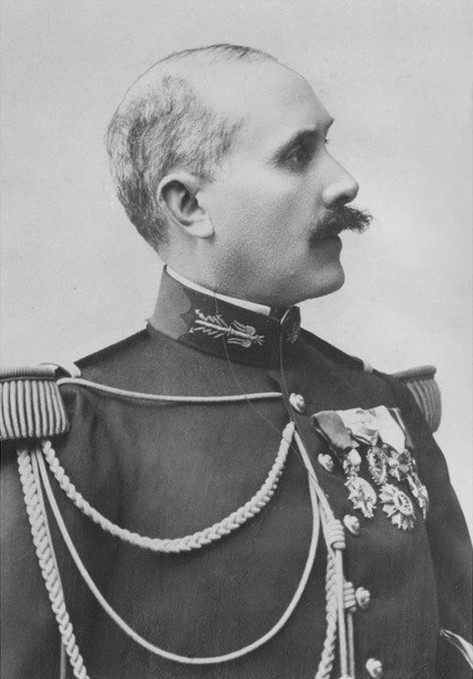
Armand du Paty de Clam

Kriegsminister Auguste Mercier, ein gemäßigt katholischer Republikaner, der bis zu seinem Tod von Dreyfus’ Schuld überzeugt war, entschied, die Untersuchung voranzutreiben. In den höheren Kreisen von Regierung und Armee wurde dies nicht einhellig gebilligt. Der ranghöchste französische Offizier, General Félix Saussier, Republikaner des linken Zentrums, befürchtete Schaden für die französische Armee, sollte einer ihrer Offiziere wegen Landesverrats angeklagt werden. Laut dem Historiker Henri Guillemin protegierte er Walsin-Esterházy, ohne von seiner Schuld zu wissen. Der Historiker und Außenminister Gabriel Hanotaux warnte vor einer Belastung der deutsch-französischen Beziehungen, wenn bekannt würde, dass der französische Nachrichtendienst Unterlagen besaß, die aus der deutschen Botschaft gestohlen worden waren.
Auch der gemäßigt republikanische Staatspräsident Jean Casimir-Perier mahnte zur Vorsicht, da er bezweifelte, dass der Bordereau als alleiniger Beweis für eine Verurteilung wegen Spionage reichte. Premierminister Charles Dupuy nahm Kriegsminister Mercier das Versprechen ab, ein Verfahren gegen Dreyfus nur dann anzustrengen, wenn es zusätzlich zum Bordereau andere Schuldbeweise gebe. Mercier, der sich auf die Auswertungen seiner Offiziere verließ, sah keinen Anlass, den eingeschlagenen Kurs zu ändern, und unterzeichnete am 14. Oktober 1894 den Haftbefehl gegen Dreyfus. Die weiteren Untersuchungen übertrug Mercier Major Armand du Paty de Clam.

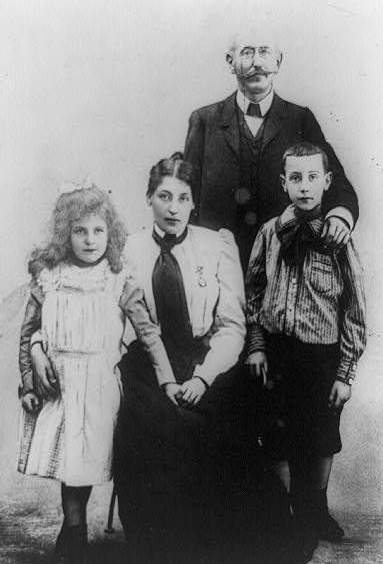
Lucie Dreyfus und ihre Familie. Links die 1893 geborene Tochter Jeanne, hinter ihr ihr Ehemann Alfred Dreyfus und rechts der 1891 geborene Sohn Pierre

Am 15. Oktober wurde Dreyfus unter einem Vorwand zum Chef des Generalstabs gerufen, wo du Paty ihn erwartete und ihm Sätze und Satzfetzen aus dem abgefangenen Bordereau diktierte. Anschließend konfrontierte er ihn mit dem Vorwurf des Landesverrates, verhaftete ihn auf der Stelle, ließ ihn ins Gefängnis Cherche-Midi bringen und sein Haus durchsuchen. Du Paty teilte Dreyfus’ Ehefrau Lucie zwar mit, dass ihr Mann sich in Haft befinde, verweigerte ihr aber jegliche weiteren Auskünfte. Er verbot ihr, andere über die Festnahme zu informieren, und drohte ihr mit gravierenden Konsequenzen für ihren Ehemann, falls sie sich an diese Weisung nicht halte. Erst am 31. Oktober 1894 bekam sie die Erlaubnis, ihre Familie über die Verhaftung in Kenntnis zu setzen.
Dreyfus sah den Bordereau das erste Mal einen Tag zuvor und war danach von der Haltlosigkeit der Vorwürfe überzeugt. Er hatte zu keinen der in dem Schreiben aufgeführten Unterlagen Zugang gehabt, und die Anklage konnte kein glaubwürdiges Motiv für einen Landesverrat nennen. Geldnot, häufiger Anlass für solche Handlungen, traf auf Dreyfus nicht zu. Sowohl Dreyfus als auch seine Frau stammten aus wohlhabenden Familien und verfügten über erhebliches Privatvermögen: Während ein Leutnant ein Jahresgehalt von weniger als 2.000 Franc erhielt, warf das Vermögen von Dreyfus allein ein jährliches Einkommen von 40.000 Franc ab.
Ein Schriftgutachten des Kriminalisten Alphonse Bertillon, der ohne entsprechende Kenntnisse als Schriftsachverständiger herangezogen worden war, fiel zu Ungunsten von Dreyfus aus. Bertillon unterstellte Dreyfus, er hätte beim Abfassen des Schriftstücks seine Handschrift verstellt. Auf Anweisung von Mercier wurde das Urteil weiterer Schriftsachverständiger eingeholt. Zwei kamen zu dem Schluss, es gebe Ähnlichkeiten zwischen den beiden Handschriften, und einer hielt die Übereinstimmung für ausreichend, um den Bordereau Dreyfus zuzuschreiben. Zwei weitere hielten die beiden Handschriften für nicht identisch.

### Erste Berichterstattung in der Presse

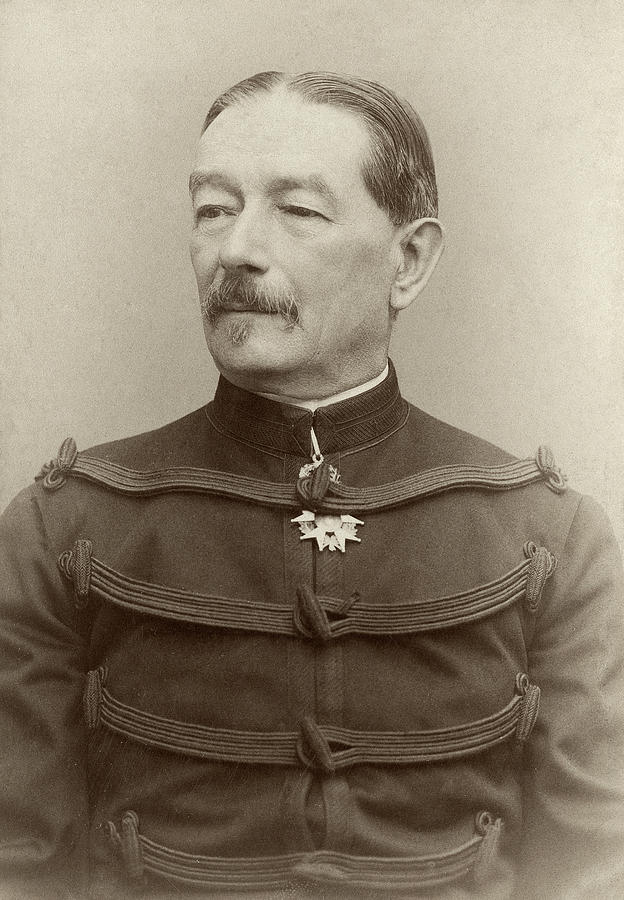
Kriegsminister Auguste Mercier

Nur zwei Tage nachdem du Paty den Generalstabschef Raoul de Boisdeffre, der entschieden gegen Dreyfus eingestellt war, darüber informiert hatte, dass er Zweifel am Erfolg einer Klage hatte, ließ ein Informant aus dem Kriegsministerium der Presse Details über den Fall zukommen. Am 31. Oktober 1894 berichtete die Tageszeitung L’Eclair von der Verhaftung eines Offiziers, La Patrie sprach bereits von der Festnahme eines jüdischen Offiziers im Kriegsministerium, und Le Soir gab den Namen von Dreyfus, sein Alter und seinen Rang bekannt. Kriegsminister Mercier, der wegen anderer Sachverhalte bereits mehrfach scharf von der Presse attackiert worden war, befand sich nun in einer schwierigen Lage, einer Zwickmühle: Hätte er angeordnet, Dreyfus freizulassen, hätte die nationalistische und antisemitische Presse ihm Versagen und mangelnde Härte gegenüber einem Juden vorgeworfen. Käme es dagegen in einem Prozess zu einem Freispruch, hätte man ihm vorgehalten, leichtsinnige und entehrende Beschuldigungen gegen einen Offizier der französischen Armee erhoben und eine deutsch-französische Krise riskiert zu haben. Mercier hätte dann vermutlich, so Begley, zurücktreten müssen. In einer Sondersitzung des Kabinetts zeigte Mercier den Ministern eine Abschrift des Bordereau und behauptete, Dreyfus sei eindeutig der Verfasser. Die Minister stimmten daraufhin der Einleitung einer gerichtlichen Untersuchung gegen Dreyfus zu. Der Fall fiel nun in die Zuständigkeit des ranghöchsten französischen Offiziers. General Saussier übertrug die weiteren Untersuchungen Hauptmann Bexon d’Ormescheville, einem Prüfungsrichter am Premier conseil de guerre, dem obersten Kriegsgericht in Paris.

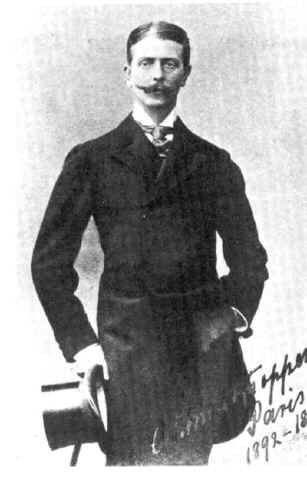
Max von Schwartzkoppen bestritt jeden Kontakt mit Dreyfus

Der deutsche Botschafter erklärte am 10. November 1894 in der Zeitung Le Figaro, es habe zwischen dem deutschen Militärattaché Max von Schwartzkoppen und Dreyfus keine Kontakte gegeben. Zuvor hatte der italienische Militärattaché Panizzardi das italienische Armeehauptquartier in einem verschlüsselten Telegramm darüber informiert, dass er keine Verbindung zu Dreyfus gehabt hatte. Außerdem hatte er empfohlen, der italienische Botschafter sollte durch eine offizielle Erklärung weiteren Pressespekulationen vorbeugen.
Die französische Postbehörde fing das Telegramm ab, der Übersetzungsdienst des Außenministeriums dechiffrierte es und übergab es am 11. November 1894 dem Nachrichtendienst. Jean Sandherr, Leiter des Nachrichtendiensts, fertigte eine Abschrift an und schickte das Original an das Außenministerium zurück. Die Kopie wurde in die Akten des Kriegsministeriums gelegt. Der ungarische Schriftsteller, Komponist und Dramatiker George R. Whyte, der sich vielfältig mit dem Skandal auseinandergesetzt hat, nimmt 2005 an, dass diese Kopie noch am selben Tag gegen eine falsche Version ausgetauscht wurde. Dieser Fälschung zufolge verfügte das französische Kriegsministerium über Beweise für Kontakte von Dreyfus zum Deutschen Reich. Die italienische Botschaft hatte demnach bereits alle notwendigen Vorsichtsmaßnahmen eingeleitet.
Der Ton der Presseberichte wurde im Verlauf des Novembers deutlich schärfer. La Libre Parole, L’Intransigeant, Le Petit Journal und L’Éclair beschuldigten die Minister wiederholt, dass sie die Aufklärung des Falls nicht energisch vorantrieben, weil der Beschuldigte Jude sei. Am 14. November 1894 behauptete der führende katholische Antisemit und Verschwörungstheoretiker Édouard Drumont in der nationalistischen und antisemitischen Zeitung La Libre Parole, Dreyfus sei der Armee nur beigetreten, um Verrat zu begehen. Als Jude und Deutscher hasse er die Franzosen. Die katholische Tageszeitung La Croix bezeichnete am selben Tag die Juden als ein schreckliches Krebsgeschwür, das Frankreich in die Sklaverei führen würde.
Kurz darauf erklärte Kriegsminister Mercier im Le Journal, dass die Untersuchung gegen Dreyfus innerhalb von zehn Tagen abgeschlossen werde. Elf Tage später erschien im Figaro ein Interview mit Mercier, dem zufolge er über eindeutige Beweise für den Landesverrat durch Dreyfus verfügte. Er deutete an, dass der deutsche Nachrichtendienst der Empfänger der Geheimdokumente gewesen sei. Noch am selben Tag veröffentlichte die Tageszeitung Le Temps auf Druck von Ministerpräsident Dupuy ein Dementi von Mercier. Trotzdem nahm der deutsche Botschafter Georg Herbert zu Münster das Interview zum Anlass, sich bei Außenminister Gabriel Hanotaux zu beschweren. Er nannte es eine Unterstellung, seine Regierung habe in irgendeiner Form Anlass für die Verhaftung von Dreyfus gegeben. Am 29. November 1894 brachte daraufhin die Nachrichtenagentur Havas eine zweideutig formulierte inoffizielle Stellungnahme heraus, wonach Merciers Interview im Figaro fehlerhaft wiedergegeben worden sei.

### Das Geheimdossier
Hauptmann d’Ormescheville leitete am 3. Dezember 1894 den gemeinsam mit Major du Paty verfassten Untersuchungsbericht an General Saussier weiter. Die Beweise beschränkten sich auf den Bordereau, Dreyfus’ Deutschkenntnisse sowie eine negative Beurteilung von Dreyfus durch einige Offizierskollegen. Die Gutachten der Schriftsachverständigen, die keine Ähnlichkeit zwischen der Handschrift von Alfred Dreyfus und der des Bordereaus sahen, erwähnte D’Ormescheville nicht. Aufgeführt war lediglich das Gutachten von Bertillon.
General Saussier befahl angesichts dieser dünnen Beweislage seinen Offizieren, alle Unterlagen in ihren Archiven, die mit Spionage zu tun hatten und gegen Dreyfus verwendet werden könnten, zu sammeln. Aus dieser Sammlung wurde ein Geheimdossier zusammengestellt, das zur Zeit des ersten Kriegsgerichtsprozesses folgende Dokumente enthielt:
- Schwartzkoppens fragmentarisches Memorandum an den Generalstab in Berlin, in dem er offensichtlich Vor- und Nachteile der Zusammenarbeit mit einem namentlich nicht genannten französischen Offizier erwog, der seine Dienste als Agent offerierte.
- Ein auf den 16. Februar 1894 datierter Brief des italienischen Militärattachés Panizzardi an seinen engen Freund Schwartzkoppen, aus dem herausgelesen werden kann, dass Schwartzkoppen an Panizzardi nachrichtendienstliche Informationen weitergab.[40]
- Ein Brief Panizzardis an Schwartzkoppen, in dem dieser schrieb, dass „ce canaille de D.“ (diese Kanaille D.) ihm Pläne einer militärischen Einrichtung in Nizza übergeben habe, damit dieser sie an Schwartzkoppen weiterleite. Dieser Hinweis bezog sich – was der an der Zusammenstellung des Geheimdossiers beteiligte Hauptmann Hubert Henry sehr wohl wusste[41] – auf einen Kartografen des Kriegsministeriums, der seit Jahren Pläne militärischer Einrichtungen an die beiden Militärattachés verkaufte und dessen Nachname gleichfalls mit D begann.[42]
- Berichte des Geheimpolizisten Guénée über Gespräche mit Marquis de Val Carlos. Sie enthielten eine Textpassage, die nach Stand heutiger Forschung nachträglich eingefügt worden war. Es war die erfundene Behauptung, dass „die deutschen Attachés einen Offizier im Generalstab haben, der sie ausgesprochen gut auf dem Laufenden hält.“[43] Diesen Abschnitt hatte Guénée hinzugefügt.[44]

Jean Sandherr, der Leiter des dem Deuxième Bureau zugeordneten Nachrichtenbüros, wies außerdem an, dass das Geheimdossier durch einen Kommentar von du Paty zu ergänzen sei, der eine Verbindung zwischen diesen Dokumenten und Dreyfus herstellen sollte.
Der genaue Inhalt dieses Geheimdossiers ist aber bis heute nicht bekannt, denn in keinem der Archive ist bisher die Auflistung aller Dokumente aufgetaucht. Neuere Recherchen haben Hinweise auf die Existenz von etwa 10 Dokumenten ergeben, darunter Briefe, die auf eine angebliche Homosexualität Dreyfus’ schließen lassen sollen.

### Verurteilung und Verbannung
Der Prozess vor dem Kriegsgericht dauerte vom 19. bis 22. Dezember 1894 und fand unter Ausschluss der Öffentlichkeit statt. Zu Gericht saßen Gerichtspräsident Émilien Maurel und sieben weitere Offiziere. Keiner dieser Militärrichter war Artillerie-Offizier und damit in der Lage, die Bedeutung der auf dem Bordereau genannten Dokumente einzuordnen oder ihre Zugänglichkeit einzustufen. Dreyfus wurde von Edgar Demange verteidigt, einem für seine Integrität bekannten Katholiken. Demange hatte zunächst gezögert, die ihm angetragene Verteidigung zu übernehmen; er hatte sie verbindlich zugesagt, als er die Akte gelesen und zu der Überzeugung gekommen war, dass Dreyfus unschuldig war. Dreyfus war sich zu Beginn seines Prozesses seines baldigen Freispruchs sicher. Der Ausgang des Prozesses war zunächst durchaus unsicher. Die Überzeugung der Richter von der Schuld des Angeklagten wankte laut Vincent Duclert aufgrund seiner glaubhaften und logischen Antworten auf alle Fragen. Auch die Charakterzeugen bürgten für Dreyfus.
Zwei Ereignisse führten aber zu einer Wendung des Prozesses, der in einem kleinen und nüchternen Raum des Gefängnisses Cherche-Midi in Paris stattfand. Als den Beobachtern des Nachrichtendienstes Zweifel am Erfolg ihrer Klage kamen, wandte sich Major Henry heimlich und rechtswidrig an einen der Richter, mit der Bitte, ihn ein zweites Mal in den Zeugenstand zu rufen. Im Februar und März 1894 habe eine „ehrenhafte Person“ den Nachrichtendienst vor einem verräterischen Offizier gewarnt, brachte Henry bei dieser Gelegenheit vor, zeigte auf Dreyfus und bezeichnete ihn als diesen Verräter. Auf Verlangen von Dreyfus und Demange, diese „ehrenhafte Person“ zu benennen, verweigerte Henry die Antwort mit der Begründung, es gebe Geheimnisse im Kopf eines Offiziers, die nicht einmal sein Käppi zu wissen brauche. Gerichtspräsident Maurel stellte fest, es reiche aus, wenn Henry sein Ehrenwort als Offizier gebe, dass diese „ehrenhafte Person“ Dreyfus genannt habe. Henry bestätigte dies daraufhin erneut.

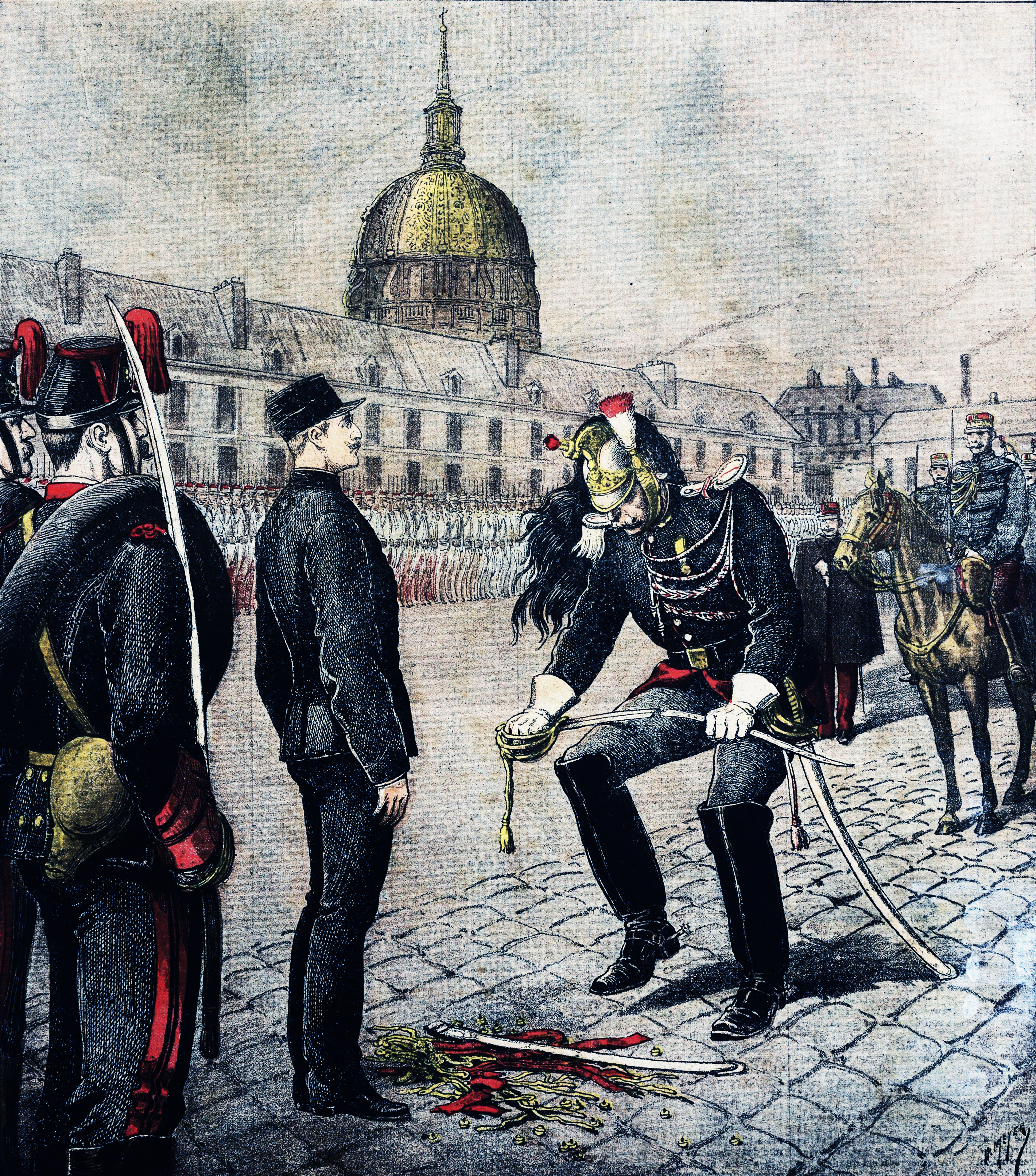
Degradierung Dreyfus’ (Paris, 5. Januar 1895)

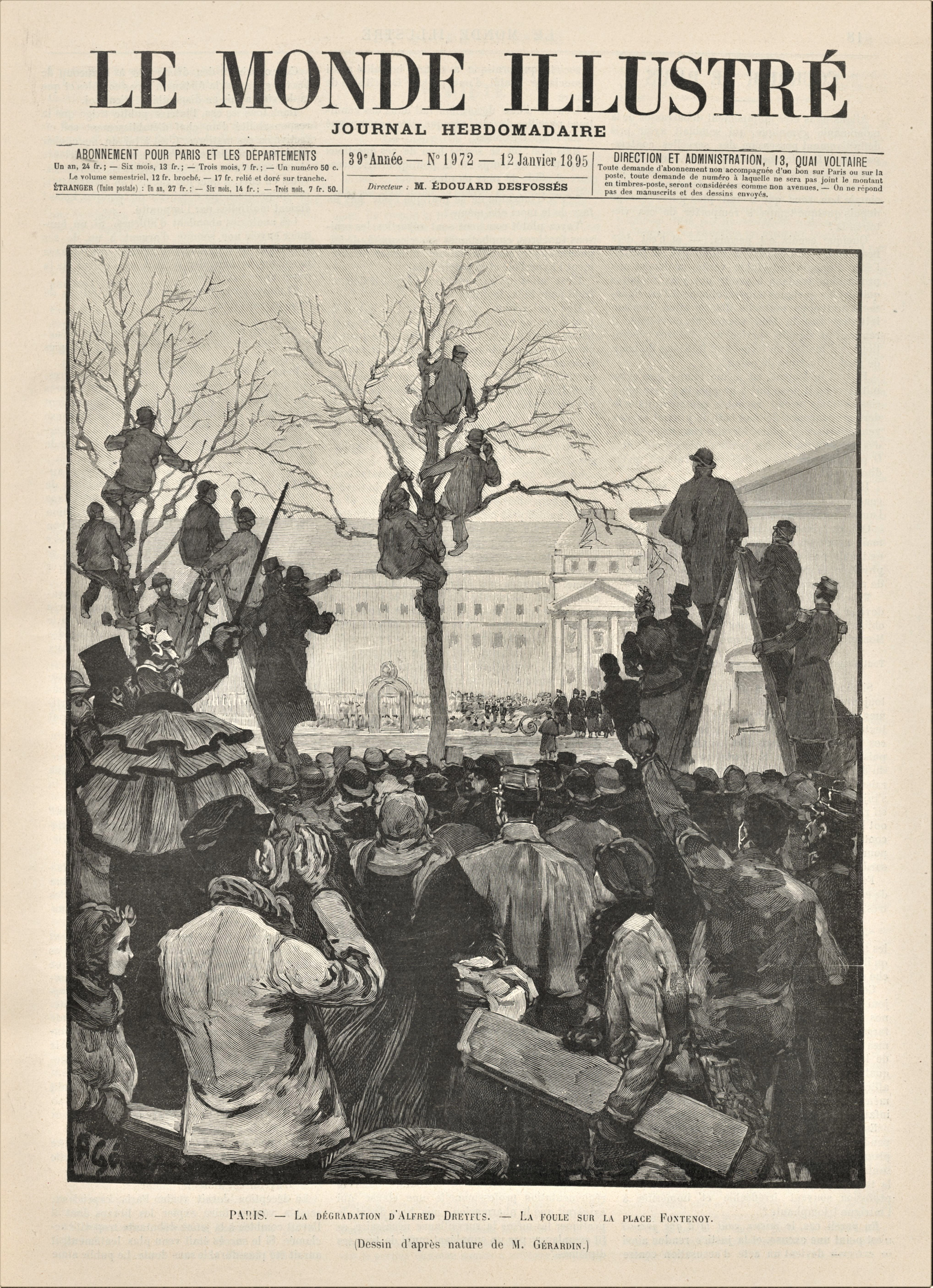
Darstellung der Menschen, die sich versammelt hatten, um am 5. Januar 1895 der öffentlichen Degradierung von Dreyfus beizuwohnen

Am dritten Tag des Gerichtsprozesses übergab du Paty während einer Verhandlungspause dem Gerichtspräsidenten heimlich einen versiegelten Umschlag, in dem sich das Geheimdossier befand. Du Paty richtete Maurel außerdem die Bitte von Mercier aus, bei der Urteilsberatung am nächsten Tag dieses Dossier auch den anderen Richtern vorzulegen. Damit sollte das Gericht – trotz des dürftigen Beweismaterials, des fragwürdigen Handschriftenvergleichs, des fehlenden Motivs des Angeklagten und seiner Unschuldsbeteuerungen – von Dreyfus’ Schuld überzeugt werden. Diese heimliche Übergabe von Dokumenten, die weder dem Angeklagten noch seinem Anwalt zur Kenntnis gebracht wurden, machte das Militärgerichtsverfahren ungültig.
Am 22. Dezember 1894 wurde Dreyfus mit einstimmigem Votum der Militärrichter zu Degradierung, lebenslanger Haft und Verbannung verurteilt. Die Militärrichter hatten lediglich eine Stunde über das Urteil beraten. Während dieser Beratung hatten Maurel und ein weiterer Militärrichter Teile des Geheimdossiers vorgelesen. Ihr Urteil entsprach dem höchstmöglichen Strafmaß, da die Todesstrafe für politische Verbrechen, einschließlich Landesverrat, seit 1848 abgeschafft war. Auf Angebote einer Hafterleichterung im Falle eines Geständnisses, ging Dreyfus nicht ein. Sein Revisionsantrag wurde am 31. Dezember abgelehnt. Am 5. Januar 1895 folgte die öffentliche Degradierung im Hof der École Militaire. Eine johlende Menschenmenge war Zeuge, wie Dreyfus die Epauletten von der Uniform gerissen, der Säbel zerbrochen und er anschließend gezwungen wurde, die Reihen der angetretenen Kompanien abzuschreiten.

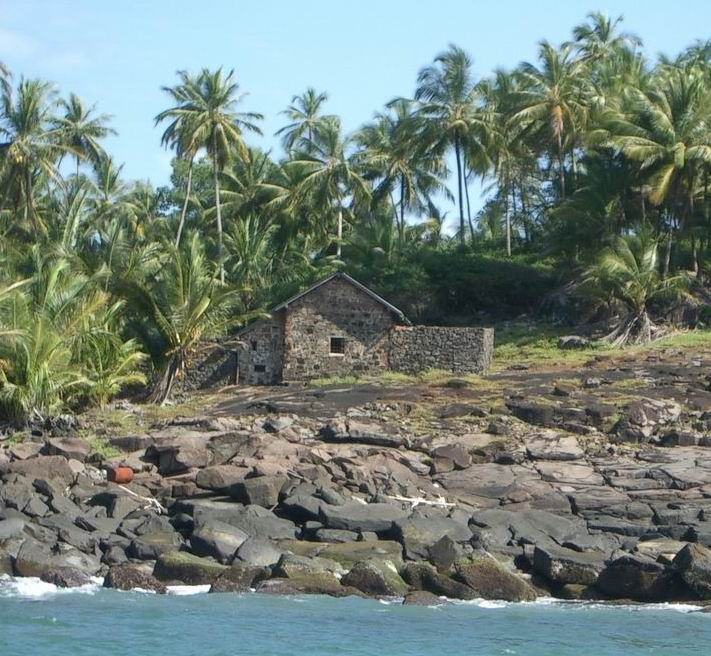
Dreyfus’ Hütte auf der Teufelsinsel

Im Januar 1895 war Alfred Dreyfus in die Festung auf der Île de Ré im Atlantik verlegt worden. Die französische Abgeordnetenkammer beschloss am 31. Januar 1895 auf Vorschlag von Kriegsminister Mercier, Dreyfus auf die Teufelsinsel vor der Küste von Französisch-Guayana zu verbannen. Dort waren die Lebensbedingungen nicht zuletzt wegen des Klimas so hart, dass Verbannungen auf diese Insel seit Beginn der Dritten Französischen Republik unüblich geworden waren. Von April 1895 bis zu seiner Rückkehr 1899 verbrachte Dreyfus seine Isolationshaft in einer sechzehn Quadratmeter großen Steinhütte mit Wellblechdach, die von einem kleinen, mit Palisaden eingefriedeten Hof umgeben war. Seinen Wärtern, die ihn ständig zu beobachten hatten, war jegliche Unterhaltung mit ihm verboten. Die Haftbedingungen wurden nach und nach weiter erschwert. Nach Gerüchten über einen Fluchtversuch durfte er für lange Zeit seine Hütte nicht mehr verlassen. Nachts wurde er mit eisernen Fußfesseln an sein Bett gekettet. Sein Briefverkehr mit der Familie unterlag der Zensur. Briefe erhielt er häufig erst nach langer Zeitverzögerung. Von den Entwicklungen in seinem Fall erfuhr er erst Ende 1898.

### Reaktionen von Familienangehörigen
Um die Wiederaufnahme des Prozesses bemühten sich anfangs vor allem Familienangehörige von Dreyfus, darunter vor allem seine Frau Lucie und sein zwei Jahre älterer Bruder Mathieu. Er hatte geplant, ebenfalls Offizier der französischen Armee zu werden, war bei der Aufnahmeprüfung an der École polytechnique aber durchgefallen. Er übernahm stattdessen gemeinsam mit seinen Brüdern Jacques und Léon die Führung des Familienunternehmens in Mülhausen. Nachdem Lucie Dreyfus ihm telegrafisch die Verhaftung Alfreds mitgeteilt hatte, reiste er sofort nach Paris und zog wenig später mit seiner gesamten Familie dorthin um, um sich um den Fall seines Bruders zu kümmern.
Mathieu Dreyfus konzentrierte sich zunächst darauf, Freunde und einen möglichst großen Bekanntenkreis von der Unschuld seines Bruders zu überzeugen. Er stand dabei selbst unter ständiger Beobachtung des französischen Geheimdienstes. Seine Briefe wurden geöffnet und die Concierge seiner Wohnung in Paris war offensichtlich von der Polizei bezahlt. Sie empfing nämlich in ihrer Eingangsloge Polizeiagenten. Eine Madame Bernard behauptete gegenüber Mathieu Dreyfus, sie sei eine Spionin des französischen Militärdienstes und habe Kontakt zu ihm aufgenommen, weil man sie unter der Drohung, ihre Tätigkeit als Spionin aufzudecken, zur Auflösung der Verlobung ihrer Tochter mit einem Offizier zwingen wolle. Als Rache für diesen Erpressungsversuch wolle sie ihm Dokumente zur Verfügung stellen, aus denen der wahre Verfasser des Bordereau hervorgehe. Dreyfus vermutete darin eine Falle, die der Polizei einen Vorwand liefern sollte, seine Wohnung zu durchsuchen und ihn selbst des Landesverrats anzuklagen. Als er Madame Bernard anbot, gegen Zahlung von 100.000 Francs die Dokumente bei einem Notar zu hinterlegen, ließ sie nichts mehr von sich hören.
Mathieu Dreyfus beauftragte die in London ansässige Detektei Cook, ihn bei seinen Recherchen zu unterstützen. Mit Hilfe der Detektei und des Pariser Korrespondenten der britischen Zeitung Daily Chronicle wurde die fingierte Nachricht in Umlauf gebracht, Alfred Dreyfus sei am 3. September 1895 von der Teufelsinsel entkommen. Daraufhin griff die Zeitung Le Figaro den Fall wieder auf und wies auf einige Ungereimtheiten im Prozessverlauf hin. Am 8. September erschien im Figaro ein Reisebericht, aus dem hervorging, welch unmenschlichen Haftbedingungen Dreyfus ausgesetzt war. Louis Begley schrieb 2009, diese Reportage sei wesentlich gewesen, weil sie erstmals bei einem großen Personenkreis Mitgefühl für den Verbannten auslöste.

### Die erstenDreyfusarden

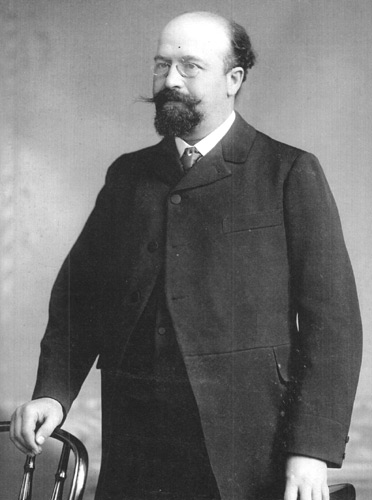
Bernard Lazare

Erste Unterstützung im Kampf um die Rehabilitierung seines Bruders fand Mathieu Dreyfus bei Major Ferdinand Forzinetti, dem Kommandanten des Militärgefängnisses, in dem Alfred inhaftiert gewesen war. Forzinetti war aufgrund des Verhaltens und der beharrlichen Unschuldsbezeugungen seines Häftlings zu der Überzeugung gekommen, dass dieser tatsächlich unschuldig sei. Im Januar 1895 übergab Forzinetti Mathieu die Anklageschrift der Staatsanwaltschaft, die sein Bruder am Papierrand mit Kommentaren versehen hatte. Forzinetti empfahl Mathieu Dreyfus auch, den anarchistischen Journalisten und Literaturkritiker Bernard Lazare um Unterstützung zu bitten.
Lazare hatte bereits zuvor in verschiedenen Veröffentlichungen den sozialen und politischen Schaden thematisiert, den offener und versteckter Antisemitismus der französischen Gesellschaft zufügte. Seine Kampfschrift Une erreur judiciaire, la vérité sur l’affaire Dreyfus (Ein Justizirrtum: Die Wahrheit über die Dreyfus-Affäre) erschien Ende 1895 und wurde in Belgien gedruckt, um eine Beschlagnahmung durch französische Behörden zu verhindern. Lazare kritisierte darin unter anderem die vom Generalstab angestoßene Pressekampagne gegen Dreyfus, die Regelverstöße der von du Paty durchgeführten Ermittlungen und die Verfahrensfehler im Prozessverlauf. Er widersprach außerdem Bertillons Gutachten, wonach Dreyfus absichtlich seine Handschrift verstellt hatte, und bestritt die Beweiskraft des Ce Canaille de D.-Briefes mit dem Hinweis, dass der deutsche Militärattaché einen nützlichen Agenten auf keinen Fall in so nachlässiger Weise kompromittiert hätte.

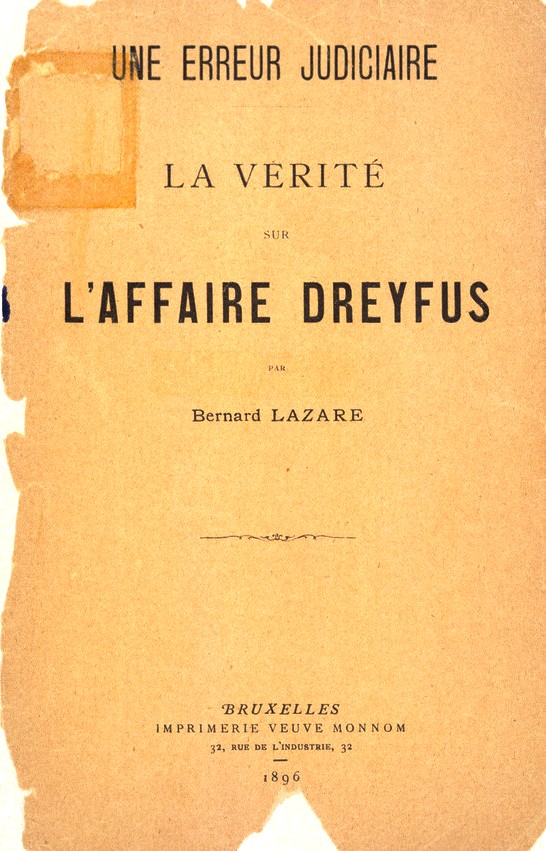
Erste Veröffentlichung Lazares zu Dreyfus

Lazare beließ es nicht bei dieser Schrift. Der jüdische sozialistische Politiker und Schriftsteller Léon Blum, der später mehrmals französischer Ministerpräsident wurde, schildert in seinen 1935 veröffentlichten Erinnerungen an den Fall, wie Lazare mit „bewundernswürdiger Selbstverleugnung“ überall nach Unterstützung gesucht hatte, ohne sich um Zurückweisungen oder Verdächtigungen zu kümmern. Einer der ersten, die Lazare von Dreyfus’ Unschuld überzeugen konnte, war der gemäßigt republikanische liberale Abgeordnete Joseph Reinach, der einer wohlhabenden, ursprünglich in Frankfurt beheimateten jüdischen Bankiersfamilie entstammte. Reinachs Ambitionen auf ein Ministeramt waren durch seine familiären Verbindungen zu Personen, die in den Panamaskandal verwickelt waren, zunichtegemacht worden. Der US-amerikanischen Historikerin Ruth Harris (2009) zufolge agierte er aus diesem Grund in der Dreyfus-Affäre vorwiegend im Hintergrund.

### Marie-Georges Picquart
Jean Sandherr, der Leiter des Deuxième Bureau, musste 1895 wegen einer schweren Erkrankung sein Amt aufgeben. Seine Stelle übernahm am 1. Juli der gerade zum Oberstleutnant beförderte Marie-Georges Picquart, der sich zu einer Schlüsselfigur bei der Rehabilitierung von Alfred Dreyfus entwickelte. Der 1854 in Straßburg geborene Picquart entstammte einer Beamten- und Soldatenfamilie, gehörte seit 1890 dem Generalstab an, war bereits 1894 an der Untersuchung des Bordereau beteiligt gewesen und hatte als Beobachter des Prozesses gegen Alfred Dreyfus fungiert. Martin P. Johnson beschreibt ihn 1999 als kultiviert, ehrenhaft und intelligent. Er zählte zu den vielversprechendsten Offizieren des Generalstabs. Picquart war bei Amtsantritt des Deuxiéme Bureau der jüngste französische Oberstleutnant.

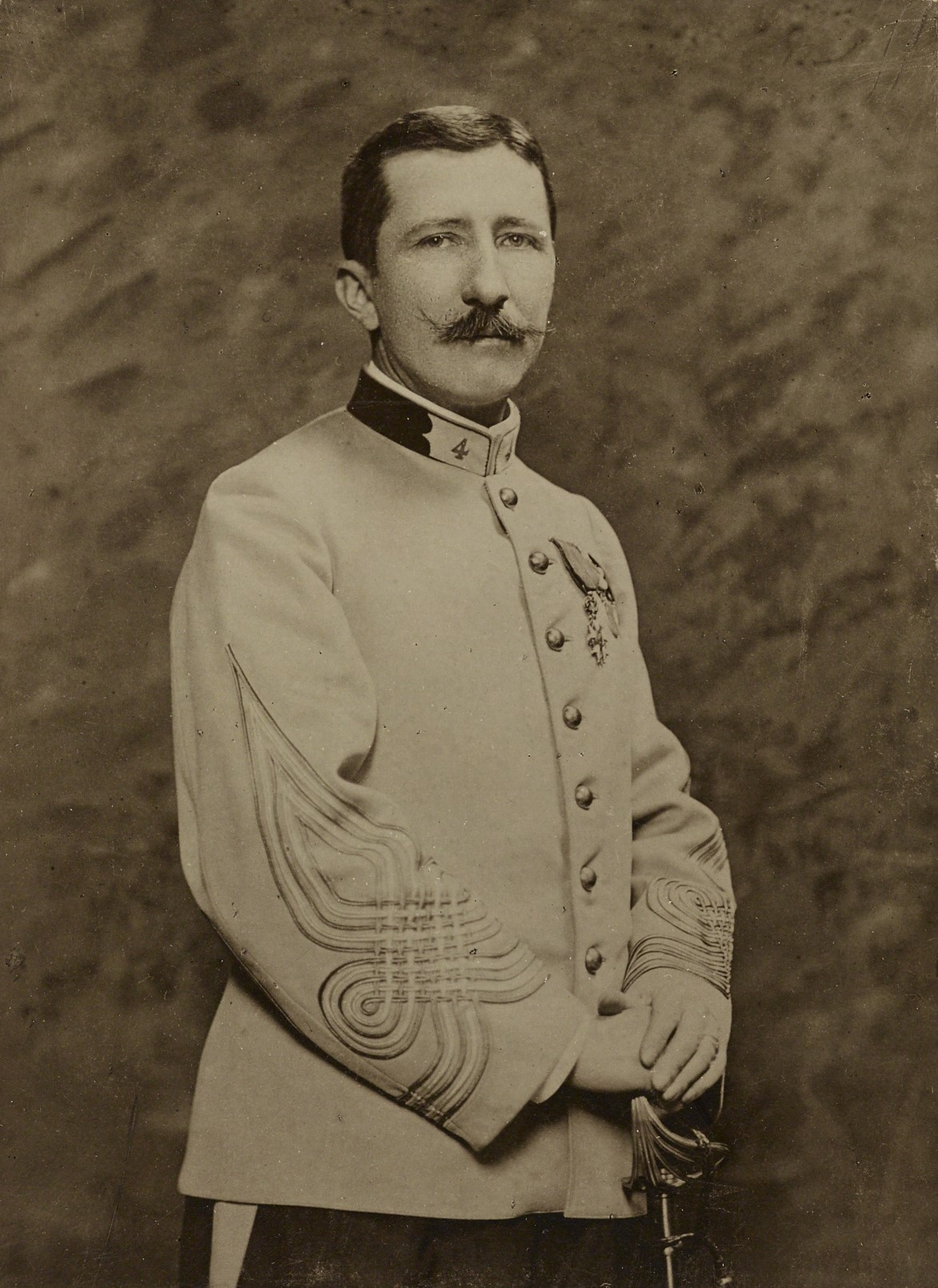
Marie-Georges Picquart

#### Entdeckung von Entlastungsmaterial
Picquart kam wenige Monate nach seinem Amtsantritt zu dem Schluss, dass der deutsche Nachrichtendienst nach wie vor über Kontakte zu einem französischen Offizier verfügte: Unter einer größeren Menge an Papieren, die aus der deutschen Botschaft entwendet worden waren und die der Nachrichtendienst im März 1896 untersuchte, entdeckte man auch eine kurze Mitteilung an den französischen Major Ferdinand Walsin-Esterházy, die mit „C.“ unterschrieben war, einem gelegentlich vom deutschen Militärattaché Schwartzkoppen verwendeten Kürzel. Wegen des hellblauen Schreibpapiers wird dieses für die Affäre wesentliche Beweisstück als Le petit bleu („Das kleine Blaue“) bezeichnet. In einem anderen Brief erwähnte Schwartzkoppen, seine Vorgesetzten seien unzufrieden, für so viel Geld bislang so wenig substantielle Informationen erhalten zu haben. Die nachfolgende Routineüberprüfung des Majors Walsin-Esterházy ergab, dass dieser wegen seiner Spielleidenschaft und seines aufwendigen Lebensstiles hoch verschuldet war.

#### Reaktionen des Generalstabs auf Picquarts Entdeckung
Im August 1896 informierte Picquart unter Umgehung seines direkten Vorgesetzten, des Brigadegenerals Charles Arthur Gonse, damals Leiter des Deuxième Bureau und von Dreyfus’ Schuld überzeugt, zunächst den Generalstabschef Boisdeffre und anschließend den neuen Kriegsminister General Jean-Baptiste Billot, der dem französischen Senat als republikanischer Linker angehörte, über diesen Hinweis auf fortgesetzte Spionage. Beauftragt, seine Untersuchung fortzusetzen, forderte Picquart Ende August die Dossiers im Fall Dreyfus an und stellte dabei fest, dass die Handschrift Walsin-Esterházys mit der des Bordereau identisch war. Picquart teilte dies erst mündlich und dann schriftlich sowohl Boisdeffre als auch Gonse mit. Insbesondere Gonse bestand jedoch darauf, dass Picquart die Fälle Walsin-Esterházy und Dreyfus als getrennte Angelegenheiten behandeln sollte.
Die Presseberichterstattung über den angeblichen Fluchtversuch Dreyfus’ führte dazu, dass L’Éclair am 10. und 14. September 1896 in zwei Artikeln ausgewählte Inhalte des Geheimdossiers veröffentlichte. Picquart war davon überzeugt, die Familie Dreyfus stecke hinter diesen Veröffentlichungen und verfüge über ausreichend Informationen, um eine Wiederaufnahme des Prozesses zu erreichen. Nach heutigem Forschungsstand irrte Picquart hier. Die Berichte waren mit großer Sicherheit von einem Informanten aus dem Generalstab lanciert worden, um die Öffentlichkeit in dem Glauben zu bestärken, nicht allein das Bordereau sei Anlass für die Verurteilung von Dreyfus gewesen. Es war eine riskante Strategie, da sie gleichzeitig den rechtswidrigen Verlauf des Prozesses öffentlich machte, denn das Geheimdossier war den Verteidigern bisher nicht bekannt. Picquart legte seinem Vorgesetzten Gonse nahe, möglichst schnell zu handeln und Walsin-Esterházy verhaften zu lassen, um Schaden vom Generalstab abzuwenden. In einer Besprechung unter vier Augen am 15. September 1896, über die allerdings nur Aufzeichnungen Picquarts vorliegen, unterstrich Gonse, dass er bereit sei, die Verurteilung eines Unschuldigen hinzunehmen, um den Ruf Merciers und Saussiers zu schützen, die beide wesentlich den Prozess gegen Dreyfus vorangetrieben hatten. Gonse gab Picquart auch zu verstehen, dass sein Schweigen wesentlich sei, um diese Angelegenheit zu vertuschen, berichten Elke-Vera Kotowski und Julius H. Schoeps 2005. Dass Picquarts Handeln zunächst weniger auf die Entlastung des Unschuldigen, sondern die Wiederherstellung des Rufes der Armee abzielte, zeigen neuere Forschungen, die auch die lange verschlossenen internen Aufzeichnungen in den Militärarchiven berücksichtigen und im Ergebnis Picquart als „falschen Freund“ bewerten. Zugleich bestätigen sie, dass die politischen Manöver Picquarts ihn konsequenterweise in das Amt des Kriegsministers führten.

#### Die Fälschung von Major Hubert Henry

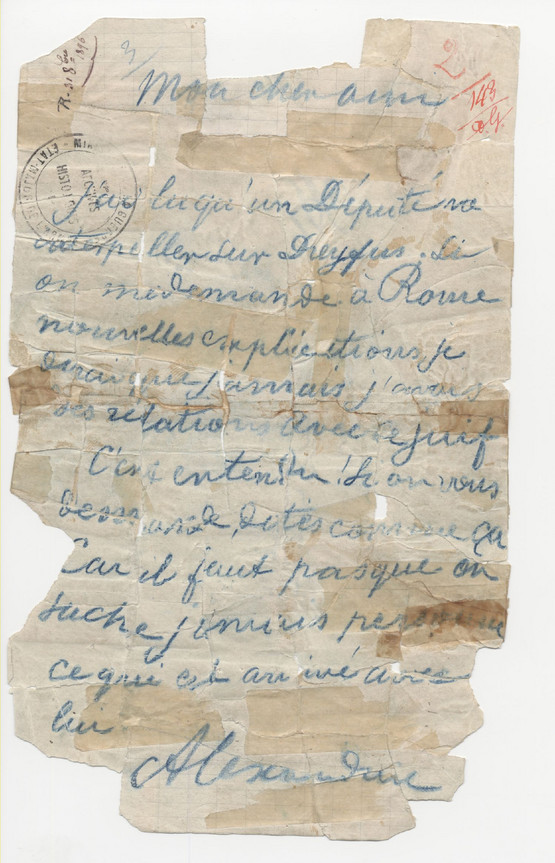
Das sogenannte faux Henry

Gemäß Begley reagierte die Familie Dreyfus, wie von Picquart vermutet, auf diese Hinweise hinsichtlich der Rechtswidrigkeit des Prozesses. Seit Anfang 1895 wussten die Angehörigen, dass ein Geheimdossier bei der Verurteilung eine Rolle gespielt hatte. Die Zeit zu handeln sahen sie jedoch erst gekommen, als die Darstellung in L’Éclair von Seiten der Regierung nicht dementiert wurde. Am 18. September 1896 bat Lucie Dreyfus in einem von mehreren Zeitungen veröffentlichten Brief die Abgeordnetenkammer um Wiederaufnahme des Prozesses. Den Kriegsminister forderte sie auf, das Geheimdossier zugänglich zu machen, damit die Öffentlichkeit erfahre, was zur Verurteilung ihres Mannes geführt hatte. Die Abgeordnetenkammer lehnte ihre Bitte ab.
Picquart hatte befehlsgemäß über seinen Verdacht in Bezug auf Walsin-Esterházy geschwiegen. Der Personenkreis um General Gonse hielt Picquart, vermutet Begley, für das schwächste Glied in der Abwehrkette. Die in die Intrigen verwickelten Angehörigen des Generalstabs dürften davon ausgegangen sein, dass Picquart auch wusste, mit welchen Dokumenten des Geheimdossiers fälschlich ein Zusammenhang mit dem Fall Dreyfus hergestellt worden war. Dies setzte den ehemaligen Kriegsminister Mercier, General Boisdeffre und möglicherweise auch General Gonse dem Risiko einer Anklage aufgrund von Manipulation des Kriegsgerichtsprozesses aus.
Gonse befahl Picquart am 27. Oktober, sich auf eine Inspektionsreise durch die französische Provinz zu begeben. Major Henry sah in Picquarts Abwesenheit vor allem eine Gelegenheit, sich dem Generalstab als dessen Nachfolger zu empfehlen. Entweder am 30. Oktober oder am 1. November 1896 verschaffte er sich einen Brief des italienischen Militärattachés Panizzardi an Schwartzkoppen, welchen er zerschnitt und auf den 14. Juni 1894 fehldatierte, bevor er zwischen Anrede und Unterschrift weiteren Text einfügte. Darin wurde Dreyfus unterstellt, Informationen an die beiden Militärattachés verkauft zu haben.
Ruth Harris bezeichnet Henrys notdürftig geklebten Fälschungsversuch als nahezu grotesk amateurhaft. Nicht nur Henrys Handschrift, auch das Papier, das er für die Erstellung des heute als faux Henry (falscher Henry) bezeichneten Schriftstücks verwendete, unterschied sich bei genauerer Betrachtung deutlich vom Original Panizzardis. Dennoch lieferte Henry dieses Dokument am 2. November an General Gonse, der gemeinsam mit General Boisdeffre kurz darauf den Kriegsminister über Henrys neue „Entdeckung“ informierte.

#### Picquarts Versetzung nach Tunesien
Kurz nach dieser „Entdeckung“ ließ Mathieu Dreyfus 3.500 einflussreichen Persönlichkeiten des öffentlichen Lebens Lazares Schrift zusenden, worin dieser die Verurteilung von Dreyfus als Justizirrtum anprangerte. Am 10. November 1896 druckte Le Matin außerdem ein Faksimile des Bordereau ab, wodurch es jedem Leser möglich war, selbst einen Schriftvergleich vorzunehmen. Wenige Tage später kam es in der Abgeordnetenkammer auf Antrag des Abgeordneten André Castellin zu einer Aussprache über die Affäre Dreyfus. Castellin griff in seiner wiederholt von Beifallsbezeugungen unterbrochenen Rede das „jüdische Syndikat“ an, das Zweifel am Beweismaterial säen wolle, und forderte die Regierung zur strafrechtlichen Verfolgung Lazares auf. Kriegsminister Billot beteuerte, Dreyfus habe zweifelsfrei Landesverrat begangen und der Prozess sei ordnungsgemäß verlaufen.
Parallel zu den Diskussionen in der Abgeordnetenkammer bemerkten Gonse und Henry einige Fehler in Picquarts Beweisführung. Picquart hatte vor allem den Zeitpunkt vertuschen wollen, zu dem der „Petit bleu“ entdeckt worden war. Zu Picquarts Motiven für diesen Verschleierungsversuch schreibt Louis Begley, sein Verhalten lasse sich mit seiner „Vorliebe für selbstständiges Arbeiten“ erklären, er habe eine „interessante Spur“ selbst verfolgen wollen. Ruth Harris dagegen argumentiert, er habe zum Schutz seiner Karriere gehandelt. Die Untersuchungen hatte er gegen den ausdrücklichen Wunsch seiner Vorgesetzten fortgesetzt und anschließend versucht, diesen Sachverhalt durch Änderung verschiedener Daten zu verheimlichen. Unabhängig von seinen Motiven trug Picquarts Manipulation dazu bei, seine Glaubwürdigkeit hinsichtlich der Entlastung von Dreyfus und der Anschuldigungen gegenüber Walsin-Esterházy zu schwächen.
Zwar hatte einer der am Prozess beteiligten Schriftsachverständigen Le Matin den Bordereau zugespielt, doch war General Gonse davon überzeugt, dass Picquart an der Veröffentlichung beteiligt war. Picquart wurde seines Amts als Chef des Nachrichtendienstes enthoben, zunächst in die Provinz geschickt und später nach Tunesien beordert. Er nahm seine Versetzung nach Nordafrika an, fürchtete aber, in der dortigen Grenzgarnison ums Leben zu kommen. Im April 1897 ergänzte er während eines kurzen Urlaubsaufenthaltes in Paris sein Testament. Er beschrieb seine Rolle in der Affäre, bekräftigte seinen Verdacht gegenüber Walsin-Esterházy und unterstrich, dass er Dreyfus für unschuldig hielt. Diese Niederschrift sollte dem französischen Staatspräsidenten übergeben werden, falls ihm etwas zustoße. Ende Juni vertraute er sich zusätzlich seinem engsten Freund an, dem Anwalt Louis Leblois. Auf dessen Drängen autorisierte Picquart ihn, einen Regierungsvertreter über den Inhalt der Aufzeichnungen zum Fall Dreyfus zu informieren. Picquart wollte allerdings nicht zum Ankläger der Armee werden und untersagte Leblois, direkte Kontakte zur Familie Dreyfus oder deren Anwalt aufzunehmen oder den Namen Walsin-Esterházy zu nennen.

### Senator Auguste Scheurer-Kestners und Georges Clemenceaus Engagement für Dreyfus

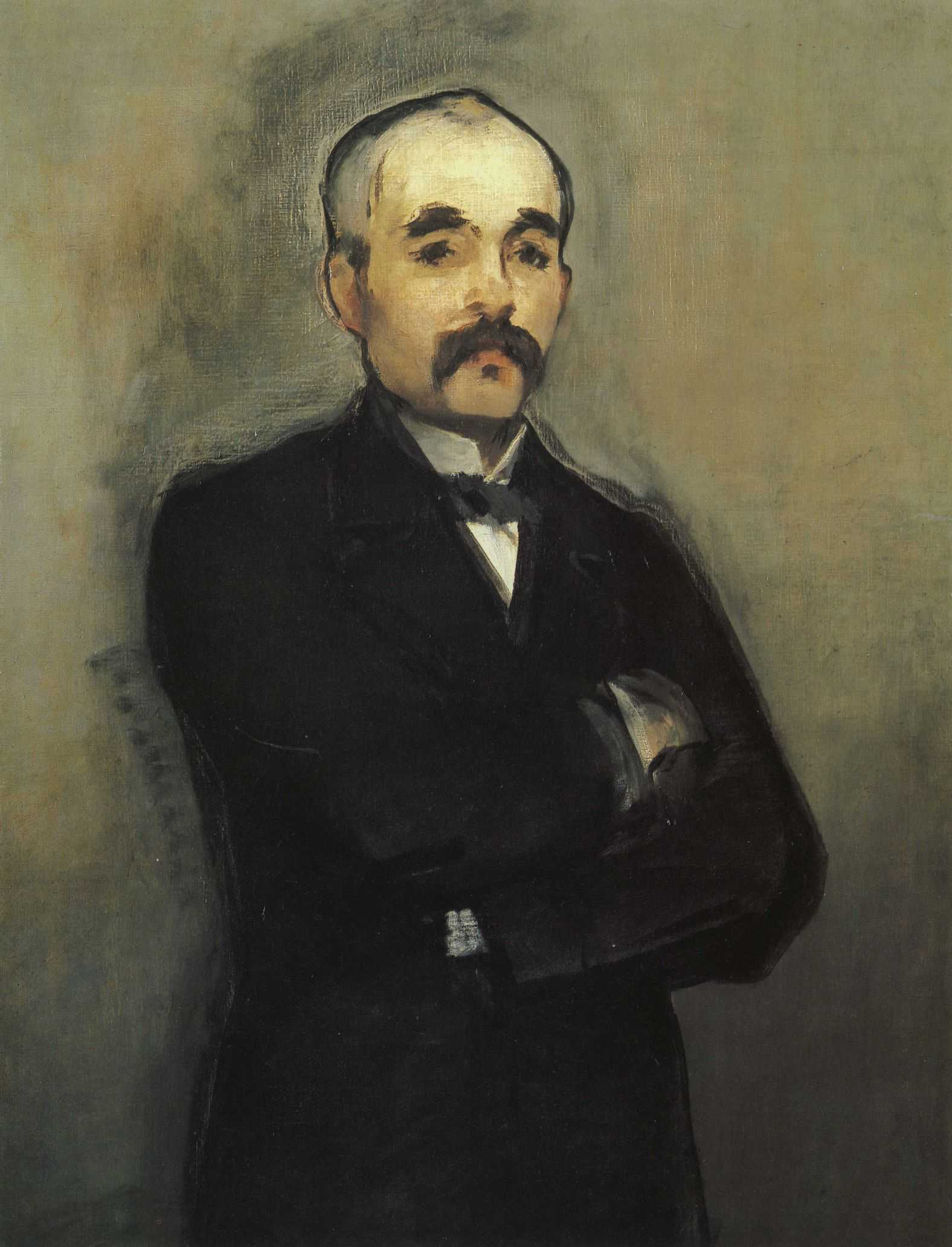
Porträt Georges Clemenceaus von Édouard Manet

Leblois wandte sich am 13. Juli 1897 an Senator Auguste Scheurer-Kestner, seit Januar 1895 Vizepräsident des französischen Senats, außerdem Herausgeber der Zeitschrift La République Française (Die Französische Republik) und gemeinsam mit dem antiklerikalen Radikalsozialisten Georges Clemenceau Gründer der Union Républicaine (Republikanische Union). Der 1833 geborene Scheurer-Kestner stammte wie die Familie Dreyfus aus dem Elsass und galt als einer der Grandseigneurs der französischen Politik. Im Zweiten Kaiserreich hatte er wegen seiner Opposition gegen die autoritäre Herrschaft von Napoleon III. (1808–1873) im Gefängnis gesessen.

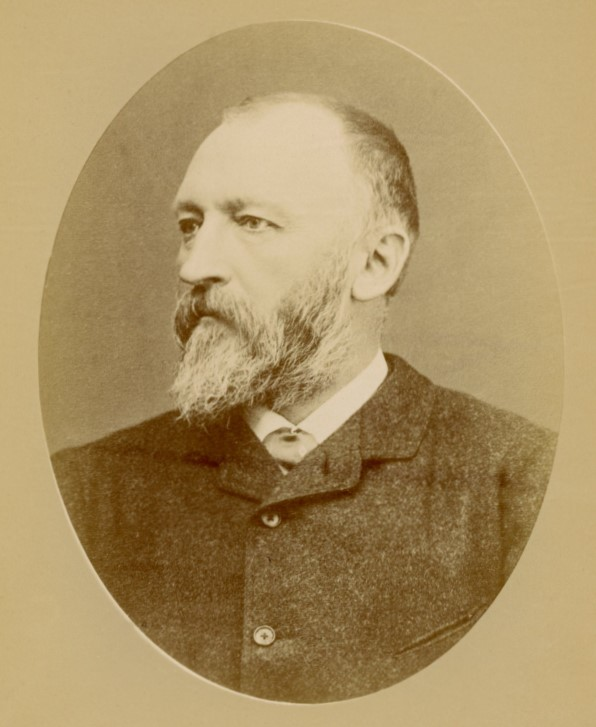
Auguste Scheurer-Kestner

Scheurer-Kestner bezweifelte anfangs nicht, dass das Kriegsgericht rechtmäßig geurteilt habe, wenn er auch den Ausschluss der Öffentlichkeit im Verfahren als Verstoß gegen grundlegende Rechtsprinzipien empfand. Merkwürdig fand er lediglich das Fehlen eines glaubwürdigen Motivs für Dreyfus’ angeblichen Landesverrat. Von einem Gespräch mit Mathieu Dreyfus zu Beginn des Jahres 1895 beeindruckt, begann er sich jedoch für den Fall zu interessieren. Seine Unterredungen mit verschiedenen hochrangigen Politikern mehrten seine Zweifel: Unter anderem machte ihn der frühere französische Justizminister Ludovic Trarieux, der ebenfalls zu den Gründern der Liga zur Verteidigung der Menschen- und Bürgerrechte gehörte, auf mögliche Ungereimtheiten bei der Prozessführung aufmerksam. Der italienische Botschafter Luigi Tornielli sprach davon, dass seiner Ansicht nach Beweise gefälscht worden waren, um eine Verurteilung von Dreyfus sicherzustellen. Nachdem ihn Leblois über den begründeten Verdacht Picquarts gegenüber Walsin-Esterházy informiert hatte, ließ Scheurer-Kestner im Juli 1897 Lucie Dreyfus mitteilen, dass er sich für eine Wiederaufnahme des Falls einsetzen werde.
Schon seine erste Äußerung vor dem Senatspräsidium, er halte Dreyfus für unschuldig, sorgte für große öffentliche Aufmerksamkeit. Das Eintreten des für seine Integrität bekannten Scheurer-Kestner für Dreyfus vergrößerte den Kreis derer, die gleichfalls Zweifel äußerten oder wenigstens völlige Aufklärung der Angelegenheit forderten. Scheurer-Kestners Verhalten im Fall Dreyfus war bis zum November 1897 von vorsichtigem Taktieren geprägt, wobei er seine Beziehungen zu anderen Politikern zu nutzen suchte. Angesichts des zunehmenden Antisemitismus fürchtete er einen Rückfall in die Religionskriege der frühen Neuzeit und bemühte sich, die Zugehörigkeit Dreyfus’ zum Judentum vom Fall zu lösen.
Leblois hatte Scheurer-Kestner gebeten, zum Schutze Picquarts erst dann an die Öffentlichkeit zu treten, wenn weitere, mit Picquart nicht in Zusammenhang stehende Beweise vorlägen. Dies trat Anfang November 1897 ein. Erst schrieb der Historiker Gabriel Monod in einem am 4. November veröffentlichten offenen Brief, er könne als anerkannter Schriftsachverständiger bestätigen, dass der Bordereau nicht von Dreyfus geschrieben worden sei. Am 7. November identifizierte ein Börsenmakler, der zufällig eines der Faksimiles des Bordereaus erworben hatte, die Handschrift als die seines Kunden Walsin-Esterházy. Als Beweis dafür übergab er Mathieu Dreyfus Briefe seines Klienten.
Am 15. November 1897 trat Scheurer-Kestner mit einem offenen Brief in Le Temps an die Öffentlichkeit und verwies auf die neue Faktenlage, die seiner Meinung nach die Unschuld von Dreyfus belegte. Fast zeitgleich mit Scheurer-Kestners Stellungnahme beschuldigte Mathieu Dreyfus Walsin-Esterházy in einem offenen Brief an Kriegsminister Billot, der Verfasser des Bordereaus zu sein. Knapp ein Jahr, nachdem Kriegsminister Billot den Abgeordneten die rechtmäßige Verurteilung von Dreyfus bestätigt hatte, sah sich nun Premierminister Félix Jules Méline – ein Politiker der gemäßigten Rechten – genötigt, der Abgeordnetenkammer zu versichern, es gebe keine Affäre Dreyfus. Dieser Erklärung widersprach am 7. Dezember 1897 Scheurer-Kestner in einer Rede vor dem Senat. In seinen sehr sachlich gehaltenen Ausführungen nannte er die ihm bekannten Fakten und bezeichnete den Prozessverlauf als fehlerhaft, da geheime Dokumente an das Gericht übermittelt worden seien. Der frühere Justizminister Trarieux war der einzige Senator, der den Argumenten Scheurer-Kestners beipflichtete. Er verwies darauf, dass es nicht als Angriff auf die Armee zu werten sei, wenn nach schweren Fehlern ein Antrag auf Richtigstellung vorgebracht werde. Premierminister Méline dagegen betonte auch vor dem Senat, dass es keine Affäre Dreyfus gebe.
Hannah Arendt schreibt Georges Clemenceau die größte Rolle im Kampf für Dreyfus zu. Er sei der einzige gewesen, der nicht allein gegen einen „konkreten“ Justizirrtum gekämpft habe, „sondern [sich] stets für „abstrakte“ Ideen wie Gerechtigkeit, Gleichheit vor dem Gesetz, bürgerliche Tugend, Freiheit der Unterdrückten – kurz das ganze Arsenal des jakobinischen Patriotismus, das damals schon so verhöhnt und mit Dreck beworfen wurde wie vierzig Jahre später, in den Kampf warf.“

### Freispruch Walsin-Esterházys, Verhaftung Picquarts

Marie Charles Ferdinand Walsin-Esterházy

Bereits im Oktober 1897 begannen die in die Intrige verstrickten Personen im Generalstab Maßnahmen zu ergreifen, um Walsin-Esterházy zu schützen. Zunächst behaupteten Gonse und Henry gegenüber du Paty, die Familie Dreyfus und ihre Anhänger schmiedeten ein Komplott, um Walsin-Esterházy zu beschuldigen. In du Patys Auftrag fälschte Henry einen von einer angeblichen Espérance unterzeichneten Brief, mit dem Walsin-Esterházy über Picquarts Ermittlungsstand informiert und gewarnt wurde, dass das „Syndikat“ ihn als den wahren Landesverräter beschuldigen werde. Bei einem heimlichen Treffen am 22. Oktober 1897 sicherten du Paty und ein weiterer Mitarbeiter des Generalstabs Walsin-Esterházy ihre Unterstützung zu. Während des anschließenden offiziellen Treffens mit General Millet versuchte Walsin-Esterházy, die Ähnlichkeit seiner Handschrift mit der des Bordereau damit zu erklären, dass Dreyfus seine Handschrift imitiert habe. Als Briefe an Kriegsminister Billot und Generalstabschef Boisdeffre, in denen Walsin-Esterházy diese um die Verteidigung seiner Ehre bat, unbeantwortet blieben, schrieb Walsin-Esterházy auch an den französischen Präsidenten Félix Faure, einen gemäßigten Republikaner, der sich gegen die Wiederaufnahme des Verfahrens gegen Dreyfus ausgesprochen hatte. Er fügte seinem Schreiben unter anderem den von Henry gefälschten sogenannten Espérance-Brief bei, um zu beweisen, dass man ihm eine Falle stellen wollte. Wenige Tage später drohte Walsin-Esterházy in einem zweiten Brief an den Staatspräsidenten, im Falle seiner Anklage ein Dokument zu veröffentlichen, das für einige Diplomaten sehr kompromittierend sei. Walsin-Esterházy behauptete in seinem Brief, eine „verschleierte Dame“ habe die fotografische Kopie dieses Dokuments von Picquart gestohlen, der es wiederum in einer Gesandtschaft entwendet habe. Weder der anmaßende Stil seiner Briefe noch der erpresserische Inhalt oder der behauptete Besitz eines Geheimdokuments waren für die Regierung Anlass, Walsin-Esterházy zu belangen, unterstreichen Eckhardt und Günther Fuchs 1994 in ihrem Buch zur Dreyfus-Affäre. Stattdessen schenkte man seinen unwahrscheinlichen Erklärungen Glauben. Der Staatspräsident bat den Kriegsminister, den Vorfall zu untersuchen, was dazu führte, dass plötzlich Picquart wegen nachlässigen Umgangs mit Beweismaterial im Zentrum der Untersuchungen stand. In den ersten Novembertagen des Jahres 1897 schickte Walsin-Esterházy an Picquart zwei Telegramme und einen Brief. Diese Schreiben sollten Hinweise darauf geben, dass Picquart an einem Komplott beteiligt war. Wie Walsin-Esterházy erwartet hatte, fing die nationale Sicherheitspolizei beide Telegramme ab und leitete sie an Henry, Gonse und Kriegsminister Billot weiter.
Am 12. November gab Billot die Weisung zu einer geheimen richterlichen Untersuchung gegen Picquart. Die dreyfusfeindliche Presse suggerierte derweil einer breiten Öffentlichkeit, die Kampagne Scheurer-Kestners diene nur dazu, einen überführten jüdischen Offizier durch einen unschuldigen Offizier der französischen Armee zu ersetzen.
Die Voruntersuchungen gegen Walsin-Esterházy endeten am 3. Dezember 1897. Im Abschlussbericht kam der Untersuchungsleiter General de Pellieux zu dem Schluss, es gebe keine Beweise, die die Anschuldigungen von Dreyfus oder Picquart gegen Walsin-Esterházy stützten. Laut Pellieux war der Petit bleu, das Beweisstück für die fortgesetzte Spionage und Grundlage von Picquarts Anschuldigungen gegen Walsin-Esterházy, nicht echt. Er empfahl durch einen Untersuchungsausschuss zu klären, ob Picquart wegen Ehrverletzung oder zumindest wegen grober Pflichtverletzung im Dienst aus der Armee entlassen werden sollte. General Saussier setzte sich über die Empfehlung, das Verfahren gegen Walsin-Esterházy einzustellen, hinweg und ordnete eine Verhandlung vor dem Kriegsgericht an, die am 10. und 11. Januar 1898 stattfand.

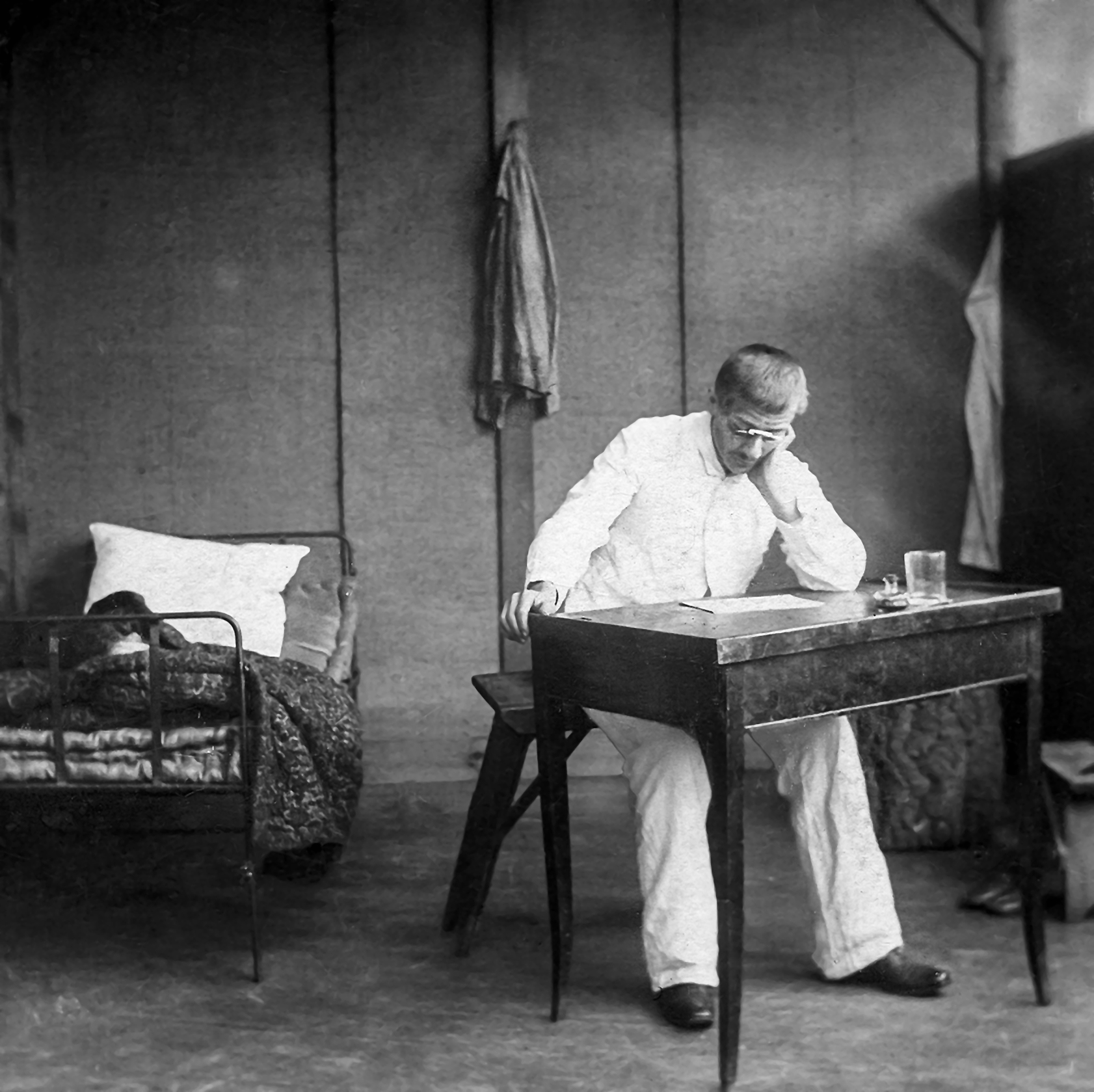
Alfred Dreyfus 1898 auf der Teufelsinsel (aus einer Stereoskopie der Sammlung Lachmund)

Bei seiner Befragung sprach Walsin-Esterházy erneut von der „verschleierten Dame“, die ihn über das gegen ihn gerichtete Komplott informiert habe, und behauptete, Picquart habe den „Petit bleu“ gefälscht und im Bordereau seine Handschrift nachgeahmt. Dieser Auffassung schloss sich das Gericht an. Die Verhandlung endete für Walsin-Esterházy mit einem Freispruch. Picquart dagegen wurde am 13. Januar 1898 wegen eines Dienstvergehens verhaftet.
Die Frage, warum sich das Oberkommando der französischen Armee weigerte, das falsche Urteil aufzuheben und so eng mit Walsin-Esterházy zusammenarbeitete, den Louis Begley als einen „amoralischen, zwanghaft lügenden und betrügenden Soziopathen“ bezeichnet, gehört zu den immer noch diskutierten Gegenständen der Dreyfus-Affäre. Bei einer Reihe der involvierten Personen spielte Begley zufolge die Angst des Verlustes von Amt und Würden eine erhebliche Rolle. Blum fand dies angesichts der „unglaublichen Verflechtungen von Intrigen und Fälschungen“ nicht hinreichend überzeugend. Er vermutete in seinen Erinnerungen, dass jemand im Generalstab an der Informationsweitergabe an die deutsche Botschaft durch Walsin-Esterházy beteiligt war, und schrieb diese Rolle Henry zu, der seiner Ansicht nach als bewährter und dienstältester Mitarbeiter des Nachrichtenbüros dafür prädestiniert war. Die neuere Forschung hat für diesen Standpunkt jedoch keine Grundlage gefunden. Henry wäre außerdem in der Lage gewesen, den Bordereau unmittelbar nach seiner Entdeckung zu unterschlagen. Sowohl Begley wie auch Blum verweisen darauf, dass sehr früh in der Affäre eine Folge von Täuschungen begann: Man täuschte, um die vorhergegangene Täuschung zu verdecken, und log, um die letzte Lüge glaubhaft zu machen.

### Intervention und Verurteilung des Schriftstellers Émile Zola

#### J’Accuse…!

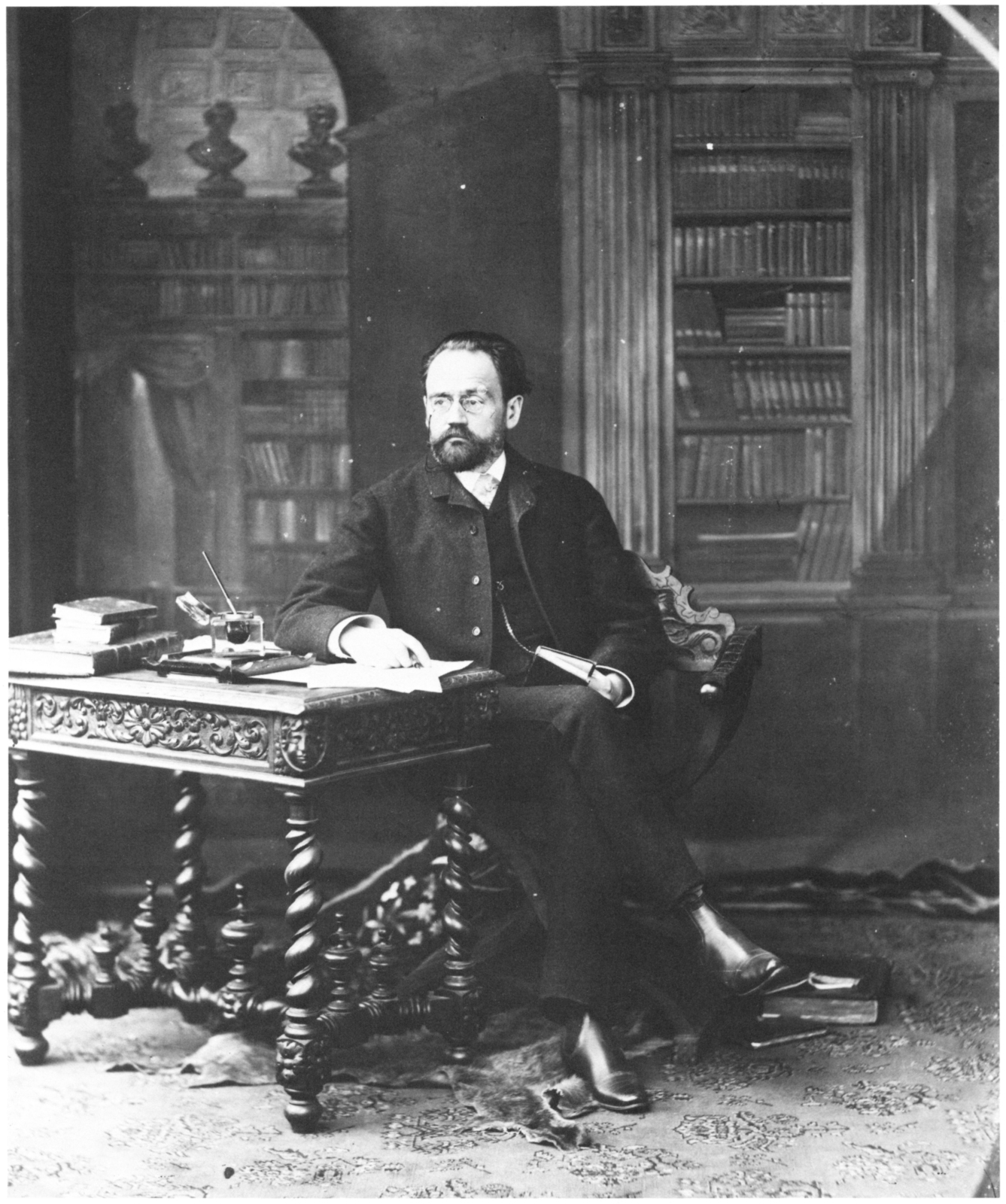
Émile Zola

Bernard Lazare hatte bereits im November 1896 versucht, die Unterstützung des bekannten französischen Schriftstellers Émile Zola zu gewinnen, was dieser zunächst aber ablehnte, weil er sich nicht in politische Fragen einmischen wollte. Laut Alain Pagès (1998) hatte Zola auf die zunehmend offene Manifestation von Antisemitismus mit Widerwillen reagiert. Er prangerte diese bereits im März 1896 in seinem Artikel Pour les Juifs (Für die Juden) an, den Fall Dreyfus erwähnte er jedoch nicht. Erst das fortwährende Engagement von Auguste Scheurer-Kestner bewog demnach Zola, sich mit der Dreyfus-Affäre intensiver auseinanderzusetzen. Der erste Artikel dazu erschien am 15. November 1897 in der Zeitung Le Figaro und handelte von Scheurer-Kestners Bemühen, den Justizirrtum zu bereinigen. Am 1. Dezember folgte unter der Überschrift Le Syndicat (Das Syndikat) ein weiterer Artikel, der den wiederholt geäußerten Vorwurf aufgriff, ein jüdisches Syndikat versuche, einen Freispruch von Alfred Dreyfus zu erkaufen. Zola wies dies als Ammenmärchen zurück und drängte seine Leser, die Familie Dreyfus nicht als einen Teil geheimnisvoller und diabolischer Kräfte zu sehen, sondern als französische Mitbürger, die alles in ihrer Macht Stehende täten, das Recht ihres unschuldigen Angehörigen wiederherzustellen. Am 5. Dezember gab Zola in dem Artikel Le Procès-verbal (Bestandsaufnahme) seiner Hoffnung Ausdruck, dass ein Militärgerichtsprozess gegen Walsin-Esterházy die Nation versöhnen und dem barbarischen Antisemitismus, der Frankreich um tausend Jahre zurückwerfe, ein Ende setzen werde.

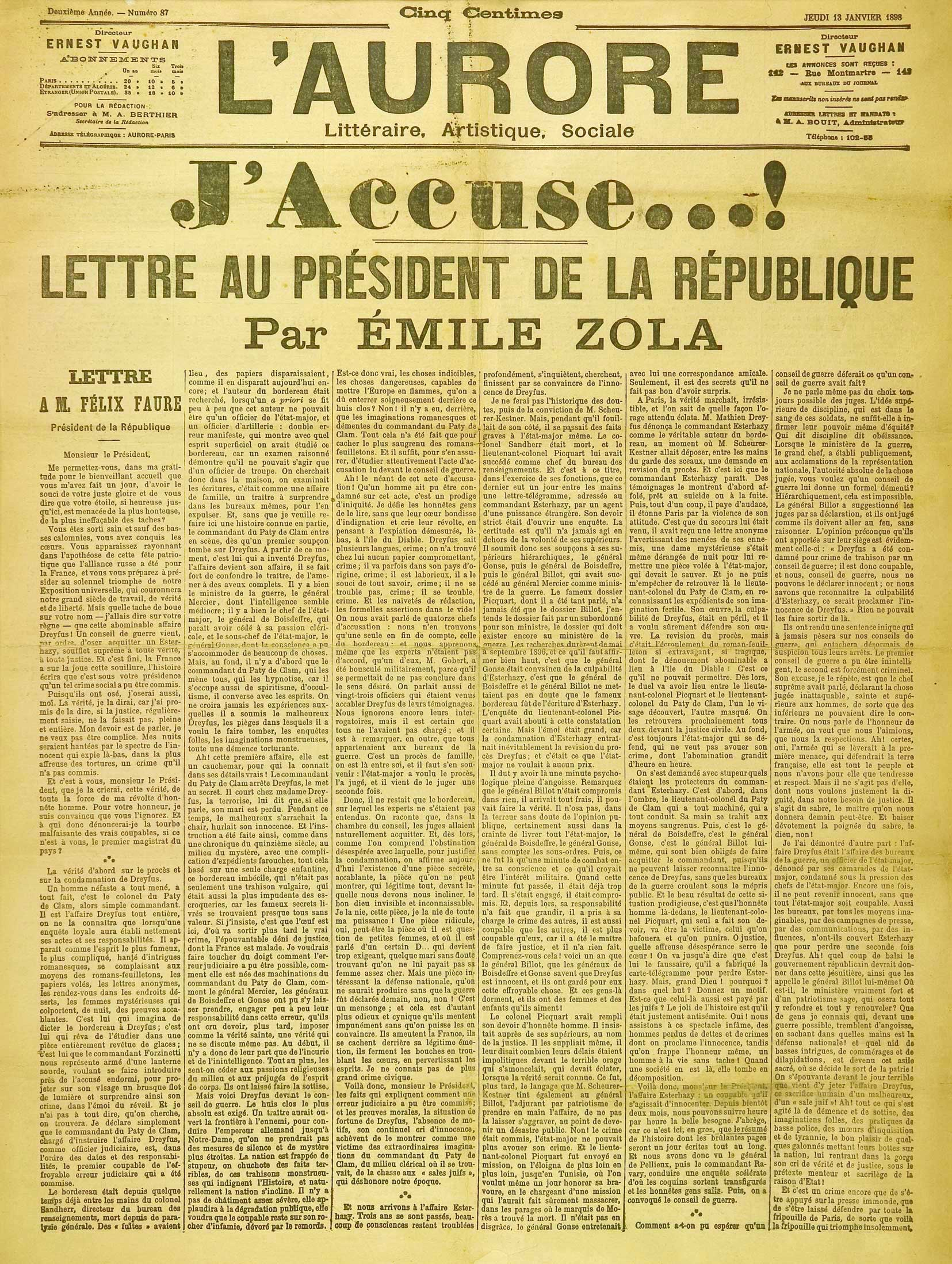
Titelblatt der L’Aurore vom 13. Januar 1898

Kurz darauf beendete Le Figaro seine Zusammenarbeit mit Zola, da Anti-Dreyfusarden und rechtsextreme Nationalisten zu einem Subskriptionsboykott der Zeitung aufgerufen hatten. Nun ohne eine Zeitung, die bereit war, seine Artikel zu drucken, veröffentlichte Zola am 13. und 14. Dezember 1897 seine nächsten zwei Artikel als Broschüren, die sich aber wegen ihres hohen Preises von jeweils 50 Centimes schlecht verkauften. In Lettre à la Jeunesse (Brief an die Jugend) wandte er sich an die rechtsgerichteten Studenten, die im Quartier Latin eine gewalttätige Demonstration gegen Dreyfus organisiert hatten, und forderte sie auf, sich wieder der französischen Traditionen der Großzügigkeit und Gerechtigkeit zu besinnen. Am 6. Januar 1898 griff er in Lettre à la France (Brief an Frankreich) den Teil der Presse an, der seine Leser auf eine Reinwaschung Walsin-Esterházys einstimmte.
Für seine nächste Veröffentlichung wandte sich Zola an die von Georges Clemenceau neu gegründete Literaturzeitschrift L’Aurore (Der Sonnenaufgang): Am 13. Januar 1898 erschien auf der Titelseite sein offener Brief an Staatspräsident Félix Faure J’accuse…! (Ich klage an…!), in dem er erneut den Freispruch Walsin-Esterházys anprangerte.
Zola nahm in seinem Text rhetorisch die Rolle eines Staatsanwalts ein. Er klagte du Paty, Mercier, Billot, Gonse und Boisdeffre an, Drahtzieher eines Komplotts zu sein, warf der „Schmutzpresse“ antisemitische Propaganda vor und beschuldigte Walsin-Esterházy erneut, der wahre Landesverräter zu sein. Der Schriftsteller warf auch die für Pagès entscheidende und für den weiteren Fortgang der Affäre prophetische Frage auf, inwieweit diese Militärrichter noch zu einem unabhängigen Urteil in der Lage gewesen waren. Eine Verurteilung Walsin-Esterházys wäre ein Urteil über das Kriegsgericht gewesen, das Dreyfus des Hochverrats schuldig gesprochen hatte. Jedem der über Walsin-Esterházy urteilenden Militärrichter war bekannt, dass ihr Kriegsminister unter dem Beifall der Abgeordneten bekräftigt hatte, Dreyfus sei zu Recht verurteilt worden. Zola beschuldigte das erste Kriegsgericht,

„[…] das Recht verletzt zu haben, indem es einen Angeklagten auf der Grundlage eines geheim gebliebenen Beweisstücks verurteilt hat, und ich klage das zweite Kriegsgericht an, diese Gesetzwidrigkeit auf Befehl gedeckt und dabei seinerseits das Rechtsverbrechen begangen zu haben, wissentlich einen Schuldigen freizusprechen.“

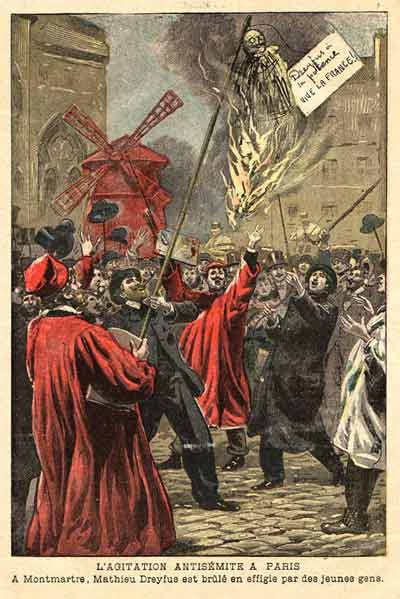
Auf dem Pariser Place Blanche wird während der Krawalle nach der Veröffentlichung von J’accuse eine Stoffpuppe verbrannt, die den Namen Mathieu Dreyfus trägt. Zeitgenössische Darstellung von 1898

Innerhalb weniger Stunden waren mehr als 200.000 Exemplare der Zeitung verkauft. Es kam unmittelbar nach der Veröffentlichung des Artikels zu gewalttätigen Ausschreitungen der gegen Dreyfus gerichteten Kräfte, die besonders heftig in Algerien waren, wo verhältnismäßig viele sephardische Juden lebten. In Paris waren jüdische Läden, Kaufleute und bekannte Dreyfusarden Ziele von Angriffen. Auf dem Place Blanche in Montmartre, berichtet Ruth Harris, wurde von einer Versammlung – bestehend aus Künstlern, Studenten und Arbeitern – eine Stoffpuppe verbrannt, die ein Schild mit dem Namen von Mathieu Dreyfus trug. Plakate, die in ganz Paris aushingen, riefen zu anti-dreyfusardischen Bündnissen auf. Jules Guérin, der Gründer und Führer der Antisemitischen Liga Frankreichs, hetzte auf einer Versammlung die Menschenmassen noch weiter auf, worauf sich in den nächsten Tagen sowohl vor dem Haus von Mathieu Dreyfus als auch dem der Eltern von Lucie Dreyfus gewalttätige Mengen versammelten. Die Krawalle endeten erst nach mehreren Tagen; sie eskalierten erneut, als es zum Prozess gegen Zola kam.
Zolas offener Brief gilt bis heute als eine der größten publizistischen Sensationen des 19. Jahrhunderts und wurde zum Wendepunkt in der Affäre Dreyfus, urteilt Ruth Harris. Der Mut, den er mit dieser Veröffentlichung bewies, ist nach Begley nicht hoch genug einzuschätzen. Er befand sich auf dem Höhepunkt seines schriftstellerischen Erfolgs, seine Aufnahme in die Académie française schien vor dem Erscheinen des Artikels und dem darauf folgenden Skandal nur eine Frage der Zeit zu sein. Zola wollte mit seinem kämpferischen Text einen Prozess provozieren, da Dreyfus vor der Militärgerichtsbarkeit ein weiteres Verfahren vorerst verwehrt blieb. Er hoffte auf einen Freispruch durch die zivile Rechtsprechung, der zugleich eine Anerkennung der Unschuld des Offiziers Alfred Dreyfus dargestellt hätte. Er riskierte damit aber auch, selbst inhaftiert und verurteilt zu werden.
Zwei Tage später, am 15. Januar 1898, veröffentlichte Le Temps eine Petition, in der die Revision des Fehlurteils gefordert wurde. Unterschrieben hatten neben Émile Zola unter anderen der Schriftsteller Anatole France, der Direktor des Institut Pasteur Émile Duclaux, der Historiker Daniel Halévy, der Lyriker und Literaturkritiker Fernand Gregh, der anarchistische Journalist und Kunstkritiker Félix Fénéon, der Schriftsteller Marcel Proust, der sozialistische Intellektuelle und einer der Gründer der Liga zur Verteidigung der Bürger- und Menschenrechte Lucien Herr, der Germanist Charles Andler, der Althistoriker und Politiker Victor Bérard, der Soziologe und Wirtschaftswissenschaftler François Simiand, der Syndikalist und Sozialphilosoph Georges Sorel, der Maler Claude Monet, der Schriftsteller Jules Renard, der Soziologe Émile Durkheim und der Historiker Gabriel Monod.

#### Verurteilung und Exil
Noch am Tag der Veröffentlichung forderten konservative Parlamentarier und der Generalstab ein Vorgehen gegen Zola. Am 18. Januar 1898 beschloss der Ministerrat, dass der Kriegsminister eine Verleumdungsklage gegen Zola und Alexandre Perrenx, den Geschäftsführer von L’Aurore, einreichen sollte. Anders als von Zola erwartet, konzentrierte sich die Staatsanwaltschaft bei ihren Beschuldigungen auf die Textpassage, wo Zola dem Kriegsgericht vorgeworfen hatte, Walsin-Esterházy auf Befehl freigesprochen zu haben. Damit war die Anklage gegen Zola ohne Bezug zur Verurteilung von Dreyfus.
Der Prozess dauerte zwei Wochen. An jedem der Verhandlungstage warteten vor den Toren des Justizpalastes nationalistische Demonstranten auf Zolas Erscheinen, um ihn, wie Pagès drastisch beschreibt, mit Gejohle, Steinen und Todesdrohungen zu empfangen. Im Gerichtssaal gelang es seinen beiden Anwälten Fernand Labori, bekannter Anwalt, Journalist, Politiker und Dreyfusard der ersten Stunde, und Albert Clemenceau, dem Bruder von Georges Clemenceau, durch ihre geschickte Befragung den Zeugen immer wieder Aussagen zur Dreyfus-Affäre zu entlocken, obwohl der Vorsitzende Richter ständig versuchte, ihre Fragen auf Sachverhalte der Anklage zu beschränken. In die Enge getrieben, brachte General Pellieux erneut ein Dokument ins Spiel, das angeblich eindeutig die Schuld Dreyfus’ belegte, und zitierte den Wortlaut dieses faux Henry. Als Labori darum bat, dem Gericht das Schriftstück vorzulegen, griff General Gonse ein, dem anders als Pellieux bewusst war, dass es eine der Fälschungen im Geheimdossier war. Er bestätigte die Existenz des Dokuments, behauptete jedoch, es könne nicht öffentlich vorgelegt werden. Das Gericht ließ daraufhin Generalstabschef Boisdeffre als Zeugen auftreten. Boisdeffre bestätigte Pellieux’ Aussagen und wandte sich dann als Mahner an das Gericht:

„Sie sind das Gericht, Sie sind die Nation; wenn die Nation kein Vertrauen in die Führer ihrer Armee hat, in die Männer, welche die Verantwortung für die nationale Verteidigung tragen, dann sind diese Männer bereit, ihre schwere Aufgabe anderen zu überlassen, Sie müssen es nur sagen. Das ist mein letztes Wort.“

Nach Léon Blum machte der Prozess deutlich, dass die Behauptungen Zolas zutrafen. Boisdeffres Worte, mit denen er eine Entscheidung zwischen der Armee und Zola sowie den Dreyfusarden verlangte, hatten jedoch in der Öffentlichkeit und im Gerichtssaal einen starken Eindruck hinterlassen. Am 23. Februar 1898 wurden beiden Angeklagten eine Geldstrafe von 3.000 Franc – mehr als das anderthalbfache des Jahresgehalts eines Leutnants – auferlegt, Zola wurde zusätzlich zu einem Jahr Gefängnis und der Geschäftsführer von L’Aurore, Perrenx, zu vier Monaten verurteilt. Ministerpräsident Méline bezeichnete am nächsten Tag in der Abgeordnetenkammer die Fälle Zola und Dreyfus als abgeschlossen.

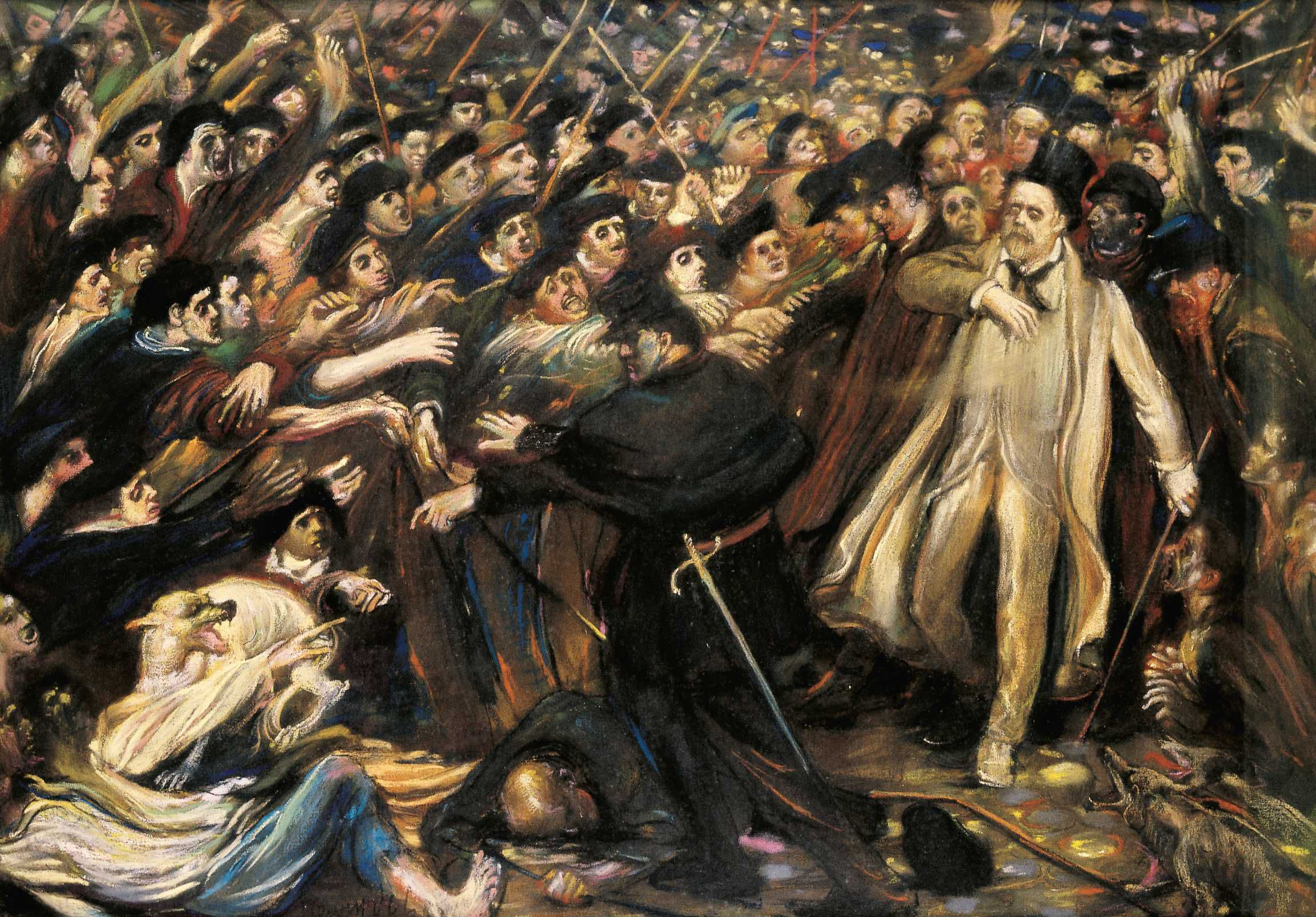
Zola sortie (Zola geht), Gemälde von Henry de Groux, 1898

Zwei Tage später wurde Picquart unehrenhaft aus der Armee entlassen. Das Oberste Berufungsgericht hob das Urteil gegen Zola jedoch wegen eines Verfahrensfehlers zunächst wieder auf. Am 18. Juli 1898 wurde Zola ein zweites Mal schuldig gesprochen. Labori und Clemenceau rieten ihm daraufhin, Frankreich sofort zu verlassen, damit das Urteil nicht zugestellt und nicht vollstreckt werden konnte. Noch am selben Tag reiste Zola nach London ab.

### Hubert Henrys Geständnis, Selbstmord und Reaktion
Bei den Parlamentswahlen im Mai 1898 hatte die Regierung Méline ihre Unterstützung verloren und war am 15. Juni zurückgetreten. Am 28. Juni bildete der Führer der radikalen Republikaner Henri Brisson eine neue Regierung, Godefroy Cavaignac folgte Billot für kurze Zeit als Kriegsminister. Cavaignac zählte zu dem Personenkreis, der nach wie vor von einer rechtmäßigen Verurteilung Dreyfus’ ausging. Auf eine Anfrage eines Abgeordneten zur Dreyfus-Affäre bekannte er sich in einer langen Rede zu dieser Sicht und zitierte als Beweis für das rechtmäßige Urteil unter anderem Le faux henry, den Ce canaille de D.-Brief und einen weiteren Brief Panizzardis.

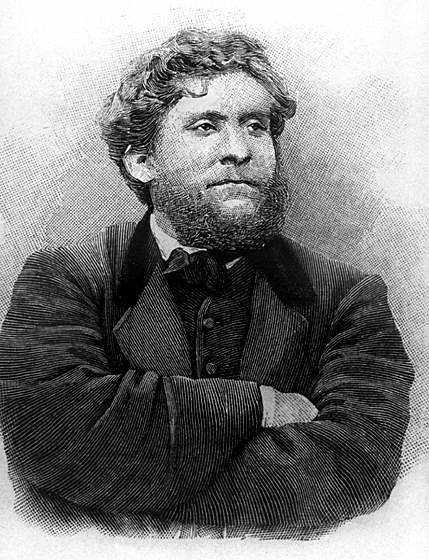
Jean Jaurès

Diesmal war es der sozialistische Abgeordnete Jean Jaurès, der den Kriegsminister in einem offenen Brief herausforderte und ankündigte, er werde Cavaignacs Beweisführung Punkt für Punkt widerlegen. Dies tat er in einer Serie von Artikeln, die im August und September 1898 in La Petite République erschienen. Kernpunkt seiner Argumentation war die Behauptung, dass Le faux henry eine im Generalstab fabrizierte Fälschung sei. Dies führte zu einer erneuten Untersuchung der Beweise, die zum Teil bei Lampenlicht erfolgte. Dabei fielen Hauptmann Cuignet die zwei unterschiedlichen Papiersorten auf, aus denen das Schriftstück bestand. Wie General Roget ging er davon aus, dass es tatsächlich eine Fälschung war, wie es Picquart bislang behauptet hatte.
Cavaignac wurde am 14. August 1898 darüber informiert, aber erst am 30. August befragte er Hubert Henry in Anwesenheit der Generäle Boisdeffre und Gonse. Henry versuchte erst zu leugnen, gab aber dann unter dem Druck der Vernehmung zu, dass er den Brief gefälscht habe. Er wurde verhaftet und ins Militärgefängnis Mont Valérien gebracht. In einer kurzen Verlautbarung teilte die Regierung mit, dass man die Fälschung des Schriftstücks entdeckt habe. Am 31. August beging Henry Suizid, indem er sich mit seinem Rasiermesser die Kehle aufschlitzte. Anschließend stand in allen antisemitischen Zeitungen, Henry sei von den Juden für seine Aussage bezahlt worden.
Boisdeffre trat nach Henrys Tod von seinem Amt zurück, Gonse wurde vom Generalstab zum aktiven Dienst versetzt und du Paty pensioniert. Walsin-Esterházy, der mittlerweile nach Belgien geflohen war, gab in Presseinterviews zu, dass er das Bordereau verfasst hatte. Am 3. September 1898 stellte Lucie Dreyfus erneut ein Revisionsgesuch, und auch die politisch neutrale Presse forderte nun eine Wiederaufnahme des Prozesses. Am 5. September trat Cavaignac von seinem Amt als Kriegsminister zurück. Sein Nachfolger Émile Auguste Zurlinden blieb nur zwölf Tage im Amt. Er legte sein Amt nieder, nachdem das Oberste Berufungsgericht die Wiederaufnahme des Falles beschlossen hatte, um nicht das Revisionsverfahren zugunsten Dreyfus’ einleiten zu müssen. Der neue Kriegsminister Charles Chanoine ernannte Zurlinden allerdings zum Militärgouverneur von Paris. Dessen erste Maßnahme war die Anstrengung eines Gerichtsverfahrens gegen Picquart, der seit dem 15. Juli 1898 in Untersuchungshaft saß. Auch Kriegsminister Chanoine versuchte – wie seine Vorgänger – ein Revisionsverfahren für Alfred Dreyfus zu verhindern. Am 1. November 1898 kam es deswegen zum Rücktritt des gesamten Kabinetts.
Die Erwartung der Dreyfusarden, dass Henrys Eingeständnis der Fälschung und sein Selbstmord zu einem breiten öffentlichen Meinungsumschwung führen würde, erfüllte sich nicht. Der rechtsextreme Charles Maurras nannte die Fälschung und den Selbstmord von Henry ein heroisches Opfer im Dienst einer höheren Sache. Henry hatte eine bemerkenswerte militärische Karriere hinter sich, in deren Verlauf er mehrfach verwundet worden war. Laut Maurras standen dieser Lebensleistung lediglich eine Fälschung und eine Lüge gegenüber, für die Henry als echter Soldat mit seinem Leben bezahlt hatte. Die nationalistische Presse griff diese Heroisierung Henrys willig auf, und Édouard Drumont nannte in La Libre Parole Henrys Suizid „bewundernswert“. Picquart war nach Darstellung der nationalistischen und antisemitischen Presse dagegen der „wahre“ Fälscher, gegen dessen Fabrikationen und Lügengebilde Henrys Fälschung eine harmlose Grenzüberschreitung gewesen war.

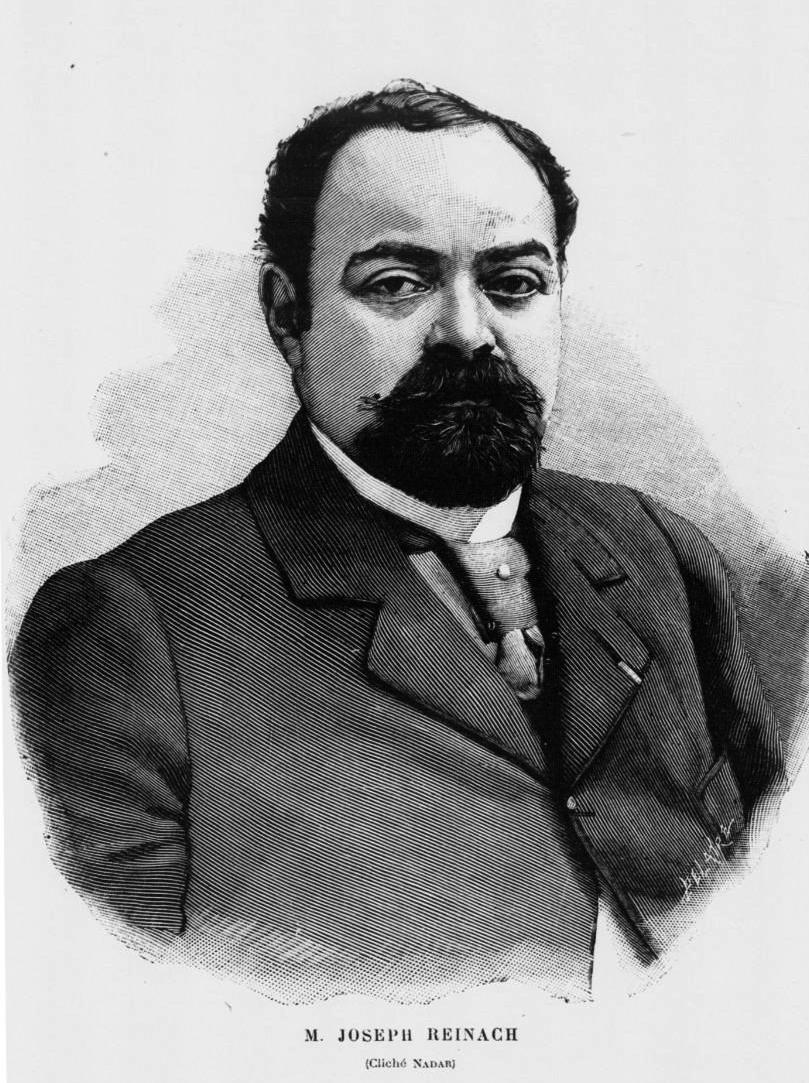
Joseph Reinach

Auf Reinachs Artikelserie im Le Siècle, die die Verbindung zwischen Walsin-Esterházy und Henry thematisierte, antwortete die rechte Presse, dass dies Rufmord gegenüber einem Toten sei, der als Verteidiger nur noch seine Witwe und sein vierjähriges Kind habe. Drumont rief zu einer Spendenaktion auf, um es Berthe Henry zu ermöglichen, Reinach wegen Verleumdung zu verklagen. Bis zum 15. Januar 1899 spendeten mehr als 25.000 Personen 131.000 Francs. Zu den Spendern zählten laut Begley 3000 Offiziere und 28 pensionierte Generäle, von der Revolution entmachtete Adelige, darunter sieben Herzöge und Herzoginnen und fast fünfhundert Marquis, Grafen, Vicomtes und Barone. Viele der Spenden waren, wie Ruth Harris berichtet, von hasserfüllten Schreiben gegenüber den Verteidigern von Alfred Dreyfus begleitet, die Drumont veröffentlichte.

### Verhandlung vor der Strafkammer des Obersten Berufungsgerichts
Nach der Weigerung der Abgeordnetenkammer, Lucie Dreyfus’ Antrag auf Wiederaufnahme des Prozesses stattzugeben, verblieb als einziges Rechtsmittel ein Verfahren vor dem Obersten Gerichtshof. Ein Angeklagter hatte selbst kein Recht, hier einen Antrag auf Revision zu stellen; dazu war allein die Regierung berechtigt. Das Kabinett Brisson war für ein solches Revisionsverfahren offener als die vorherigen Regierungen und autorisierte mit sechs zu vier Ministerstimmen den Justizminister im September 1898, das Revisionsverfahren einzuleiten. Während die politische Diskussion parallel zunehmend von der Faschoda-Krise und damit der Konkurrenz zwischen Frankreich und Großbritannien bei der Kolonisierung Afrikas dominiert wurde, tagte seit November desselben Jahres die Strafkammer des obersten Berufungsgerichtes. Im Laufe der Verhandlung attackierten vor allem die rechten Zeitungen La Libre Parole und L’Intransigeant (Die Kompromisslose) die Richter und beschuldigten sie, vom „jüdischen Syndikat“ und dem Deutschen Reich bezahlt zu werden.

Der französische Ministerpräsident Charles Dupuy

Am 1. November 1898 trat der progressive Charles Dupuy an die Stelle von Brisson. Am Anfang der Affäre hatte er 1894 die Machenschaften Merciers noch gedeckt. Jetzt kündigte er an, er würde den Anordnungen des Berufungsgerichts folgen. Damit blockierte er diejenigen, die die Revision verhindern und den Gerichtshof für nicht zuständig erklären wollten. Während einer Debatte der Kammer am 5. Dezember 1898 über die Weitergabe des Geheimdossiers an das Gericht stieg die Spannung an. Die Beleidigungen, Beschimpfungen und andere Ausfälle seitens der Nationalisten kulminierten in Drohungen, einen Aufstand anzuzetteln. Paul Déroulède, Chauvinist und Antisemit, erklärte: „S’il faut faire la guerre civile, nous la ferons.“ (Wenn wir einen Bürgerkrieg entfesseln müssen, werden wir es tun.)
Als Zeugen wurden unter anderem die ehemaligen Kriegsminister Mercier, Cavaignac, Billot, Chanoine und Zurlinden gehört. Mercier behauptete, Dreyfus habe 1894 gegenüber dem Offizier Lebrun-Renault ein Geständnis abgelegt, weigerte sich aber ansonsten, irgendwelche Fragen zu beantworten. Cavaignac zufolge hatten Dreyfus und Walsin-Esterházy zusammengearbeitet. Diese Auffassung teilte auch General Roget und begründete dies damit, Walsin-Esterházy habe auf anderem Weg die auf dem Bordereau erwähnten Informationen nicht beschaffen können.
Vier Artillerieoffiziere widersprachen am 16. und 19. Januar 1899 dieser Position. Ihrer Auffassung nach war die Ungenauigkeit der im Bordereau genannten technischen Begriffe Beleg dafür, dass der Verfasser kein Artillerist war. Sie wiesen außerdem darauf hin, dass die Informationen, die gemäß dem Bordereau übergeben worden waren, ebenso gut aus der damaligen Militärpresse hätten stammen können.
Vernommen wurden insgesamt zehn Schriftsachverständige. Vier davon sagten für Dreyfus aus, ein fünfter blieb verhalten und beschränkte sich auf die Bemerkung, es gebe zwei Handschriften, die der auf dem Bordereau ähnelten. Alphonse Bertillon, dessen Handschriftenvergleich bereits bei dem Prozess 1894 entscheidend gewesen war, vertrat erneut die Ansicht, dass Dreyfus willentlich seine Handschrift verstellt habe. Zu seiner Rolle bei der Verhandlung vor dem Gerichtsprozess 1894 befragt, führte er aus, Dreyfus’ damalige Reaktion sei ein indirektes Eingeständnis gewesen, er halte daher an seiner „Selbst-Fälschungs-Theorie“ fest.

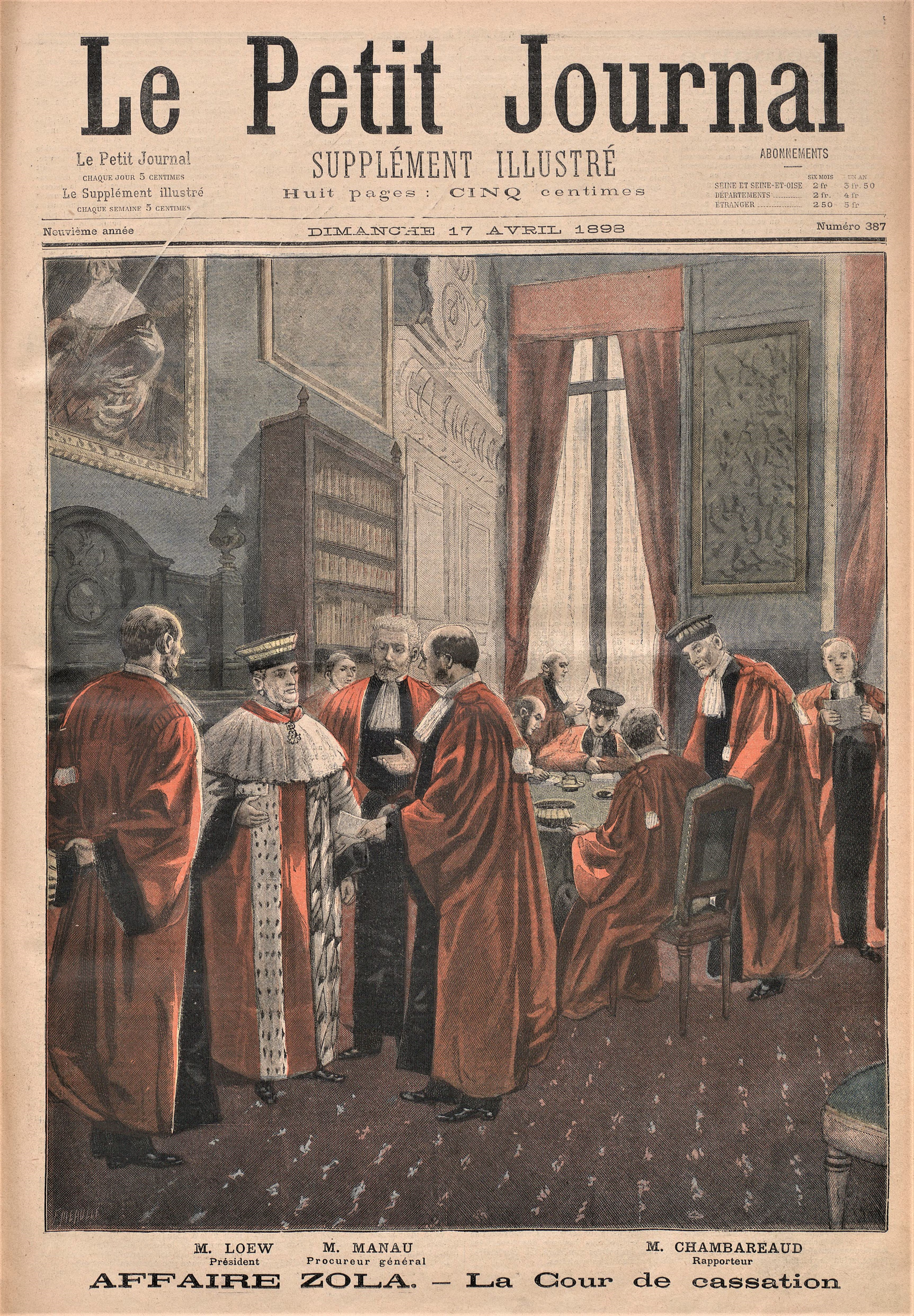
Die Richter der Strafkammer in: Le Petit Journal (Die kleine Zeitung)

Mit Zustimmung der Regierung sagte auch der Diplomat, Historiker und Essayist Maurice Paléologue vor der Kammer aus und präsentierte die Unterlagen, die im Außenministerium zum Fall Dreyfus aufbewahrt wurden. Unter anderem legte er offen, dass die vom Kriegsministerium vorgelegte Version von Panizzardis Telegramm, das dieser zu Beginn 1894 an das italienische Armeehauptquartier gesendet hatte, gefälscht war. Es existiere nur eine offizielle Version, nämlich die vom Außenministerium dechiffrierte. Diese Version entlastete Dreyfus.
Noch bevor die Strafkammer jedoch eine Entscheidung fällen konnte, erhob der Präsident der Zivilkammer, Jules Quesnay de Beaurepaire, gegenüber den Richtern der Strafkammer den Vorwurf der Voreingenommenheit. Wenige Tage später am 8. Januar 1899 trat er von seinem Amt zurück und begann eine heftige beleidigende Pressekampagne im Écho de Paris gegen seine Kollegen Louis Loew, Alphonse Baud und Marius Dumas, allesamt verantwortlich für die Revision des Dreyfus-Prozesses. So warf er dem Vorsitzenden der Strafkammer, dem Protestanten elsässischer Abstammung Louis Loew, vor, eine zu wohlmeinende Haltung gegenüber Picquart einzunehmen. Die Abgeordnetenkammer leitete deswegen eine Untersuchung ein. Die Untersuchungskommission sprach die Richter der Strafkammer von allen Anschuldigungen frei und hielt fest, dass ihre Integrität und Rechtschaffenheit über alle Zweifel erhaben sei.
Kurz danach brachte Ministerpräsident Charles Dupuy im Kabinett einen Gesetzesentwurf ein, demgemäß alle laufenden Berufungsfälle zur Revision bei den Gemeinsamen Kammern des Berufungsgerichtes einzureichen seien. Trotz des heftigen Widerstands einzelner Minister, so Whyte 2005, unterstützte das Kabinett in seiner Mehrheit Dupuy und legte dem Abgeordnetenhaus diesen Gesetzesentwurf vor, der am 10. Februar 1899 mit 324 zu 207 Stimmen angenommen wurde.

### Versuch eines Staatsstreichs und Verhandlung vor der Gemeinsamen Kammer des Obersten Berufungsgerichts
Noch bevor die Gemeinsame Kammer des Obersten Berufungsgerichts den Fall Dreyfus erneut prüfen konnte, unternahm Paul Déroulède, der Gründer der chauvinistischen und antiparlamentarischen Ligue des Patriotes am 23. Februar 1899 nach dem Staatsbegräbnis von Präsident Faure den Versuch eines Staatsstreichs. Déroulède gehörte zu den Personen, die in den Ereignissen der Dreyfus-Affäre primär einen Angriff auf die Ehre der französischen Armee sahen. Er rechnete bei seinem Staatsstreich fest mit der Unterstützung der Armee. General de Pellieux, der die Haupteskorte beim Begräbnis von Faure kommandierte, sollte bei der Rückkehr vom Begräbnis in der Nähe des Place de la Nation auf Déroulèdes Truppen treffen, dann verabredungsgemäß von der vorgesehenen Route abweichen und in Richtung des Elysée-Palastes marschieren. Pellieux brach jedoch im letzten Moment sein Wort und bat den Militärgouverneur Zurlinden, ihm das Kommando über eine kleinere Eskorte zu übertragen. General Roget, der an seine Stelle trat, verhaftete Déroulède. Déroulède wurde zu zehn Jahren Verbannung verurteilt; nach sechs Jahren Exil in Spanien wurde er begnadigt.
Am 27. März 1899 begann die Gemeinsame Kammer mit der Prüfung des Geheimdossiers. Wie zuvor die Richter der Strafkammer kam sie zu dem Ergebnis, dass das Dossier keine Dokumente enthalte, die Dreyfus belasteten. Das Gericht befragte auch Hauptmann Freystaetter, der während des Kriegsgerichtsprozesses zu den urteilenden Offizieren gehört hatte. Er bestätigte, dass der sogenannte Ce canaille de D.-Brief den Richtern bei der Verhandlung heimlich zugespielt worden war, und gab auch zu, Henrys theatralischer Zeugenauftritt habe ihn zur Verurteilung von Dreyfus bewogen. In der Verhandlung spielte erneut das Panizzardi-Telegramm an das italienische Hauptquartier eine Rolle. Um sicherzustellen, dass die dechiffrierte Fassung des Außenministers die richtige sei, wies das Gericht Vertreter des Kriegs- und des Außenministeriums an, gemeinsam ein zweites Mal das Originaltelegramm zu dechiffrieren. Die nunmehr erstellte Fassung entsprach der des Außenministeriums, wonach es keinen Kontakt zwischen Panizzardi und Dreyfus gegeben hatte. Am 3. Juni 1899 erklärte das Oberste Berufungsgericht das Urteil des Kriegsgerichts von 1894 für ungültig und legte fest, dass Dreyfus sich in Rennes erneut einem Kriegsgericht zu stellen habe.

### Zweiter Prozess gegen Dreyfus, erneute Verurteilung
Auf Grund des stark zensierten Briefverkehrs wusste Alfred Dreyfus bis November 1898 nichts über die Entwicklungen in Frankreich. Mitte November erhielt er die Zusammenfassung seines Falles, die der Jurist Jean-Pierre Manau vor dem Obersten Berufungsgericht vorgetragen hatte. Erst dadurch erfuhr er von Henrys Suizid und der Beschuldigung seines Bruders Mathieu gegen Walsin-Esterházy als Landesverräter. Kurz darauf wurden seine Haftbedingungen erleichtert; wenig später wurde er Richtern des Berufungsgerichts von Cayenne vorgeführt. Er bestritt, im Januar 1895 ein Geständnis gegenüber Lebrun-Renault abgelegt zu haben.
Streng bewacht trat Alfred Dreyfus eine Woche nach der Aufhebung seines Urteils durch das Oberste Berufungsgericht seine Rückreise nach Frankreich an. Ab dem 1. Juli 1899 saß er im Militärgefängnis von Rennes ein, wo er erstmals seine Ehefrau und seinen Bruder wiedersehen durfte. Nach fast fünf Jahren Isolationshaft – seinen Wärtern war es streng untersagt, sich mit ihm zu unterhalten – war Dreyfus zunächst kaum in der Lage zu sprechen. Auf Grund der unzureichenden Ernährung hatte er außerdem mehrere Zähne verloren, was ihm das Sprechen weiter erschwerte. Er war stark abgemagert und konnte anfangs kaum feste Nahrung zu sich nehmen. Insbesondere Mathieu Dreyfus war besorgt, ob sein Bruder den kommenden Militärprozess überstehen würde.

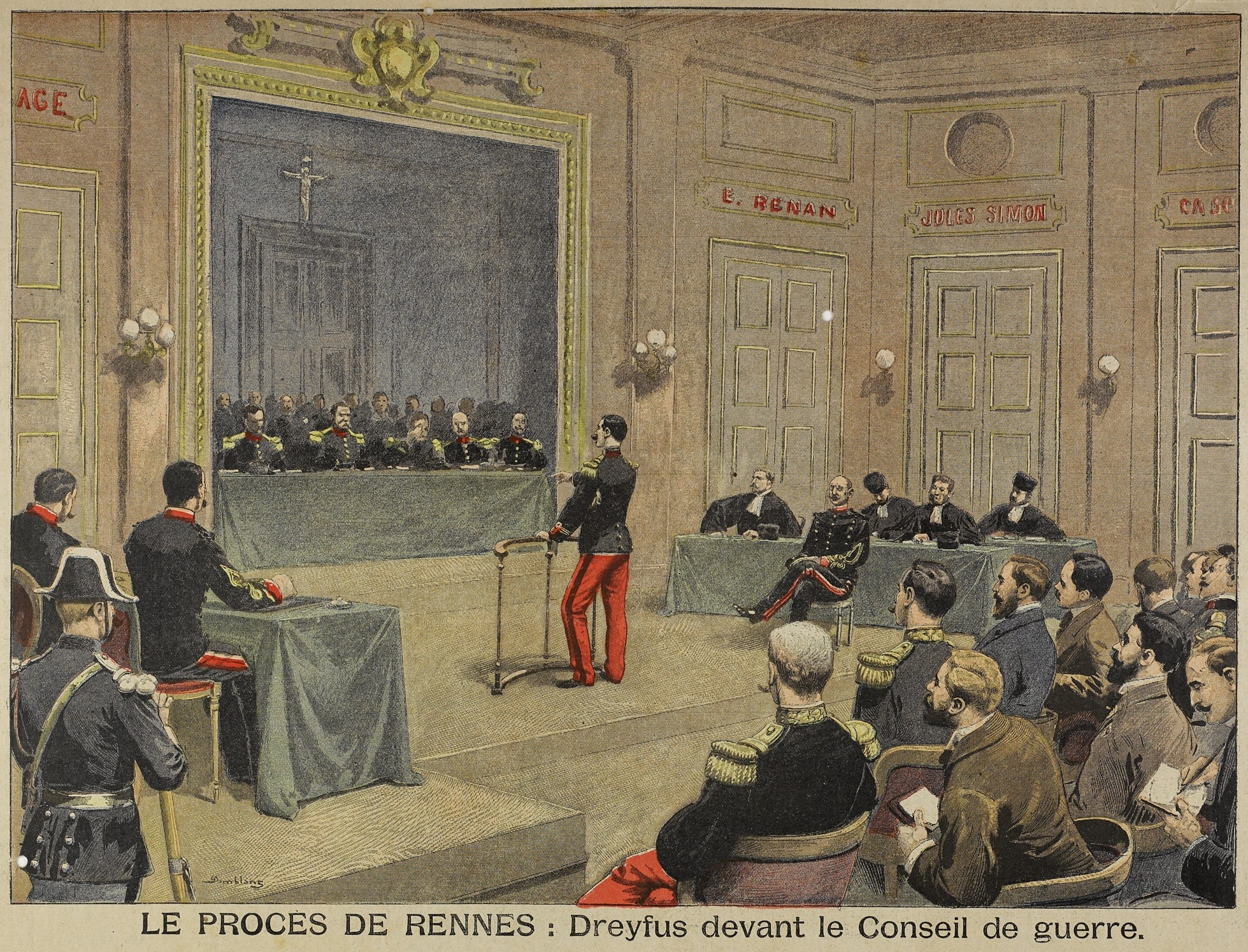
Der Dreyfus-Prozess vor dem Kriegsgericht in Rennes vom 7. August bis 9. September 1899

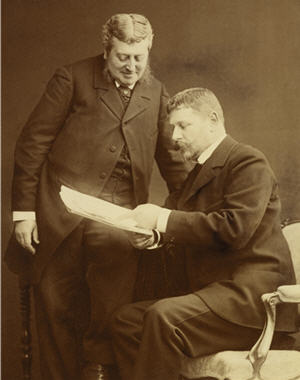
Demange und Labori, die beiden Verteidiger von Dreyfus

Zum Revisionsprozess fanden sich zahlreiche Dreyfusarden und Anti-Dreyfusarden sowie viele Journalisten der nationalen und internationalen Presse in Rennes ein. Der frühere Kriegsminister General Auguste Mercier trat wiederum als Belastungszeuge auf, während der ehemalige Staatspräsident Jean Casimir-Perier für Dreyfus aussagte.
Lucie Dreyfus hatte eine Unterkunft in der Nähe des Militärgefängnisses gefunden, und obwohl sie jegliche Aufmerksamkeit zu vermeiden suchte, versammelten sich Ruth Harris zufolge bei ihrer Ankunft dort 300 Menschen. Die seit der Verhaftung ihres Mannes stets Trauerkleidung tragende Lucie Dreyfus war trotz ihres Bemühens, im Hintergrund zu bleiben, eine der Öffentlichkeit wohlbekannte Figur. In der Dreyfus-freundlichen Presse war sie zum Sinnbild einer aufopfernden und loyalen Ehefrau geworden. Die nun physische Präsenz Alfred Dreyfus’, der den meisten bislang nur eine Abstraktion gewesen war, verlangte laut Ruth Harris allen Anwesenden eine emotionale Anpassung ab. Dabei spielte keine Rolle, ob sie Dreyfus bislang als Märtyrer verehrt oder als „Judas“ geschmäht hatten.
Der rechte Romancier, Journalist und Politiker Maurice Barrès, ein überzeugter Anti-Dreyfusard, zeigte sich tief schockiert, als er Dreyfus während des Prozesses erstmals leibhaftig sah:

„Wie jung er mir zunächst erschien, dieser arme kleine Mann, der beladen mit so vielem über ihn Gesagtes und Geschriebenes, mit ungeheuer schnellem Schritten nach vorne kam. In dem Moment fühlten wir alle nichts außer dieser schmalen Welle Schmerz, die den Raum betrat. Ein elender Fetzen Mensch, den man ins grelle Licht zerrte.“

Gekleidet in seine alte Uniform, die mit Watte ausgestopft war, um seinen ausgezehrten Körper zu verbergen, auf skelettdünnen Beinen, die ihn kaum tragen konnten, und mit seiner monotonen, metallisch klanglosen Stimme passte er nicht ins Bild des tragischen Helden vieler Dreyfusarden. Léon Blum bezeichnete Dreyfus als einen ernsthaften, bescheidenen Mann, der nichts Heldisches hatte außer einer stummen, unerschütterlichen Courage. Louis Begley verweist aber auch darauf, dass Dreyfus mit seinem starren, maskenhaft wirkenden Gesicht und seiner emotionslosen Stimme vor Gericht ein wenig einnehmender Angeklagter war.
Seine Anwälte Demange und Labori waren sich in ihrer Prozessführung nicht einig. Während des Gerichtsprozesses unterliefen ihnen einige Fehler. Obwohl schon vom Obersten Berufungsgericht geklärt war, dass Dreyfus den Landesverrat nie gestanden hatte und die Panizzardi-Briefe keine Beweiskraft hatten, nahmen die beiden Anwälte es beispielsweise hin, dass die Anklage diese Beweise dem Militärgericht erneut vorlegte.

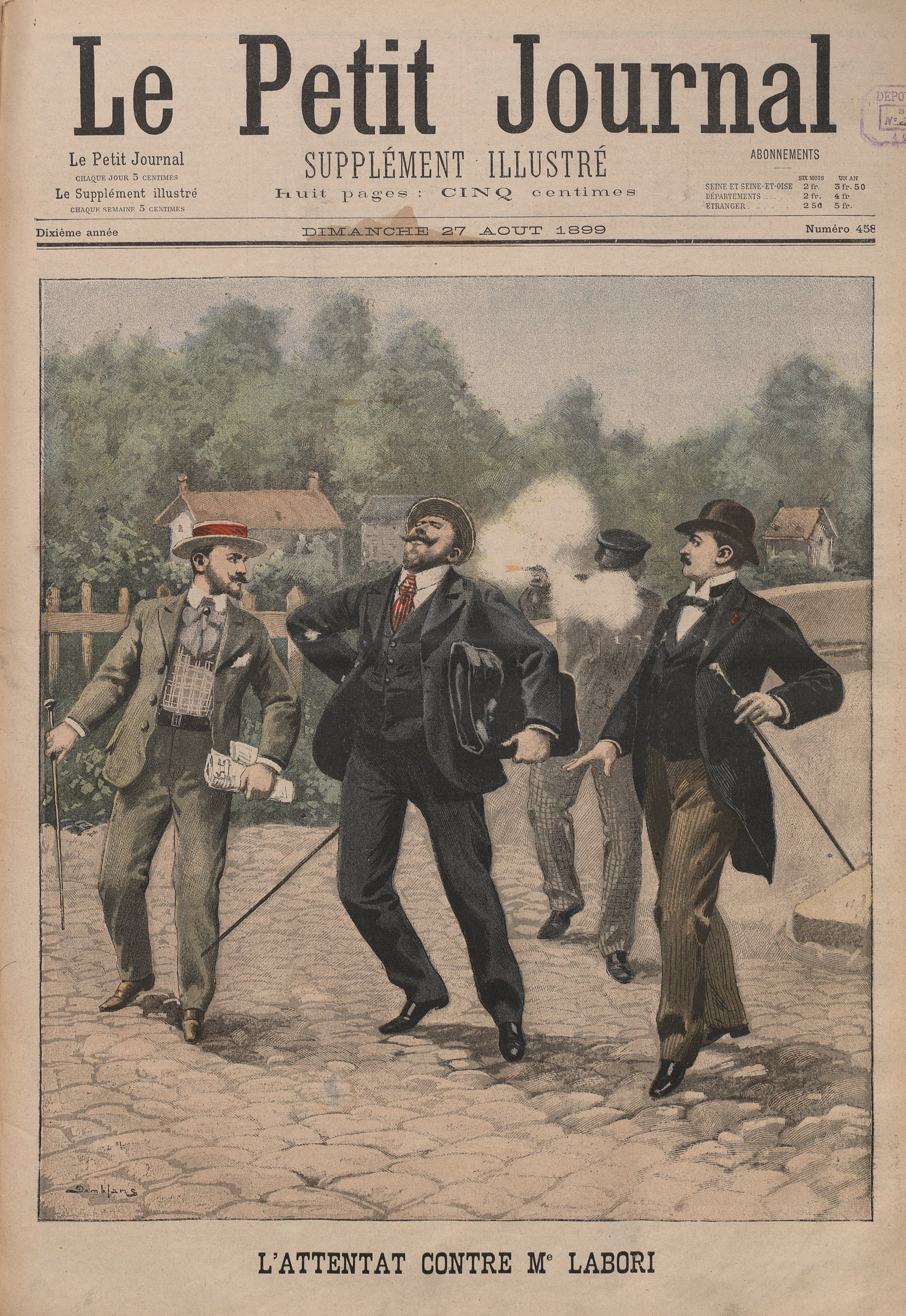
Attentat auf Labori

Während des Prozesses kam es außerdem zu einem Attentat auf Labori. Er wurde am 14. August in Rennes auf offener Straße in den Rücken geschossen, der Attentäter nie gefasst. Der Anwalt war in der Lage, nach einer Woche wieder seine Verteidigung aufzunehmen, das Attentat verunsicherte ihn jedoch nachhaltig, schreibt Ruth Harris. Das größte Problem für die Verteidigung war, dass es sich bei den Richtern um Offiziere handelte, die dem Einfluss und dem Druck der obersten Leitung der Armee ausgesetzt waren. Sie sollten, so Begley, Dreyfus erneut verurteilen.
Am 9. September 1899 wurde Dreyfus mit fünf zu zwei Richterstimmen ein zweites Mal des Landesverrats schuldig gesprochen. Allerdings wurden mildernde Umstände berücksichtigt und sein Strafmaß auf zehn Jahre verkürzt.

### Begnadigung und Auseinandersetzung der Unterstützer

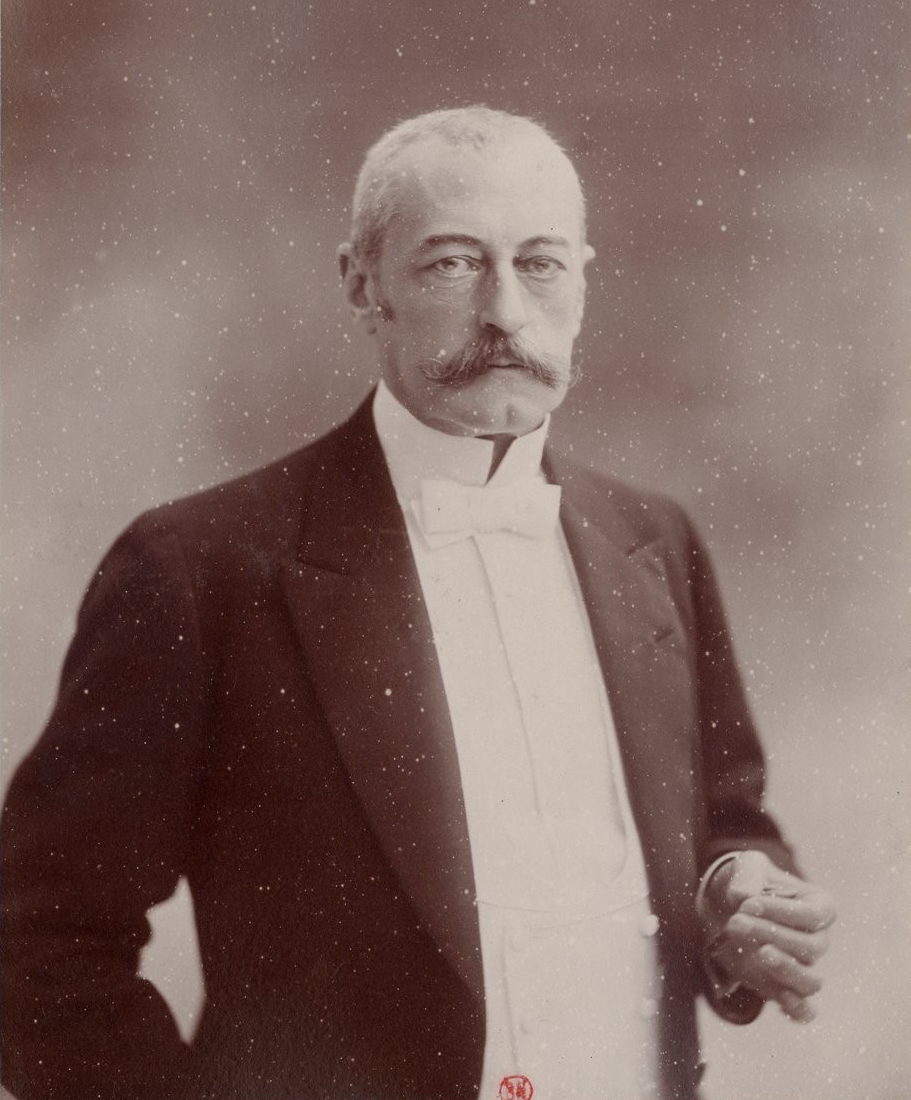
Pierre Waldeck-Rousseau

Mathieu Dreyfus war davon überzeugt, dass sein Bruder im Gefängnis keine weiteren sechs Monate überleben würde. Er wandte sich an Joseph Reinach, der als Lösung nur eine Begnadigung sah. Reinach sprach darüber mit seinem Freund, dem neuen Premierminister Pierre Waldeck-Rousseau, und traf sowohl bei dem fortschrittlichen gemäßigten Republikaner als auch bei dem neuen Kriegsminister Garcon de Galliffet auf Entgegenkommen. Beide Politiker hielten eine Begnadigung für dringend geboten. Es gab dabei allerdings eine rechtliche und eine politische Hürde.
Die rechtliche Hürde resultierte aus Demanges Einspruch, mit dem er verhindert hatte, dass das Urteil von Rennes rechtskräftig wurde. Laut Gesetz konnte eine Strafe aber nur nach einem rechtskräftigen Urteil erlassen werden. Alfred Dreyfus musste daher seinen Einspruch zurücknehmen, was ein Teil der französischen Öffentlichkeit als ein Hinnehmen der Verurteilung interpretieren würde. Das Kabinettsmitglied Alexandre Millerand drängte zu diesem Schritt, weil der engagierte Dreyfusard den Einspruch für riskant hielt: Sofern die Überprüfungskommission des Obersten Berufungsgerichts einen Formfehler bei der Prozessführung fände, würde Dreyfus erneut vor ein Militärgericht gestellt. Damit war die Gefahr eines neuerlichen Schuldspruchs hoch, und die Möglichkeit bestand, dass dieses Militärgericht weniger milde urteilen würde. Reinach, Jaurès und schließlich widerstrebend auch Georges Clemenceau rieten deswegen Mathieu Dreyfus dazu, seinem Bruder die Rücknahme des Einspruchs nahezulegen. Alfred Dreyfus folgte diesem Rat.
Staatspräsident Émile Loubet, der sich in der Affäre bisher neutral verhalten hatte, weigerte sich allerdings zunächst, eine Begnadigung zu unterzeichnen, da diese auch als Kritik an der Armee und dem Militärgerichtsverfahren verstanden werden könnte. Kriegsminister Galliffet schlug Loubet schließlich vor, die Begnadigung als einen Akt der Menschlichkeit darzustellen und bei der Begründung des Dekrets auf den besorgniserregenden Gesundheitszustand von Dreyfus zu verweisen. Am 19. September 1899 wurde Dreyfus schließlich begnadigt.
Die Rücknahme des Einspruchs und die anschließende Begnadigung führte letztlich zu einer Spaltung innerhalb der Dreyfusarden. Viele hatten persönliche Opfer gebracht, da sie wegen ihres Einsatzes für eine Rehabilitierung Dreyfus’ beruflich und sozial benachteiligt worden waren, argumentiert Begley.
Bei ihrem Einsatz war es nicht nur um die Person Dreyfus, sondern auch um grundlegende Fragen des Rechtsverständnisses und der Rolle der Armee im Staat gegangen. Aus dieser rein rechtsstaatlichen Sicht war ein Einspruch gegen das Urteil von Rennes eine zwingende Notwendigkeit. Zwei Maßnahmen von Waldeck-Rousseau und Galliffet verschärften die Spaltung innerhalb der Dreyfusarden noch. Beide Politiker waren von Dreyfus’ Unschuld überzeugt, ihnen war aber wesentlich daran gelegen, die Affäre in einer für die Armee gesichtswahrenden Form zu beenden. Galliffet gab dazu zwei Tage nach der Begnadigung einen Tagesbefehl aus, der in jeder Kompanie verlesen wurde. Dort hieß es:

„Der Fall ist abgeschlossen. Die Militärrichter haben, begleitet vom Respekt aller, ihren Schuldspruch vollkommen unabhängig gefällt. Wir verneigen uns ohne jede Einschränkung vor ihrer Entscheidung. Wir verneigen uns auch vor dem tiefen Mitgefühl, das den Präsidenten der Republik geleitet hat.“

Am 19. November 1899 legte Waldeck-Rousseau dem Senat ein Amnestiegesetz vor, unter das alle im Zusammenhang mit der Affäre begangenen Straftaten fallen sollten. Ausgenommen davon war lediglich das Verbrechen, für das Dreyfus in Rennes verurteilt worden war. Damit blieb ihm die Möglichkeit, durch ein Revisionsverfahren eine vollständige Rehabilitation zu erreichen. Das Amnestiegesetz, das im Dezember 1900 in Kraft trat, beendete viele schwebende Verfahren wie beispielsweise die gegen Picquart und Zola. Es verhinderte aber auch ein gerichtliches Vorgehen gegen Personen wie Mercier, Boisdeffre, Gonse und du Paty, die in die Intrige verstrickt waren. Zu denen, die scharf gegen dieses Amnestiegesetz protestierten, zählten unter anderen Alfred Dreyfus und Major Picquart. Dreyfus war darauf angewiesen, dem Obersten Berufungsgericht neue Fakten vorzulegen, damit dieses die Gültigkeit des Urteils von Rennes überprüfen konnte. Es war wahrscheinlich, dass Prozesse gegen in die Intrige verwickelte Akteure diese Beweise liefern würden.
Picquart war es im Fall Dreyfus immer um Fragen der Rechtsstaatlichkeit gegangen. Dafür hatte er Amtsverlust und Inhaftierung hingenommen. Er war schließlich aus der Armee entlassen worden. Während das Amnestiegesetz diskutiert wurde, hatte Picquart Berufung gegen seine Entlassung eingelegt. Die Erfolgschancen waren hoch. Als Reaktion auf das Amnestiegesetz zog Picquart seine Berufung zurück und erklärte, er nehme von einer Regierung, die es nicht wage, Verbrecher in hohen Positionen vor Gericht zu stellen, nichts an.

### Rehabilitierung

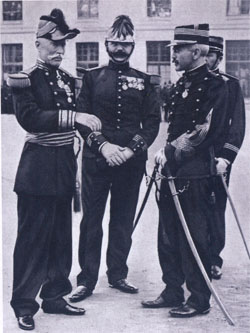
Alfred Dreyfus (Dritter von links) 1906 nach seiner feierlichen Ernennung zum Ritter der Ehrenlegion

Von 1900 bis 1902 spielte die Dreyfus-Affäre in der öffentlichen Diskussion nur noch eine untergeordnete Rolle. Dazu trug bei, dass Waldeck-Rousseau unter anderem den katholischen Orden der Assumptionisten in Frankreich auflösen ließ, der durch seine Zeitung La croix (Das Kreuz) zu den entschiedensten antisemitischen Stimmen während der Dreyfus-Affäre gehört hatte. Arendt bemängelt, dass sich gegen dieses Verbot nur ein einziger unter den Dreyfusards ausgesprochen habe, nämlich Bernard Lazare.
Im Frühjahr 1902 führte Waldeck-Rousseau den Linksblock bei den Wahlen zur Nationalversammlung erneut zum Sieg, trat aber kurz danach wegen einer schweren Erkrankung von allen politischen Ämtern zurück. Am 7. Juni folgte ihm Émile Combes im Amt als Premierminister nach, neuer Kriegsminister wurde Louis André. Beide waren entschiedene Gegner des Klerikalismus und kämpften für die republikanischen Ideale. Die Brüder Dreyfus, Jaurès, Trarieux, Clemenceau und die Anwälte von Dreyfus kamen zu dem Schluss, dass unter dieser Regierung ihre Chance hoch war, mit einem Revisionsverfahren die Affäre Dreyfus wirklich zu beenden.
Der Auftakt zum Revisionsverfahren war erneut eine Rede Jaurès’ vor der Abgeordnetenkammer, in der er noch einmal den Beweis für Dreyfus’ Unschuld führte und eine Untersuchung der Fälschungen des Generalstabs forderte. Während der Sitzung kam es laut Begley zu turbulenten Szenen. Abgeordnete brüllten sich gegenseitig nieder und attackierten einander verbal. Die mit den Wahlen des Jahres 1902 erreichte Verschiebung der Kräfteverhältnisse in der Abgeordnetenkammer zugunsten des republikanischen Blocks führte dazu, dass der Antrag Jaurès’, eine erneute Untersuchung durch General André zu veranlassen, eine parlamentarische Mehrheit fand.
In Andrés Auftrag untersuchten sein Adjutant und der Chefanwalt des Ministeriums die Masse der Akten, die für das Verfahren in Rennes zusammengestellt worden waren. Dabei entdeckten sie, dass das seit 1894 auf mehr als 1.000 Dokumente (Martin P. Johnson, 1999) erweiterte Dossier neben dem faux Henry noch mehrere weitere fingierte Beweise enthielt. Die Ermittlungsakte wurde im November 1903 auf Beschluss des Kabinetts dem Justizminister übergeben; gleichzeitig gab man Alfred Dreyfus zu verstehen, dass ein Antrag auf gerichtliche Prüfung erfolgversprechend sei. Das anschließende Verfahren vor dem Obersten Berufungsgericht zog sich quälend lange hin; ein Urteil fiel schließlich am 11. Juli 1906. Das zivile Gericht hob das Militärurteil von Rennes einstimmig auf und entschied mit 31 zu 18 Stimmen gegen eine Rückverweisung an ein anderes Gericht. Begründet wurde dies damit, dass keinerlei strafbare Handlung des Angeklagten vorlag, die in einem erneuten Gerichtsprozess zur Verurteilung führen könnte. Dreyfus war damit eindeutig und unwiderruflich für unschuldig erklärt. Das Gericht legte fest, dass das Urteil in der staatlichen Tageszeitung Journal officiel de la République française sowie in 55 weiteren von Dreyfus auszuwählenden Zeitungen veröffentlicht werden sollte.
Am 13. Juli 1906 wurde Dreyfus zum Major und Picquart zum Brigadegeneral ernannt. Die beiden von der französischen Legislative verabschiedeten Erlasse berücksichtigten bei Picquart die Dienstjahre, die er wegen der rechtswidrigen Strafverfolgung im Gefängnis verbracht hatte, nicht aber bei Dreyfus. Am 20. Juli wurde Dreyfus mit den Insignien eines Ritters der Ehrenlegion ausgezeichnet. Am 15. Oktober desselben Jahres trat er als Major einer Artillerieeinheit im Fort Vincennes wieder den aktiven Dienst an. Seine gleichaltrigen Kameraden waren ihm in der Hierarchie der Armee allerdings übergeordnet, was für ihn nach Begleys Auffassung den Dienst so unhaltbar machte, dass er nach einem Jahr seinen Abschied von der Armee nahm.
Dreyfus hat niemals eine Entschädigung vom Staat oder von beteiligten Personen verlangt. Er legte nur Wert auf die Feststellung seiner Unschuld, schreibt Duclert in seiner Biografie 2006.

## Weiterer Werdegang der Hauptakteure
Auguste Scheurer-Kestner war 1899 an dem Tag gestorben, an dem Dreyfus begnadigt wurde. Der französische Senat ehrte ihn und den zwischenzeitlich ebenfalls verstorbenen Ludovic Trarieux im Jahre 1906 mit der Entscheidung, ihre Büsten in der Ehrengalerie des Senats aufzustellen. Émile Zola erlebte die vollständige Rehabilitierung von Alfred Dreyfus gleichfalls nicht; er starb 1902 in seiner Pariser Wohnung an einer Kohlenstoffmonoxidvergiftung auf Grund einer Verstopfung seines Kamins.
Alfred Dreyfus nahm trotz der anfänglichen Sorge von Zolas Witwe, dass es auf Grund seiner Anwesenheit zu Ausschreitungen kommen würde, gemeinsam mit seinem Bruder an der Beerdigung teil und gehörte in der Nacht davor zu den Personen, die an Zolas Sarg die Totenwache hielten. Dreyfus, seine Frau Lucie und sein Bruder Mathieu waren auch anwesend, als am 4. Juni 1908 Zolas sterbliche Überreste feierlich in das Panthéon überführt wurden. Während der Feierlichkeiten verübte der extrem rechte Journalist Louis-Anthelme Grégori ein Attentat auf Dreyfus. Die zwei Kugeln, die Grégori abfeuerte, streiften Dreyfus allerdings nur leicht am Arm. Er handelte im Auftrag der Action française, um die Zeremonie zu stören. Damit wollte er laut Duclert beide „Verräter“ Zola und Dreyfus treffen. Ruth Harris bezeichnet den anschließenden Freispruch Grégoris durch ein Pariser Gericht als Indiz dafür, wie stark die Dreyfus-Affäre nach wie vor die französische Gesellschaft prägte.
Der 1899 unehrenhaft aus der französischen Armee entlassene Ferdinand Walsin-Esterházy verbrachte den Rest seines Lebens im englischen Exil. Über lange Jahre verarmt, klagte er, dass Juden seine Existenz zerstört und die Armee ihn verraten hätte. Die Forchtensteiner Linie der Familie Esterházy zahlte ihm unter anderem Geld, damit er einen anderen Namen annähme. Eine kleine Erbschaft sicherte ihm schließlich ein Auskommen, bis er unter verschiedenen Pseudonymen als Journalist Arbeit fand. Walsin-Esterházy starb 1923; er behauptete noch kurz vor seinem Tode, er habe den Bordereau im Auftrag von Jean Sandherr, dem damaligen Leiter des Nachrichtendienstes, verfasst. Du Paty, der nach der Entdeckung des faux henry zwangsweise bei halbem Gehalt pensioniert worden war, durfte 1912 zur Reserve zurückkehren und trat mit Kriegsbeginn 1914 wieder in den aktiven Dienst. Er erlag 1916 einer Kriegsverletzung. Édouard Drumont, der mit seiner Zeitung La Libre Parole zu den radikalsten Antisemiten gehörte, starb 1918 verarmt und weitgehend vergessen. Der ehemalige Kriegsminister Mercier, dessen Vorverurteilung von Dreyfus das Räderwerk an Lügen und Täuschungen in Gang gesetzt hatte, hatte bis 1920 einen Sitz im französischen Senat inne und hielt bis zu seinem Tod 1921 daran fest, rechtschaffen gehandelt zu haben.

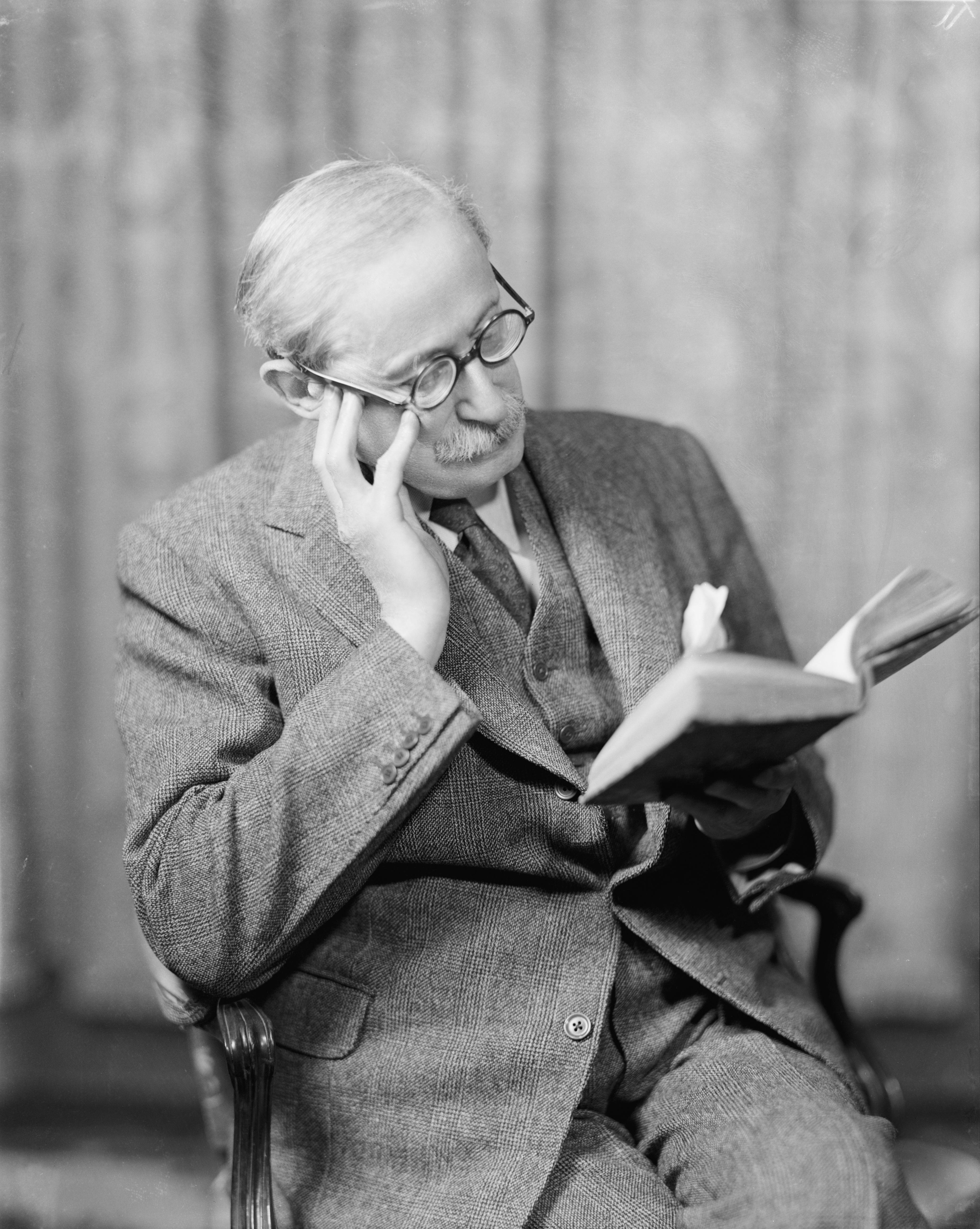
Léon Blum (vor 1945)

Von den Dreyfusarden übten viele in den Jahren nach der Rehabilitierung von Alfred Dreyfus einflussreiche politische Ämter aus. Picquart wurde noch im Jahr 1906, in dem er gemeinsam mit Dreyfus rehabilitiert worden war, im Kabinett des Dreyfusarden Georges Clemenceau Kriegsminister und übte dieses Amt bis 1909 aus. Er starb 1914 an den Folgen eines Reitunfalls. Jean Jaurès kämpfte während der Regierung Clemenceaus vehement für die Rechte der Arbeiter und war einer der entschiedensten Gegner eines zunehmenden Militarismus und des Kriegseintritts gegen das Deutsche Reich. Er wurde 1914 unmittelbar vor Kriegsbeginn ermordet. Für Léon Blum, der 1936 die Regierung des Front Populaire anführte und nach dem Zweiten Weltkrieg erneut für kurze Zeit französischer Premierminister war, war die Affäre Dreyfus das prägende politische Ereignis seiner jungen Jahre.
Alfred Dreyfus lebte nach seinem Rückzug aus der Armee weitgehend zurückgezogen. 1901 gab er den seinen beiden Kindern Pierre und Jeanne gewidmeten Erlebnisbericht Cinq années de ma vie (Fünf Jahre meines Lebens) heraus, der die Zeitspanne vom Tage seiner Verhaftung bis zu seiner Freilassung aus dem Militärgefängnis von Rennes umfasst. Darin ist die bittere Enttäuschung seines auch während der Isolationshaft festen Vertrauens herauszulesen, dass seine Vorgesetzten alles daran setzen würden, seine Verurteilung aufzuklären. Er schreibt auch über seine Bewunderung für alle, die sich für ihn eingesetzt hatten.
Zu Beginn des Ersten Weltkriegs kehrte der 55-Jährige in den aktiven Dienst der Armee zurück. Er diente zunächst im nördlichen Pariser Militärbezirk, wo er Verteidigungsvorrichtungen zum Schutz von Paris zu inspizieren hatte, später unweit der Front bei einem Artilleriekommando, das erst in der Nähe von Verdun und dann am Chemin des Dames stationiert war. Bei Kriegsende war er zum Oberst und zum Offizier der Ehrenlegion befördert worden.
Mathieu Dreyfus’ einziger Sohn Émile sowie Adolphe Reinach, der Sohn Joseph Reinachs, der Mathieus Tochter Marguerite geheiratet hatte, fielen beide im ersten Kriegsjahr. Alfred Dreyfus’ Sohn Pierre überlebte den Ersten Weltkrieg, in dem er als junger Offizier auf den Schlachtfeldern an der Somme und vor Verdun gekämpft hatte. Er wurde 1920 zum Hauptmann befördert und 1921 in die Ehrenlegion aufgenommen.
Alfred Dreyfus starb am 12. Juli 1935; seine Frau Lucie überlebte ihn um mehr als zehn Jahre. Während des Zweiten Weltkriegs flüchtete sie wie die meisten Angehörigen ihrer Familie in die sogenannte Zone libre und änderte ihren Namen, um der Judenverfolgung zu entgehen. Sie verbrachte die letzten Kriegsjahre versteckt in einem Nonnenkonvent und kehrte nach der Befreiung Frankreichs nach Paris zurück, wo sie wenig später starb.

## Politischer Hintergrund

### Dritte Französische Republik
Die Dritte Französische Republik bestand zu Beginn der Dreyfus-Affäre noch keine 25 Jahre. Nach der Niederlage im Deutsch-Französischen Krieg von 1870/71, der Pariser Kommune und dem Sturz Napoleons III. war zunächst die Wiedereinführung einer konstitutionellen Monarchie geplant. Nach langer Auseinandersetzung einigten sich Legitimisten und Orléanisten darauf, dem Comte de Chambord die Thronfolge anzutragen. Dieser lehnte es jedoch ab, sich auf eine noch zu verabschiedende Verfassung und die Trikolore zu verpflichten. Es kam zur Ausrufung der Republik. Mit einem einheitlichen Wahlrecht für alle Männer, einer großen Bandbreite politischer Parteien und einer sehr weitgehenden Presse- und Versammlungsfreiheit war die Dritte Französische Republik der fortschrittlichste europäische Staat. Die Republik war seit ihrer Gründung aber auch von religiösen, ökonomischen und politischen Gegensätzen gekennzeichnet.
Die noch ungefestigte Republik war immer wieder Versuchen einer Restauration der Monarchie ausgesetzt. Zu einer ihrer größeren politischen Krisen zählte der Versuch des Staatsstreichs durch General Georges Boulanger, der unter anderem von Monarchisten unterstützt wurde. Während die liberalen Kräfte im Staat die erreichte bürgerliche Demokratie wahren und die mit den Sozialisten vereinten Radikalen sie weiter ausbauen wollten, lag der Armeeführung an einer Beschneidung dieser Demokratie. Die Armee genoss in Frankreich generell große Achtung, weil sie als Garant der französischen Größe galt. In einer Republik mit häufig wechselnden Regierungen wurde die Armee mit ihrem ausgesprochenen Kastengeist jedoch zu einer zunehmend unabhängigen, mit dem Staatsganzen nur lose verknüpften Macht. Die katholische Kirche, der die meisten Franzosen angehörten, zählte ebenfalls lange zu den entschiedenen Feinden der Dritten Republik. Der hohe französische Klerus blieb bei einer strikten Ablehnung, selbst nachdem Papst Leo XIII. mit seiner Enzyklika Au milieu des sollicitudes 1892 die Republik als legitime Staatsform anerkannt hatte.
Eine Besonderheit der Dreyfus-Affäre ist die überproportional große Rolle, die Franzosen aus dem Elsass dabei spielten. Die Familie Dreyfus sowie Auguste Scheurer-Kestner, Joseph Reinach, Marie-Georges Picquart, Jean Sandherr, Emile Zurlinden und Martin Freistaetter sowie mehrere Personen, die in der Affäre eine Nebenrolle einnehmen, stammten aus dem Elsass, das 1871 an das Deutsche Reich gefallen war. Viele Elsässer waren nach 1871 in die französische Armee eingetreten, weil sie ihre Heimat zurückgewinnen wollten. Picquart und Alfred Dreyfus sind exemplarisch für Personen, die während ihrer Jugend die Niederlage Frankreichs im Krieg gegen Deutschland als tiefe Demütigung erlebt hatten und auf Grund dieses einschneidenden Ereignisses sich entschieden Frankreich verpflichtet fühlten. Bei Scheurer-Kestner und Reinach spielte für ihre Bereitschaft, Mathieu Dreyfus Gehör zu schenken, die gemeinsame Herkunft eine erhebliche Rolle. Als Elsässer waren sie gewohnt, dem Verdacht der Deutschfreundlichkeit ausgesetzt zu sein. Wer von den Elsässern zusätzlich noch Protestant war, wurde tendenziell einer besonders innigen Nähe zum protestantisch geprägten Deutschen Reich verdächtigt. Während der Dreyfus-Affäre äußerte sich das unter anderem in Reaktionen auf das Engagement von Scheurer-Kestner und auf die Prozessführung durch den Vorsitzenden der Strafkammer, Louis Loew, die beide Protestanten elsässischer Abstammung waren.

### Armee und katholische Kirche
Laut Hannah Arendt hatten die siegreichen Republikaner kaum Macht über die Armee, deren Spitze hauptsächlich aus Monarchisten aus dem alten Adel bestand. Auch als sich während des Boulangismus herausstellte, dass Armeeangehörige zu Staatsstreichen griffen, gelang es nicht, die adeligen Offiziere, die unter starkem Einfluss des Klerus standen, an die Republik zu binden. Die wenigen bürgerlichen Offiziere, die in den Generalstab aufgenommen wurden, hatten dies der Förderung von begabten Kindern des Bürgertums durch die katholische Kirche zu verdanken. Die Armee besaß weiterhin den Ruf einer Gemeinschaft von Auserwählten, die einen gemeinsamen Kastengeist pflegten. Hannah Arendt resümiert:

„Der Verzicht des Staates, die Armee zu demokratisieren und sie der Zivilgewalt untertan zu machen, hatte eine höchst merkwürdige Konsequenz: sie stellte die Armee gleichsam außerhalb der Nation.“

Der Fahnenkult und die Verachtung der parlamentarischen Republik waren nach Vincent Duclert zwei wesentliche Prinzipien der damaligen Armee. Die Republik hat ihre Armee regelmäßig gefeiert, während die Armee die Republik ignorierte.
Das Nachrichtenbüro des Generalstabs produzierte gefälschte Geheimdokumente, die seine Angehörigen selbst an die Deutschen verkauften. Die Kirche sah Arendt zufolge die Chance, in Frankreich ihre „alte politische Macht zu restaurieren“, weil dort „die Nation im Geschäftemachen unterzugehen drohte.“ In Spanien und Frankreich lag, fährt Arendt fort, die Leitung der Politik, die die Armee zu einem Staat im Staate machte, in der Hand von Jesuiten. Die hierarchische Ordnung der Kirche und der Ständestaat erschienen als Ausweg für die wachsende Kritik weiter Teile der Bevölkerung an der Republik und am Demokratismus, welche Sicherheit und Ordnung nach dieser Auffassung störten. Es war keine religiöse Erneuerungsbewegung, sondern der sogenannte „cerebrale“ Katholizismus, also Macht ohne Glaube, der seit Drumont und später Maurras die gesamte nationalistische, royalistische und antisemitische Bewegung in Frankreich prägte.
Arendt beschreibt gewaltsame Ausschreitungen in Rennes gegen Dreyfusards, die unter der Führung von Priestern standen. 300 Priester des niederen Klerus unterzeichneten das antisemitische Machwerk Monument Henry, worin dazu aufgerufen wurde, Juden zu „schinden“, beispielsweise Reinach in „kochendem Wasser“ zu töten. Unter den Unterstützern befanden sich mehr als 1000 Offiziere, darunter der frühere Kriegsminister und fanatische Antidreyfusard Mercier sowie Intellektuelle wie Paul Valéry und nationalistische jüdische Journalisten wie Arthur Meyer vom Gaulois und Gaston Polonius vom Soir. Für Jesuiten, postuliert Arendt, blieben Juden auch nach der Taufe stets Juden. Darin sieht sie einen Vorläufer der nationalsozialistischen Ahnenforschung. Sie weist darauf hin, dass unter der Gruppe „extrem chauvinistischer Juden“, die in den vom alten Adel geprägten höheren Offizierskorps aufsteigen konnte, besonders viele elsässische Juden waren, die sich für Frankreich entschieden hatten. Georges Clemenceau spitzt diese Einschätzung zur Bemerkung zu, die Dreyfus-Familie von 1894 habe aus Antisemiten bestanden. Arendt bezieht sich auf Marcel Proust, der diese Art von „Hofjuden“, zu denen die Bankiersfamilie Rothschild zählte, meisterlich charakterisiert habe. Die Aufnahme in die Pariser Salons verlief reibungslos, Konflikte gab es erst, als assimilierte Juden gleichberechtigten Zugang zur Spitze der Armee verlangten.
Arendt argumentiert:

„Hier nämlich stießen sie auf einen sehr ausgesprochenen politischen Willen, den der Jesuiten, die unmöglich dulden konnten, dass Offiziere, die Beichteinflüssen nicht zugänglich waren, Karriere machten. Hier stießen sie ferner auf einen viel unerbittlicheren Kastengeist, […] der durch Beruf und Tradition, vor allem aber durch die Unmittelbarkeit der Feindschaft gegen die Dritte Republik und den zivilen Apparat verstärkt war.“

Die Jesuiten hatten, so Arendt, den Antisemitismus sehr früh als Waffe erkannt. Nicht die Juden haben demnach den Jesuiten, sondern die Jesuiten den Juden den Kampf angesagt. Die wenigen jüdischen Offiziere seien immer wieder zum Duell aufgefordert worden, wobei Juden keine Zeugen sein durften. So fungierte Major Walsin-Esterházy als bezahlter nichtjüdischer Zeuge bei Duellen, eine Position, die vom Oberrabbiner von Frankreich gegen Geld vermittelt wurde.
Die Familie Dreyfus schätzt Arendt eher negativ ein.

„Sie hatte größte Angst vor der Öffentlichkeit und das größte Vertrauen in heimliches Antichambrieren. Sie war bestrebt, auf alle nur möglichen Weisen ihr Geld loszuwerden, und behandelte ihren wertvollsten Helfer, Bernard Lazare, wie einen bezahlten Agenten. Die Clemenceau, Zola, Picquart, Labori – um nur die aktivsten unter den Dreyfusards zu nennen – konnten schließlich ihren guten Namen nur noch dadurch retten, daß sie sich mehr oder minder öffentlich und mit mehr oder minder Skandal von dem konkreten Anlaß ihrer Bemühungen trennten.“

Dreyfus sei nur zu retten gewesen, wenn man der Komplizität eines korrupten Parlaments, der Verderbtheit einer in sich zerfallenden Gesellschaft, dem Machthunger des Klerus das jakobinische Projekt der Nation, die auf Menschenrechten basiert, und das republikanische Prinzip des öffentlichen Lebens, in welchem der Fall eines Bürgers, der Fall aller Bürger ist, entgegenhielt. „Durch die Tolerierung des Rufs ‚Tod den Juden! Frankreich den Franzosen!‘ konnte der Mob mit der Dritten Republik versöhnt werden“, fasst Arendt zusammen.

### Grundsätzlicher Wertekonflikt

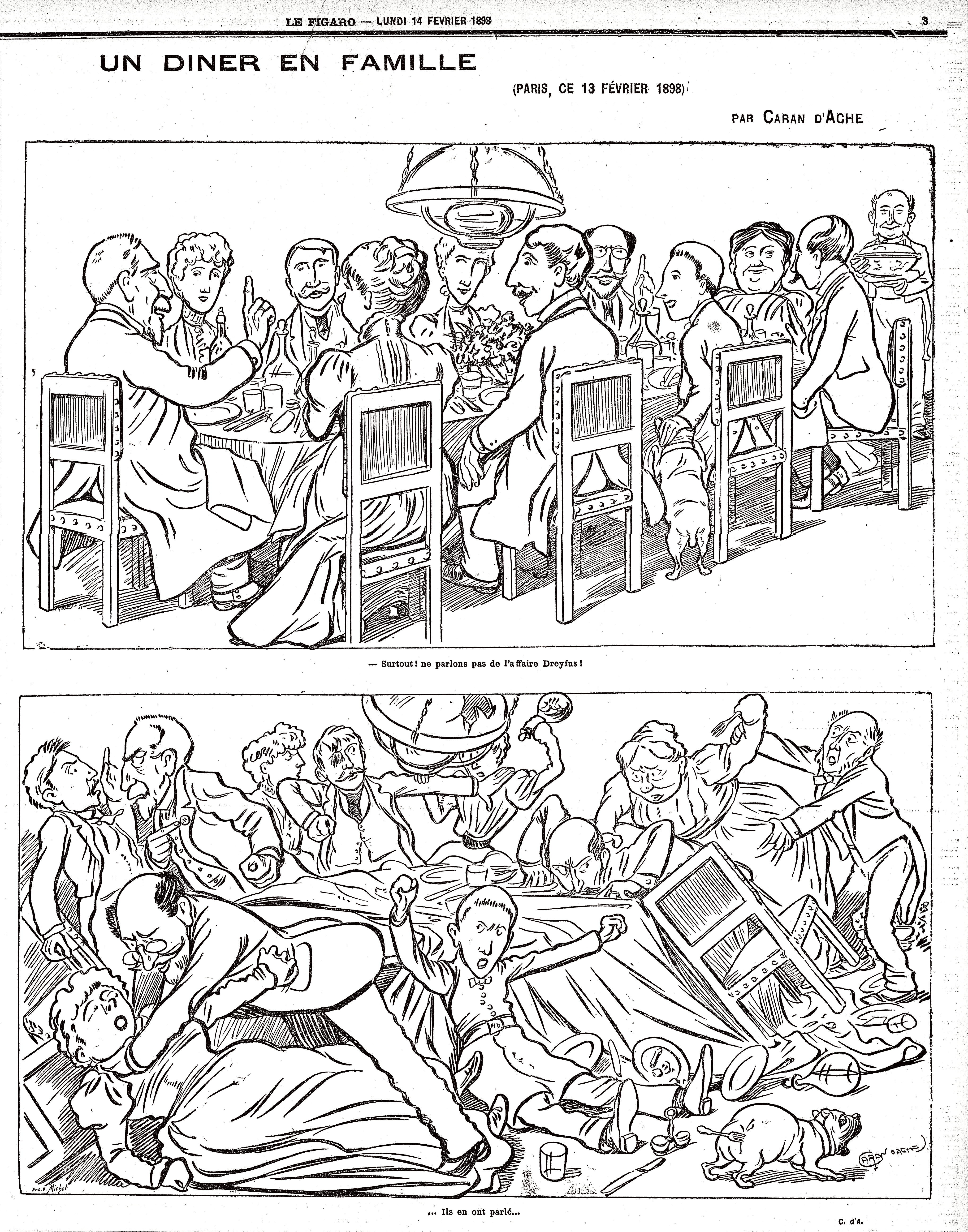
Die Karikatur Un dîner en famille von Emmanuel Poiré in Le Figaro vom 14. Februar 1898.
Oben: „Vor allem, lasst uns nicht über die Dreyfus-Affäre reden!“
Unten: „…Sie haben davon geredet…“

Der Wiederaufnahme des Prozesses gegen Alfred Dreyfus widersetzten sich zahlreiche Personen, weil sie es mit dem Ansehen des Staates und den Institutionen des Staates nicht für vereinbar hielten, ein einmal gefälltes Urteil zu widerrufen. Sie werteten dies höher als die Forderung nach Gerechtigkeit für ein einzelnes Individuum. Auf der anderen Seite standen solche, die Recht und Gesetzmäßigkeit als gemeinsames Gut aller Staatsbürger ansahen und die Ehre der Armee nicht höher werteten als die Ehre eines Einzelnen. Es waren folgerichtig unter anderen die Verteidiger von Alfred Dreyfus, die 1898 die Französische Liga zur Verteidigung der Menschen- und Bürgerrechte gründeten.
Tendenziell gehörten Franzosen mit einer konservativen, kirchentreuen, monarchistischen oder antisemitischen Grundhaltung zu den Anti-Dreyfusarden, Personen mit einer republikanischen oder sozialistischen Einstellung dagegen eher zu dem Lager, das eine Wiederaufnahme des Prozesses befürwortete. Marcel Proust hat in seinem literarischen Werk Auf der Suche nach der verlorenen Zeit jedoch auch die unerwarteten Parteinahmen beschrieben: Überzeugte Antisemiten bildeten mit Juden Allianzen, weil beide von der Unsinnigkeit der Anklage überzeugt waren, andere zählten sich zu den Anti-Dreyfusarden, weil sie sich davon gesellschaftlichen Aufstieg versprachen.

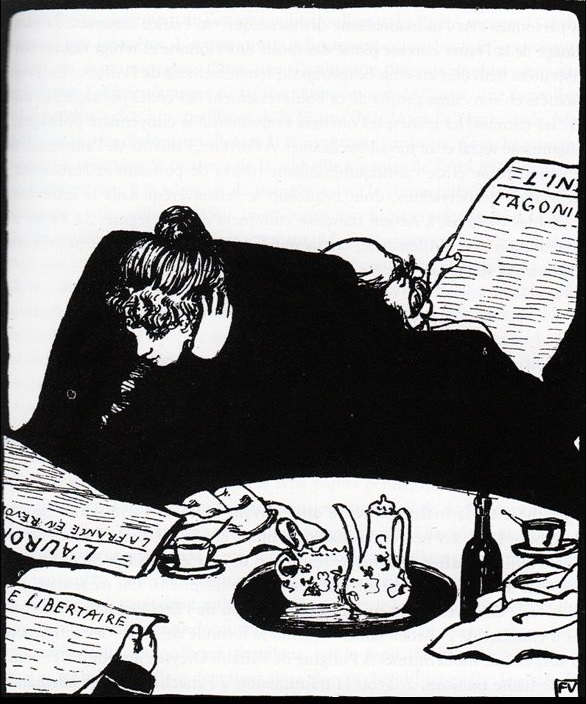
In der Familie von Félix Vallotton, in: Le Cri de Paris.

Viele verteidigten ihre jeweiligen Ansichten zur Affäre Dreyfus mit einer Leidenschaft, die zum Auseinanderbrechen alter Freundschaften und Streit in Familien führte. Eines der Beispiele für einen solchen Familienzwist ist die Familie Proust. Adrien Proust, Arzt und Staatsbeamter, weigerte sich eine Zeit lang, mit seinen Söhnen Robert und dem damals noch unbekannten Marcel zu sprechen, als diese sehr früh zu Dreyfusverteidigern wurden. Pariser Salonnièren wie Geneviève Straus, Marie-Anne de Loynes, Léontine Arman de Cavaillet oder die Marquise Arconate-Visconti führten während des Höhepunkts der Affäre Salons, in denen entweder nur Vertreter einer Meinungsrichtung verkehrten, oder sie richteten ihre gesellschaftlichen Treffen so aus, dass sich überzeugte Dreyfusarden und Anti-Dreyfusarden nicht begegnen konnten. Arendt beschreibt den Konflikt folgendermaßen: Ein ganzes Volk habe sich über die Frage, ob das „geheime Rom“ oder das „geheime Juda“ die Fäden der Welt in der Hand halte, die Köpfe zerbrochen und eingeschlagen.
Mit dem Ausgang der Affäre erwies sich Frankreich letztlich als ein in seinen Grundwerten gefestigter demokratischer Rechtsstaat, auch wenn die Rechtsverletzungen von Personen in hohen Ämtern begangen worden waren und die Lösung langwierig und nicht ohne Rückschläge war. Diesen Aspekt betonte 2006 der französische Staatspräsident Jacques Chirac in seiner Rede anlässlich des 100-jährigen Jubiläums der Rehabilitierung von Alfred Dreyfus, die er im Hof der École Militaire hielt, wo Dreyfus 1895 öffentlich degradiert worden war.
Die Affäre Dreyfus ging allerdings nicht mit einem strahlenden Sieg der Gerechtigkeit zu Ende: Die Begnadigung von Dreyfus 1899 war ein politischer Kuhhandel und ging mit einem Amnestiegesetz einher, das es unter anderem dem ehemaligen Kriegsminister Mercier erlaubte, bis kurz vor seinem Tode ein hohes politisches Amt auszuüben. Der Prozess, der 1906 mit der Rehabilitierung von Alfred Dreyfus endete, war somit nicht von einem breiten Wunsch der Öffentlichkeit getragen, ein immer noch bestehendes Unrecht auszugleichen. Er diente vielmehr als Grundlage für das Gesetz von 1906 über die vollständige Trennung von Religion und Staat in Frankreich, nachdem sich Teile der katholischen Kirche während der Dreyfus-Affäre durch ihren Antijudaismus und ihre antirepublikanische Grundhaltung kompromittiert hatten. Die Regierung mit Émile Combes an der Spitze konnte nunmehr Frankreich radikal säkularisieren und das heute noch geltende Prinzip des Laizismus etablieren. Die Armee habe, argumentiert Arendt, ihren erpresserischen Einfluss auf Regierung und Parlament verloren, als ihr Nachrichtenbüro dem Kriegsministerium, also der zivilen Verwaltung unterstellt worden sei.
Jacques Chirac erinnerte in seiner Rede auch daran, dass Dreyfus selbst bei seiner Rehabilitierung nicht die volle Gerechtigkeit widerfuhr. Die Wiederherstellung der Karriere, auf die er ein Recht hatte, wurde ihm nicht gewährt.
1985 bestellte der französische Staatspräsident François Mitterrand eine Statue von Dreyfus bei dem Bildhauer Louis Mittelberg. Sie sollte neben der École Militaire (Militärhochschule) aufgestellt werden. Der Verteidigungsminister verweigerte dies jedoch, obwohl Alfred Dreyfus 1906 vollständig rehabilitiert und wieder in die Armee aufgenommen worden war. Nunmehr steht das Denkmal am Boulevard Raspail, Nr. 116–118, am Ausgang der Metrostation Notre-Dame-des-Champs. Eine Kopie befindet sich am Eingang des Museums für jüdische Kunst und Geschichte in Paris.
Erst 1995 gab auch die Armee Dreyfus’ Unschuld öffentlich bekannt.

### Judentum in Frankreich
Seit dem Emanzipationsedikt von 1791 während der Revolution ab 1789 hatten Franzosen jüdischer Herkunft das volle Bürgerrecht. Frankreich war spätestens nach dem Ende der Revolution und der napoleonischen Ära eines der wenigen Länder, das seinen jüdischen Bürgern umfassend gleiche Rechte zugestand. Die Zahl der jüdischen Franzosen war gering, 1890 waren es weniger als 68.000 Personen, die meisten davon lebten in oder nahe Paris. In Französisch-Algerien lebten weitere 43.000 Juden. Bei einer Bevölkerungszahl von knapp 39 Millionen machten jüdische Franzosen damit weniger als 0,2 Prozent aus. Unter ihnen befanden sich einige einflussreiche Männer.
Einer der prominentesten war Alphonse de Rothschild, der wie sein Vater James de Rothschild zuvor als der bedeutendste französische Bankier galt. Nach der Niederlage im Deutsch-Französischen Krieg 1870/71 hatten viele Franzosen die Verantwortung dafür auf die Juden projiziert. Rothschild hatte sich damals von der Republik ab- und dem Monarchismus zugewandt. Neu war dabei laut Arendt, „daß sich eine jüdische Finanzmacht gegen die augenblickliche Regierung stellte.“ Von geringerer Bedeutung waren die jüdischen Bankiersfamilien Camondo mit Isaac de Camondo und Nissim de Camondo, Cahen d’Anvers, Pereire und der jeweilige französische Zweig der Adelsgeschlechter Königswarter, Reinach, D’Almeida, Bamberger und Menasce. Die alten renommierten jüdischen Bankhäuser zogen sich vorerst, schrieb Arendt, aus der Politik zurück und träumten in den Salons von Staatsstreichen – von den guten alten monarchistischen Zeiten, als ihre Dienste noch wertvoll für die Herrscher waren. Daher übernahmen jüdische Neureiche Teile des Finanzmarkts. Es waren Arendt zufolge abenteuerlustige, auf Gewinn erpichte Personen, die nicht genuine Franzosen waren. Die neuen republikanischen Politiker waren großenteils arm und der Korruption gegenüber offen: Handel mit Orden und Stimmenkauf waren an der Tagesordnung. Vermittler waren wiederum, schrieb Arendt, die Juden.
Arendts Urteil fiel scharf aus:

„Für die Juden führten sie [die Korruptionsgeschäfte] nicht mal mehr zu dauerhaftem Reichtum; hier waren sie in der Tat nichts als die Parasiten einer unabhängig von ihnen entstandenen Korruption […]. Da sie Juden waren, konnte man sie jederzeit einer empörten Menge zur Beute hinwerfen […].“

Die Antisemiten haben demnach die Lüge verbreitet, das Parasitentum der Juden sei die eigentliche Ursache der Auflösung der Dritten Republik gewesen. Die zeitgenössischen Juden hingegen „spielten die Rolle der verfolgten Unschuld.“ Parlament und Senat dienten nach Arendt nur noch der gesellschaftlichen Karriere und der individuellen Bereicherung ihrer Angehörigen. Die französische Intelligenz wurde nihilistisch, die Studenten reaktionär. Während die Juden im zweiten Kaiserreich noch eine Gruppe außerhalb der Gesellschaft gewesen seien, habe die Zersetzung des einheitlichen Judentums mit der Dritten Republik begonnen. Da die Juden über Geldmittel verfügten, hatten sie auch Macht, die sie in die politischen Lager einbrachten, ohne in diesen aufzugehen.
Von den 260 Mitgliedern des Institut de France hatten sieben einen jüdischen Hintergrund. Juden waren auch überproportional häufig Staatsbeamte, Wissenschaftler oder Künstler. Der französischen Armee gehörten Begley zufolge in den 1890er Jahren etwa 300 jüdische Offiziere an, davon waren fünf Generäle. Im Vergleich dazu hatten Juden in der Doppelmonarchie Österreich-Ungarn uneingeschränkte Bürgerrechte erst 1867 erhalten, blieben jedoch auch danach vom Staatsdienst ausgeschlossen. Bei den wenigen österreich-ungarischen Berufsoffizieren jüdischer Herkunft hing die berufliche Karriere davon ab, ob sie zum Christentum konvertierten. In Deutschland hatten Juden 1871 uneingeschränkte bürgerliche Rechte erhalten; deutsch-jüdische Berufsoffiziere gab es auch um die Wende zum 20. Jahrhundert noch nicht.
Die Verhaftung, Verurteilung und Degradierung von Alfred Dreyfus war nach Ruth Harris für viele französische Juden ein Moment von intensivem Schamgefühl. Bernhard Lazare und Joseph Reinach, die zu den frühesten Dreyfus-Unterstützern zählten, waren bekannte französische Juden; Mathieu Dreyfus fand jedoch wenig Unterstützung bei ihnen. Léon Blum schrieb in seinen Erinnerungen, die Mehrzahl sei den Anfängen der Kampagne für eine Wiederaufnahme des Verfahrens mit großer Vorsicht und viel Misstrauen begegnet. Dabei spielte „die Achtung vor der Armee, das Vertrauen in ihre Führung und ein Widerstreben, diese Männer als parteiisch oder fehlbar anzusehen“, eine Rolle. Sie hielten sich zurück, weil sie es überwiegend ablehnten, dass man „ihre Haltung auf die Solidarität der gemeinsamen Abstammung zurückführe“. Insbesondere diejenigen, die derselben Gesellschaftsschicht wie Alfred Dreyfus angehörten, waren zu Beginn der Affäre noch der Überzeugung, dass dem wachsenden Antisemitismus durch bedingungslose Neutralität am besten zu begegnen sei.
Arendt schrieb, die Affäre habe gezeigt, dass in jedem jüdischen Baron, Multimillionär oder Nationalisten „noch ein Stück von jenem Paria steckte, für welchen die Menschenrechte nicht existieren, den die Gesellschaft außerhalb des Gesetzes zu sehen wünschte.“ Vor der Dreyfus-Affäre befanden sich die Juden, schreibt Arendt, im Prozess der „atomisierenden Assimilation“ mit der Folge einer Entpolitisierung, so dass die Diskriminierung für diese emanzipierten Juden schwer einzusehen war. Sie hätten sich von den armen „Ostjuden“ distanziert, so wie die nichtjüdische Gesellschaft von ihnen. Diese Juden hätten nicht verstanden, dass in der Affäre mehr auf dem Spiel stand als ihre gesellschaftliche Position. Dies sei der Grund gewesen, warum es unter den französischen Juden so wenige Dreyfus-Unterstützer gab.
Hannah Arendt rollt die Bedeutung der Juden in Frankreich anhand der Panama-Affäre auf. Die Finanzierung des Kanals durch Staatsanleihen habe 500.000 Mittelständlern ihre Existenzgrundlage entzogen. Um die Affäre zu vertuschen und die nötigen Gelder aufzubringen, wurden Teile der Presse, des Parlaments und des höheren Beamtentums bestochen. Die Juden gehörten weder zu den Geldgebern der Compagnie, die den Kanal baute, noch zu den Korrumpierten. Sie dienten aber als gut bezahlte Mittelsmänner zwischen beiden Seiten. Jacques Reinach, der zeitweise als Finanzberater der Regierung fungierte, war nach dieser Lesart für den rechten Flügel der bürgerlichen Parteien, die sogenannten Opportunisten, und Cornelius Herz für die radikalen antiklerikalen Kleinbürger zuständig. Beide hatten zahlreiche jüdische Geschäftsleute als Mitwirkende. Reinachs Beteiligung an den Betrügereien wurde bekannt. Bevor er Selbstmord beging, übergab er den Antisemiten von La libre Parole’ (Das freie Wort) eine Liste mit allen Juden, die an den Bestechungen beteiligt waren, ein Umstand, der den öffentlichen Antisemitismus ungemein bestärkte. Druments Blatt La libre Parole wurde in kürzester Zeit zu einer der größten Zeitungen Frankreichs. Kern der Vorwürfe war, dass Parlamentarier und Staatsbeamte zu Geschäftsleuten geworden waren und die Vermittlung zwischen der privaten Compagnie und dem Staatsapparat fast ausschließlich in den Händen von Juden gelegen habe.
Noch 1955 konstatierte Arendt: In der Pétain-Zeit sei von der Dreyfus-Affäre der Hass auf die Juden geblieben und mehr noch die Verachtung großer Teile des Volkes für die Republik, das Parlament, den gesamten Staatsapparat, was mit dem Einfluss der Juden und der Macht der Banken identifiziert wurde.

### Antisemitismus

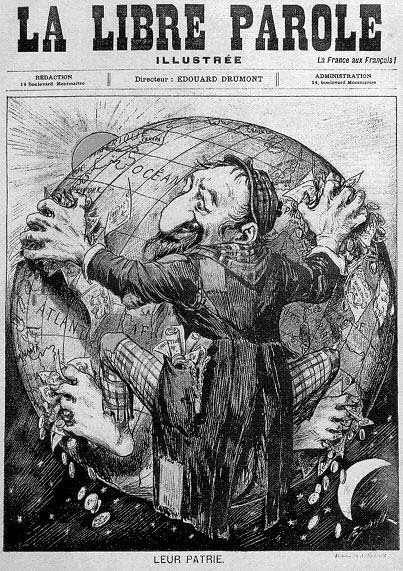
Antisemitische Karikatur des La Libre Parole aus dem Jahre 1893

Die Dreyfus-Affäre wird häufig als der Höhepunkt des Antisemitismus im Frankreich des 19. Jahrhunderts bezeichnet. Er wandte sich nicht mehr gegen das Judentum als Religion, sondern war rassistisch geprägt, ähnlich dem Berliner Antisemitismusstreit ab dem Jahr 1879. Nach Ansicht der Historiker Eckhardt Fuchs und Günther Fuchs zeigte sich diese Form des Antisemitismus in Frankreich erstmals in den 1880er Jahren, als konservative Kräfte aller Schattierungen begannen, sich in ihrem Kampf gegen die Republik des Antisemitismus zu bedienen. „Gegnerschaft, Angst vor und Zweifel an der gegebenen Realität des Kapitalismus, der Demokratie, der Wissenschaft und der Kultur“ ließen Teile der Gesellschaft den Juden als Ursache aller Misere sehen. Der Zusammenbruch der in katholischem Besitz befindlichen Banque Union Générale im Jahr 1882 war wesentlich an der Entstehung dieser modernen antisemitischen Ideologie beteiligt. 1878 gegründet, um katholischen Familien und Institutionen eine Bank zu bieten, die weder in protestantischer noch jüdischer Hand war, war sie vier Jahre später auf Grund von Fehlwirtschaft zahlungsunfähig. Tausende von Kleinanlegern verloren bei dieser Insolvenz ihr Geld. In weiten Teilen der Presse kursierten danach erfundene Berichte, dass jüdische Bankiers für den Bankrott dieser Bank gesorgt hätten. Wesentlich beteiligt an diesen Gerüchten war die vom Assumptionisten-Orden herausgegebene katholische Tageszeitung La Croix (Das Kreuz).
1886 erschien Édouard Drumonts Buch La France Juive (Das jüdische Frankreich). Drumont behauptete, Frankreich sei fest in der Hand von Juden, die auf Kosten der kleinen Leute ihre Geschäfte betrieben. Das Buch wurde insgesamt mehr als 200 Mal neu aufgelegt und zählte im Frankreich des 19. Jahrhunderts zu den meistgelesenen politischen Schriften. Obwohl General Boulanger kein Antisemit war, zählt auch der Boulangismus zu den politischen Bewegungen, die das wirtschaftliche Elend der Arbeiterklasse jüdischen Geldverleihern und Kaufleuten anlastete. Der Panamaskandal zu Beginn der 1890er Jahre, an dem auch einige jüdische Finanziers beteiligt waren, leistete dem Antisemitismus weiteren Vorschub. Drumont hatte bereits 1893 in seiner Zeitung scharf protestiert, als Alfred Dreyfus als erster französisch-jüdischer Offizier in den Generalstab aufgenommen worden war. Als im Oktober 1894 an die Presse durchsickerte, dass dieser Offizier des Landesverrats verdächtigt wurde, fanden viele die gegen Juden gerichteten Anschuldigungen bestätigt. Die Affäre Dreyfus nahm für die antisemitische Bewegung in Frankreich eine so große Bedeutung an, dass eine Korrektur nicht mehr möglich erschien, als die Haltlosigkeit der Vorwürfe offensichtlich wurde. Dies äußerte sich unter anderem in immer neuen Verschwörungstheorien, die die antisemitische Presse verbreitete.
Eine antisemitische Gesinnung allein war jedoch nicht ausschlaggebend, ob jemand zu den Anti-Dreyfusarden zählte. Auch unter den Personen, die sich für die Rehabilitierung von Alfred Dreyfus einsetzten, gab es mehrere, die antisemitisch geprägt waren. Zu den bekanntesten zählte Marie-Georges Picquart (1854–1914). Georges Clemenceau, auf dessen politische Karriere die Dreyfus-Affäre erheblichen Einfluss hatte, zeigte sich nach Ruth Harris von orthodoxen Juden abgestoßen. Arendt hingegen schrieb, Clemenceau habe zu den wenigen echten Freunden gehört, welche die Juden in der neueren Geschichte gehabt hätten. Man könne sie meist daran erkennen, dass sie das verstanden, was die jüdischen Notabeln und die jüdischen Parvenüs nie hätten wahrhaben wollen, dass nämlich das jüdische Volk im Ganzen zu den unterdrückten Völkern Europas gehöre.
Zahlreichen Sozialisten galten Juden als Protagonisten von Kapitalismus und Plutokratie – Antisemitismus war nicht nur im konservativ-katholischen Lager verbreitet. Jean Jaurès lehnte es anfangs ab, sich für den wohlhabenden, bürgerlichen Alfred Dreyfus zu engagieren, denn wie andere Sozialisten meinte er, die Affäre gehe ihn als Auseinandersetzung innerhalb der herrschenden Klassen nichts an. Als er seine Einstellung änderte und zum Kampf für die Gerechtigkeit aufrief, führte dies anfänglich zu einer Spaltung des sozialistischen Lagers. Die Historikerin Beate Gödde-Baumanns nannte 1995 die von Jaurès eingeleitete Kehrtwende eine der „hellen Seiten“ der Affäre Dreyfus: Die Affäre führte letztlich zu einer frühen Ächtung des Antisemitismus im sozialistischen Lager.
Die meisten Historiker gehen davon aus, dass die Verhaftung von Dreyfus kein antisemitisches Komplott war. Der Fall entwickelte jedoch schnell eine Eigendynamik, die wesentlich auf die antisemitische Presse und ihre Reaktion auf einzelne Ereignisse zurückzuführen ist. Eng verknüpft mit der Dreyfus-Affäre ist die Gründung und Etablierung der Action française 1896, einer militant katholischen, nationalistischen und monarchistischen Bewegung mit antisemitischen Zügen. Maurice Barrès war seit 1892 der Theoretiker des rechten Nationalismus, insbesondere der Action française, die 1940 während des Vichy-Regimes, an der Macht beteiligt, mit den deutschen Behörden kollaborierte und daher mitverantwortlich für die Deportation von 75.000 bis 77.000 Juden war. Sie konnte nunmehr, wie Drumont ausgedrückt hatte, den Staat reinigen (purifier). Nach der Befreiung schrieb Charles Maurras – früher bei den Anti-Dreyfusarden aktiv und im Januar 1945 als Kollaborateur verurteilt –: „C’est la revanche de Dreyfus!“ (Das ist die Rache von Dreyfus!).

### Das Volk, der Mob und das Bündnis zwischen Mob und Elite in der Dreyfus-Affäre nach Hannah Arendt
Laut Arendt setzt sich der Mob aus Deklassierten aller sozialen Klassen zusammen. Zwar war es nach ihrer Analyse den Sozialisten gelungen, die Arbeiterschaft vom Antisemitismus freizuhalten, jedoch hatte das Proletariat wenig Einfluss auf die anderen Gruppen des Volkes. Der Mob habe nach dem Plebiszit und dem starken Mann geschrien und wollte nur akklamieren oder steinigen. Die Dritte Republik hatte Arendt zufolge durch die Skandal-, Betrugs- und Bestechungsaffären den Mob selbst produziert, der in erster Linie aus deklassierten Mittelständlern bestand. Es war wiederum Clemenceau, der, nach Arendt, vor dem Mob warnte, während selbst Reinach die Volksbewegung begrüßte, deren große politische Idee der Antisemitismus gewesen sei. Auch Jesuiten und Freimaurer waren Ziele des Mobs, weil sie wie die Juden indirekten politischen Einfluss ausübten, was der Mob als Weltverschwörung überschätzte. Die Treulosigkeit des Mobs sei sprichwörtlich, hält sie fest. So musste Clemenceau feststellen, dass sich plötzlich auch auf seiner Seite Teile des Mobs sammelten.

„Gelenkt von den Jesuiten, gestützt auf den Mob, gedeckt von der antisemitischen Presse, die durch die Reinachschen Listen der im Panama-Skandal kompromittierten Parlamentarier die Möglichkeit eines Eingreifens der parlamentarischen Gewalten nahezu ausschloß, ging die Armee selbst- und siegesgewiß in den Kampf.“

Doch mit Picquart, der kein Held und kein Märtyrer war, wurde die Armee nicht fertig, argumentiert Arendt. Er sei lediglich ein guter Bürger gewesen, der das Vaterland retten wollte. Der eigentliche Held der Affäre sei Clemenceau gewesen. Erst als er täglich in der Aurore über Dreyfus schrieb und Zolas Streitschrift veröffentlicht hatte, habe ein blutiger Aufruhr der Straße begonnen, ein Versuch zu terrorisieren, einzuschüchtern und zu erpressen. Die Fäden zogen, so Arendt, der Generalstab und die Redaktion der Libre Parole, die ihrerseits Studenten, Royalisten, Abenteurer und Gangster auf die Straße brachten. Nicht nur in Paris habe es antisemitische Kundgebungen mit einem militärisch organisierten Mob gegeben, aus denen die Dreyfus-Anhänger angegriffen wurden. Jules Guérin, der Gründer der Antisemitischen Liga, „war der erste Verbrecher, in welchem die gute Gesellschaft ihren Helden feierte.“
Hier entwickelt Arendt ihre Theorie vom Bündnis zwischen Mob und Elite, die sie später auch auf die Nationalsozialisten anwendet. Barrès, Daudet und Maurras sahen demzufolge in den Untaten des Mobs die „Vitalität und ursprüngliche Kraft des Volkes.“ So begann, schreibt Arendt, die Heldenverehrung des Mobs durch die Elite und der Unterschied zwischen Volk, Mob, Nation und Rasse, Nationalgefühl und Chauvinismus sei verloren gegangen. Als der Mob die Straße eroberte, stellte sich laut Clemenceau dem niemand entgegen, auch nicht die Arbeiter, die an dem Konflikt desinteressiert gewesen seien. Erst als Jaurès umkehrte und Zola seine Stimme erhob, hätten sich die Arbeiter besonnen, gingen jedoch nicht für Gerechtigkeit und Freiheit, sondern gegen den Klerikalismus und Monarchismus auf die Straße. Auch Zola habe „unreine Töne“ in die Debatte gebracht, als er an den „pöbelhaften Aberglauben an das geheime Rom appellierte“. Er habe zum Widerstand der Bürger, die für die res publica (öffentliche Sache) eintreten wollten, gegen das Volk aufgerufen, obwohl er nach Arendt vorher das Volk „verherrlicht“ hatte. Arendt bemerkt, während der Dreyfus-Affäre habe sich die gesamte französische Politik außerhalb des Parlaments abgespielt, so dass sich auch Demokraten und Republikaner vom Mob gezwungen sahen, außerhalb des Parlaments zu agieren: in der Presse und vor Gerichtshöfen. Auf dem Höhepunkt des Skandals sei es im Wahlkampf sehr unpopulär gewesen, überhaupt von Dreyfus zu sprechen.

### Theodor Herzl und die Dreyfus-Affäre

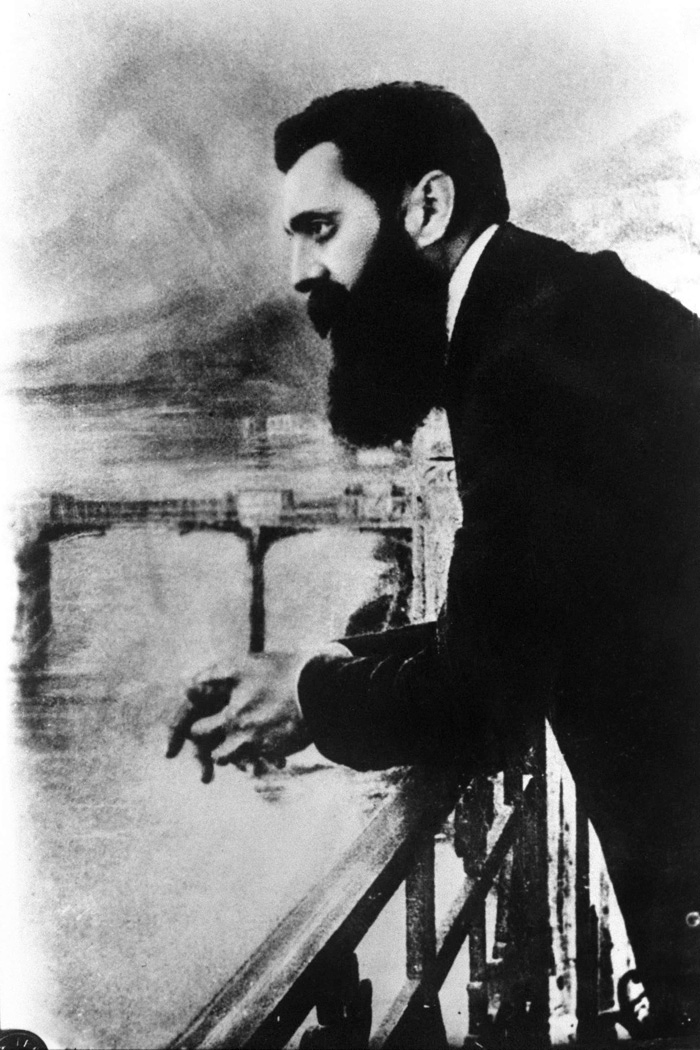
Theodor Herzl 1897 in Basel

Die Dreyfus-Affäre und der damit verbundene wachsende Antisemitismus gelten als entscheidende Gründe dafür, dass Theodor Herzl den Zionismus entwickelte. Herzl war ab Oktober 1891 als Korrespondent in Paris tätig und sofort mit antisemitischen Themen konfrontiert. Er berichtete unter anderem über das Duell zwischen Drumont und dem jüdischen Dragonerrittmeister Cremieu-Foa. Cremieu-Foa hatte von diesem Genugtuung gefordert, weil er sich durch dessen Angriffe auf jüdische Offiziere beleidigt fühlte.
Herzl war auch Zeuge der öffentlichen Degradierung von Dreyfus im Januar 1895 und hörte sowohl dessen Unschuldsbeteuerungen als auch die Zuschauerrufe, die seinen Tod und den Tod aller Juden forderten. Nach Auffassung des Historikers Julius H. Schoeps war dieses Erlebnis für Herzl von kathartischer Wirkung: Als Dreyfus vor johlenden Massen die Epauletten abgerissen und der Säbel zerbrochen wurde, war er sicher, dass die herrschenden Schichten nicht bereit waren, Juden gesellschaftlich als gleichwertig anzuerkennen. Jegliche Bemühungen um Akkulturation und Assimilation hielt er für gescheitert. Herzl begann im Frühsommer 1895, nach einem Gespräch mit dem jüdischen Philanthropen Maurice de Hirsch, mit den Vorarbeiten zu seiner programmatischen Schrift Der Judenstaat. Versuch einer modernen Lösung der Judenfrage.
Erst 1899 ergriff Herzl eindeutig für den angeklagten Dreyfus Partei. In einem in der Literaturzeitschrift North American Review veröffentlichten Artikel hielt er fest, dass ihm angesichts der antisemitischen Begleiterscheinungen des Prozesses und der Pöbeleien der Massen klar geworden sei, dass die Lösung der „Judenfrage“ in der Rückkehr zur eigenen Nation auf eigenem Grund und Boden liegt. Die zweite Verurteilung von Dreyfus kommentierte er in einem Artikel für die Welt mit den Worten:

„Es wurde […] entdeckt, dass einem Juden die Gerechtigkeit verweigert werden kann, aus keinem anderen Grunde, als weil er Jude ist. Es wurde entdeckt, dass man einen Juden quälen kann, als ob er kein Mensch wäre. Es wurde entdeckt, dass man einen Juden zu infamer Strafe verurteilen kann, obwohl er unschuldig ist.“

### Die anarchistischen Arbeiter und die Dreyfus-Affäre
Im Zusammenhang mit der Liabeuf-Affäre um den anarchistischen Arbeiter Jean-Jacques Liabeuf, der 1910, nach seiner Entlassung aus einem Gefängnis, wo er unschuldig eingesessen hatte, einen Polizisten tötete und dafür guillotiniert wurde, entstand eine hitzige öffentliche Debatte, die als „Dreyfus-Affäre der Arbeiter“ (affaire Dreyfus des ouvriers) bezeichnet wurde: Einerseits forderten rechte Kommentatoren eine stärkere militärische und polizeiliche Unterdrückung streikender Arbeiter und härtere Gerichtsurteile, andererseits wurde Liabeuf von der Arbeiterpresse als Märtyrer und Symbolfigur des Klassenkampfes dargestellt.

### Die Dreyfus-Affäre und ihre Folgen in Algerien
Die bereits nach dem Décret Crémieux ab 1870 gegen die einheimische jüdische Bevölkerung verbreitete Stimmungsmache von Seiten französischer Algerier verstärkte sich in Folge der Dreyfus-Affäre. 1896 kam es in Constantine und 1897 in Oran zu mehreren Übergriffen gegen die dortigen Juden. Es folgte die Plünderung der Synagoge von Mostaganem und nach der Veröffentlichung von J'accuse übertrugen sich die Ausschreitungen auf Algier. Treibende Kraft der antisemitischen Propaganda war Max Régis, Chefredaktor der Zeitschrift L’Antijuif algérien.

### Bedeutung der Presse

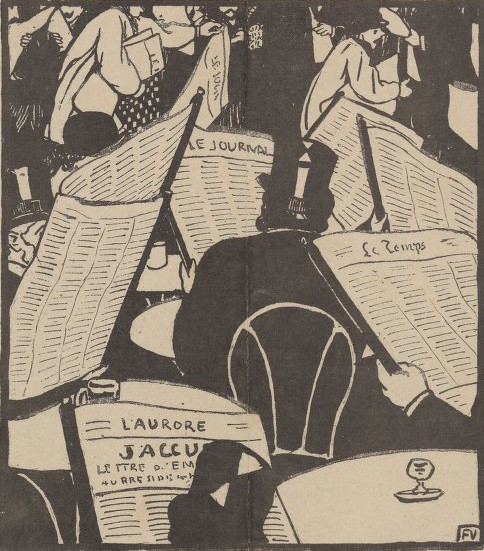
Das Jahrhundert des Papiers – Karikatur von Felix Vallotton aus dem Jahre 1898

Die Dreyfus-Affäre fällt in eine Ära, in der technische Innovationen höhere Druckauflagen ermöglichten und gleichzeitig, durch Verbesserung der Bildungsmöglichkeiten, die Zahl der Zeitungsleser zunahm. Zum ersten Mal entstand eine Boulevardpresse, der am anderen Ende des Spektrums Zeitungen wie Le Temps, Le Figaro und Le Siècle gegenüberstanden, die zu den weltweit führenden Tageszeitungen gehörten.
Während des Panamaskandals hatte sich gezeigt, dass die Meinung selbst so reputabler Zeitungen wie Le Figaro und Le Temps käuflich war. Der Skandal lieferte auch die Basis für die schnell sehr hohen Auflagen der antisemitischen La Libre Parole, die Édouard Drumont 1892 nach dem Sensationserfolg seines Buches La France juive gegründet hatte. Drumont und seine Zeitung waren während der Dreyfus-Affäre das Hauptsprachrohr der Anti-Dreyfusarden. Die offen antisemitische Zeitung La Libre Parole erreichte kurz nach ihrer Gründung Auflagen von mehr als 200.000 Exemplaren pro Tag. Le Petit Journal und La Croix sowie die politisch links stehende L’Intransigient zählten zu den weiteren antisemitischen Zeitungen mit einer breiten Leserschaft. Den Unterschied zwischen den Assumptionisten mit La Croix und den Jesuiten sieht Arendt darin, dass die katholische Zeitung La Croix die unteren und mittleren Schichten ansprach, während die Jesuiten Einfluss bei der Aristokratie und dem Generalstab hatten. Die Gemeinsamkeit sei die Judenhetze, die Haltung als Hüter der Armee und der Kampf gegen das internationale Judentum, an dem die gesamte katholische Presse beteiligt war, gewesen.
Zu den Dreyfus-freundlichen Blättern gehörte La Petite Republique, wo ab 1898 unter anderem der Sozialist Jaurès Artikel veröffentlichte. Nicht alle Zeitungen, die in der Dreyfus-Affäre die Seite des Verurteilten vertraten, zählten zu den politisch links stehenden Publikationen. Unter den Zeitungen, die bereits früh Alfred Dreyfus für unschuldig hielten, war Le Figaro, ein konservatives Blatt der katholischen Intelligenzia.
Frankreich zählte zu den Ländern mit einer ausgeprägten Pressefreiheit. Deren Grenzen waren jedoch noch nicht erprobt, sodass Herausgeber und Redakteure immer wieder die schmale Linie zwischen einer noch akzeptablen Nachricht und einer Verunglimpfung oder Verleumdung überschritten. Dazu trug auch bei, dass französische Zeitungen sich nur zu einem geringen Grad über Werbung finanzierten. Herausgeber neigten daher dazu, auch über Sensationsmeldungen hohe Auflagen zu erzielen. Personen des öffentlichen Lebens waren ständigen, zum Teil unflätigen Angriffen der Presse ausgesetzt. Der Rücktritt des französischen Staatspräsidenten Jean Casimir-Perier im Jahre 1895 wird unter anderem darauf zurückgeführt, dass er diese ständigen Angriffe auf seine Person nicht mehr ertrug. Heftige Attacken richteten Teile der Presse auch gegen Scheurer-Kestner, als er sich öffentlich von Dreyfus’ Unschuld überzeugt zeigte. Erst bezeichnete ihn in L’Intransigient als „Feigling“, „Lügner“ und „Idiot“, zwei Tage später überbot dies La Libre Parole, wo er „alter Schurke“ genannt wurde, dessen Handlung nur durch „Altersblödheit“ zu erklären sei. Die Heftigkeit dieser Anwürfe ist charakteristisch für die Leidenschaft, mit der die französische Presse in dieser Affäre agierte. Die Mehrheit der Historiker urteilt heute, dass die Presse sowohl zu Beginn der Affäre als auch am Ende die entscheidende Rolle spielte.
In den Jahren 1899 und 1900 wurde in Paris eine Plakatserie unter dem Namen Musée des horreurs (Museum des Schreckens) vertrieben, in der Dreyfus und Dreyfusards in abstoßender Manier verächtlich gemacht wurden.

### Internationale Reaktionen
Besonders stark wurden die Beziehungen zwischen Frankreich und Italien durch die Affäre belastet. Hannah Arendt beschreibt die internationalen Proteste gegen das Unrecht, das Dreyfus angetan wurde, wie folgt:

„Die Gleichheit vor dem Gesetz war noch so stark in dem Rechtsbewußtsein der zivilisierten Welt verankert, dass die Empörung über den Justizirrtum von Moskau bis New York die öffentliche Meinung erregte. […] Damals warf selbst das zaristische Rußland Frankreich Barbarei vor, und Beamte des deutschen Kaisers schlugen einen Ton der Entrüstung an, den nur sehr linksliberale Blätter in den dreißiger Jahren gegen Hitler riskiert haben.“

Der Burgfrieden, wie Arendt es ausdrückt, der die Dreyfus-Affäre durch den Umschwung des Parlaments beendete, sei auf die internationalen Boykottdrohungen der geschäftlich lukrativen Pariser Weltausstellung im Jahr 1900 zurückzuführen. Das Parlament nahm sogar einen sozialistischen Minister in die Regierung Waldeck-Rousseau auf. Clemenceau hatte sich immer gegen einen faulen Kompromiss mit Begnadigung und Amnestie gewehrt. Zola schloss sich Clemenceau an: Das Amnestiegesetz habe „auf schmutzigste Weise die Ehrenleute und die Banditen zusammen begnadigt.“ Als in Frankreich wegen der Boykottdrohungen die Stimmung wechselte, schreibt Arendt, genügte 1897 ein Interview des Papstes Leo XIII., um den klerikalen Antisemitismus international zu beenden.
Nach der Veröffentlichung von Zolas J’accuse fand die Affäre in Deutschland große Beachtung. Die Reaktionen waren gespalten. Die offizielle Stellungnahme, Deutschland habe mit Dreyfus nichts zu tun, war zwar richtig – allerdings galt das nicht für Walsin-Esterházy. Die konservativen deutschen Zeitungen nutzten die Affäre, um ihr Bild vom „kranken, vom Republikanismus bedrohten Land“ zu verbreiten. Antisemitische Blätter benutzten die Affäre zur Verstärkung ihrer Propaganda. Während die liberale Presse ein differenziertes Bild zeichnete, war für die Arbeiterpresse die Verteidigung der republikanischen Idee entscheidend. Karl Kraus, Wilhelm Liebknecht und Maximilian Harden bekannten sich als Dreyfus-Gegner; Heinrich Mann, Theodor Herzl und Max Nordau traten für ihn ein.

## Rezeption
Das große Forschungsinteresse zur Affäre Dreyfus beruht auch auf der Tatsache, dass die Archive leicht zugänglich sind. Die Verhandlungen des Kriegsgerichts 1894 sind zwar nicht mitstenografiert worden, aber es gibt Zuschauerberichte aus den verschiedenen Prozessen. Die zeitgenössische Literatur (1894–1906) beginnt mit Bernard Lazare, dem ersten Dreyfusard, der sich für die Revision des Schuldspruchs einsetzte. Trotz einiger Irrtümer gelten seine Veröffentlichungen als wichtige Quellen.
Das Werk von Joseph Reinach l’Histoire de l’affaire Dreyfus in sieben Bänden, die zwischen 1901 und 1911 herauskamen, bildete die Hauptquelle, bis ab 1960 weiterführende historische Arbeiten über den Skandal erschienen. Es enthält zahlreiche zutreffende Informationen, obwohl manche seiner Interpretationen über die Gründe, die zur Affäre geführt haben, umstritten sind. Daneben gibt es Berichte von Beteiligten wie das antisemitische Buch des Täters Major Walsin-Esterházy und Alfred Dreyfus’ autobiografischen Bericht Cinq années de ma vie (Fünf Jahre meines Lebens) aus dem Jahr 1901.
Eine Grundlage der gesamten gegen Dreyfus gerichteten Literatur war das 1909 erschienene Buch Le précis de l’affaire Dreyfus (Das Kompendium der Dreyfus-Affäre) von Henri Dutrait-Crozon, ein Pseudonym des Colonel Georges Larpent (1866–1943), angeregt vom Commandant Louis Cuignet (1857–1936). Er vertrat die – wissenschaftlich haltlose – Hypothese, ein Komplott des jüdischen Finanzkapitals hätte Walsin-Esterházy veranlasst, das Verbrechen auf sich zu nehmen.
Bernhard Schwertfeger brachte 1930 Hefte aus dem Nachlass des deutschen Militärattachés in Paris Maximilian von Schwartzkoppen heraus, die die Schuld Walsin-Esterházys untermauern und Dreyfus entlasten. Die extreme Rechte bestritt die Aussagen dieses Zeugen, während die Mehrzahl der Historiker sie für glaubhaft hält, trotz einiger Widersprüche und Ungenauigkeiten.
1935 veröffentlichte anlässlich des Todes von Alfred Dreyfus Léon Blum, der als junger Jurist und Literat die Dreyfus-Affäre miterlebt hatte und durch sie entscheidend politisiert worden war, seine Erinnerungen an die Ereignisse zwischen 1897 und 1906. Beschwörung der Schatten ist ein sehr persönlicher Bericht, bei dem Blum bewusst darauf verzichtete, Dokumente zu konsultieren. Seine Erinnerungen geben einen unmittelbaren Eindruck von der – in seinen Worten – „dramatischen Gewalt in der dreyfusistischen Leidenschaft“, die alte Freundschaften zerbrechen und neue, häufig unerwartete entstehen ließ.
Nach der Befreiung vom Nationalsozialismus erschienen einige Werke, die keine neuen Erkenntnisse enthielten.
Hannah Arendt befasste sich in ihrem politischen Hauptwerk Elemente und Ursprünge totaler Herrschaft (englisch 1951, deutsch 1955) im ersten Teil Antisemitismus ausführlich mit der Dreyfus-Affäre. Sie setzte sich dabei mit den historischen Quellen auseinander. Ihre These ist, dass „nahezu jedes größere Ereignis des 20. Jahrhunderts, von der Oktoberrevolution bis zum Ausbruch des Nationalsozialismus, im Frankreich des vorigen Jahrhunderts sich in einigen wesentlichen Konturen bereits abgezeichnet hat, um dort als kurzes, scheinbar folgenloses Spiel – als Tragödie, wie die Kommune, oder als Farce, wie die Dreyfus-Affäre – gleichsam eine Generalprobe zu absolvieren.“
Sie begründete ihr Verständnis von Mob und Elite sowie Paria und Parvenü auch aus den historischen Erfahrungen vor, während und nach der Dreyfus-Affäre in Frankreich und bezog sich dabei unter anderem auf Bernard Lazare.
Die Geschichtsschreibung hat erst ab den 1960er Jahren Wesentliches zu Reinachs Dokumentation hinzugefügt. Marcel Thomas, Archivar, Paleontograph und Chefkonservator im französischen Nationalarchiv brachte 1961 mit seinem Werk Affaire sans Dreyfus in zwei Bänden eine völlig neue Sichtweise auf die Geschichte der Affäre, indem er einen vollständigen Überblick über die gesamten Dokumente in den unterschiedlichen Archiven gab, sowohl über veröffentlichte als auch über diejenigen im Privatbesitz. Er befasste sich unter anderem mit der Rolle Walsin-Esterházys und des Nachrichtendienstes. Henri Guillemin brachte im selben Jahr sein Buch Enigme Esterházy (Das Rätsel Esterhazy) heraus.
Dem folgte 1983 eine ausführliche Beschreibung der Affäre durch den Juristen Jean-Denis Bredin, der neun Jahre später auch eine Biografie von Bernard Lazare veröffentlichte. Seitdem haben sich Historiker detailliert mit einer Reihe einzelner Aspekte dieser Affäre befasst. Dazu gehört unter anderem das Entstehen einer intellektuellen Schicht, die aktiv in politischen Fragen Position bezieht. Der Begriff „Intellektueller“ wurde erst im Verlauf der Dreyfus-Affäre gebräuchlich, allerdings überwiegend mit einer negativen Konnotation. Die Bezeichnung bezog sich zunächst auf Personen, die angeblich der eigenen Nation illoyal gegenüberstanden.
George R. Whytes Werk als Schriftsteller, Komponist und Dramatiker kreist um die Affäre. Er ist Vorsitzender der Dreyfus Society for Human Rights. Sein politisches Hauptwerk ist das mit anderen verfasste Buch The Dreyfus-Affair (2005, deutsche Ausgabe 2010). Der Historiker Andreas Fahrmeir schreibt in einer Rezension 2006, Whyte habe das beste Nachschlagewerk zur Affäre vorgelegt mit Dokumenten, Porträts der beteiligten Personen, Karten und Skizzen, schließlich Reproduktionen von Zeitungen.
Andere Untersuchungen beschäftigten sich mit der Frage, inwieweit die vorwiegend antisemitisch geprägten Teile der Anti-Dreyfusarden dem Präfaschismus zuzurechnen sind. Die hundertsten Jahrestage der Verurteilung, Begnadigung und Rehabilitierung von Alfred Dreyfus waren Anlass für zahlreiche Ausstellungen und neue Veröffentlichungen. 2006 erschien die erste Biografie Alfred Dreyfus’ Biographie d’Alfred Dreyfus, l’honneur d’un patriote (Die Ehre eines Patrioten). Das mehr als 1200 Seiten umfassende Werk stammt von Vincent Duclert, der dafür den Prix Jean-Michel Gaillard erhielt. Es folgte 2010 sein Buch L’affaire Dreyfus. Quand la justice éclaire la république (Die Dreyfus-Affäre. Wie die Justiz die Republik aufklärte). Schließlich führte Duclert eine Debatte über das Thema Dreyfus und die Linke, etwa mit Lionel Jospin. Vermittelnd zwischen der eng geführten Debatte um die kriminalistischen Details und der Grundsatzdebatte über Antisemitismus ordnet der amerikanische Sachbuchautor Brown die Dreyfus-Affäre in eine Vielzahl von „Kulturkriegen“ ein, die Kennzeichen jedes gesellschaftlichen Umbruches seien. Die Forschungsdirektorin des französischen CNRS Gisèle Sapiro erweitert die Wirkung der Affäre. Die Demontage und schwindende Akzeptanz des Militärs hätte den Verlauf der Algerien-Krise und damit die Verfassung der Fünften Republik wesentlich mitgeprägt.

### Literatur

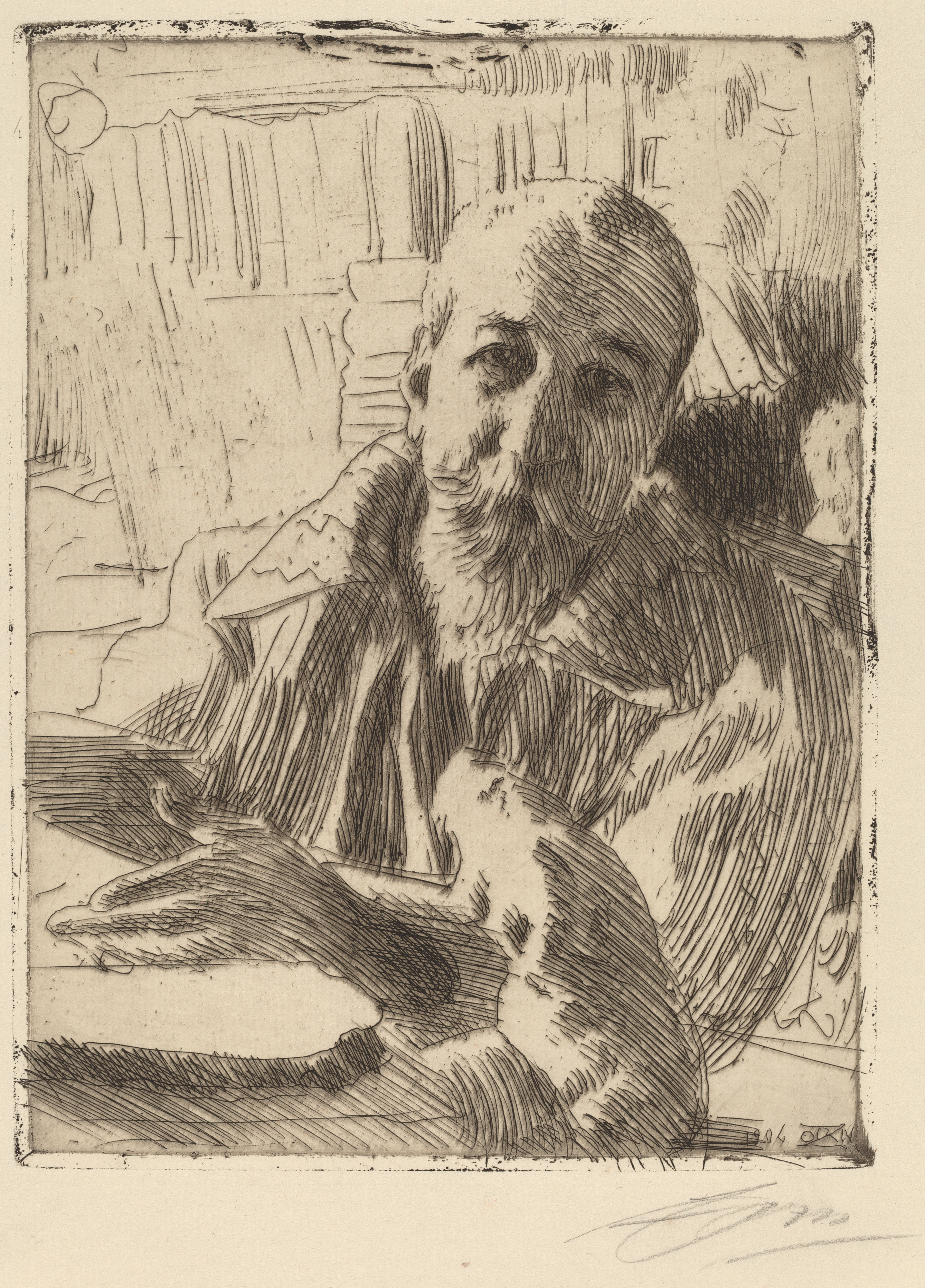
Anders Zorn: Porträt von Anatole France, 1906

### Astronomie
Der Asteroid (6317) Dreyfus wurde 1995 nach der Affäre benannt.

### Filme und Bühnenwerke
Filme (Auswahl):
- L’Affaire Dreyfus, Georges Méliès, Stummfilm, Frankreich, 1899.
- Trial of Captain Dreyfus, Stummfilm, USA, 1899
- Dreyfus, Richard Oswald, Deutschland, 1930.
- The Dreyfus Case, F.W. Kraemer, Milton Rosmer, USA, 1931.
- Das Leben des Emile Zola, Wilhelm Dieterle, mit Paul Muni, USA, 1937. Die Ausstrahlung des mit mehreren Oscars ausgezeichneten Filmes wurde in Frankreich verboten. Weil der französische Premierminister Édouard Daladier der Ansicht war, der Film würde die „Ehre der französischen Armee verletzen“, wurde er von der offiziellen Auswahl für die Filmfestspiele von 1938 in Venedig zurückgezogen.[341]
- I Accuse!, José Ferrer, England, 1957. Die französische Zensurbehörde erlaubte erst 1959 die vollständige Ausstrahlung dieses Films über die Dreyfus-Affäre.[342]
- L’Affaire Dreyfus, Jean de Vigne, Frankreich, 1965. Die Kurzdokumentation war für den Schulgebrauch vorgesehen.[343]
- Die Affaire Dreyfus, Franz Josef Wild, TV-Spielfilm in drei Teilen, ZDF, Deutschland, 1968.[344]
- ...trotzdem, Karl Fruchtmann, Deutschland 1989.[345]
- Gefangene der Teufelsinsel, Ken Russell, USA, 1991.
- Die Affäre Dreyfus, Yves Boisset, Frankreich, 1995. Nach dem Buch L’Affaire von Jean-Denis Bredin.
- Intrige, Roman Polański, Frankreich, 2019.
- Paris Police 1900 (Mini-Serie), Frankreich 2021. Die Dreyfus-Affäre bildet den Hintergrund der Handlung.

Bühnenwerke (Auswahl):
- Die Affäre Dreyfus, Theaterstück von René Kestner (Pseudonym von Wilhelm Herzog und Hans José Rehfisch), Uraufführung am 25. November 1929 an der Berliner Volksbühne.[346] Erste Aufführung in Paris 1931; wegen Tumulten seitens der Action Francaise wurde das Stück alsbald abgesetzt.
- Die Dreyfus-Trilogie (George Whyte in Zusammenarbeit mit Jost Meier, Alfred Schnittke und Luciano Berio) umfasst:
  - Dreyfus – Die Affäre. Oper in 2 Akten, Deutsche Oper Berlin, 8. Mai 1994; Theater Basel, 16. Oktober 1994.
  - The Dreyfus Affair. New York City Opera, 2. April 1996.
  - Dreyfus-J’Accuse. Tanzdrama, Oper der Stadt Bonn, 4. September 1994; Fernsehen: Schweden STV1, Slowenien RTV, SLO, Finnland YLE.
  - Zorn und Schande. Musikalische Satire, Arte, April 1994 (Rage et Outrage. Arte, April 1994 – Rage and Outrage. Channel 4, Mai 1994).
- My Burning Protest. George Whyte, Monolog für Sprecher und Schlagzeug, 1996.
- Dreyfus in Oper und Ballet/Die Odyssee von George Whyte. Deutsch/Englisch, September 1995, WDR, Schweden STV1, Ungarn MTV und Finnland YLE.